# أنواع مباريات المصارعة
أنواع عديدة من مباريات المصارعة، تُعرف أحيانًا باسم "المباريات المفاهيمية" أو "المباريات ذات الطابع الخاص" (Gimmick) في مصطلحات هذا المجال، تُقام في المصارعة المحترفة. بعض هذه المباريات الخاصة أكثر شيوعًا من غيرها، وغالبًا ما تُستخدم لتطوير أو إنهاء خط سير قصة معينة. على مدار تاريخ المصارعة المحترفة الذي يمتد لعقود، ظهرت العديد من التعديلات على المفهوم الأساسي لبعض هذه المباريات ذات الطابع الخاص.

## المباريات الفردية
المباراة الفردية هي النوع الأكثر شيوعًا من مباريات المصارعة المحترفة، حيث يشارك فيها متنافسان فقط يتنافسان لتحقيق سقوط واحد (Pinfall). يتم تحقيق الفوز من خلال التثبيت، الإخضاع، الضربة القاضية، العد الخارجي، أو الاستبعاد. واحدة من أكثر التعديلات شيوعًا في هذا النوع من المباريات هي تقييد طرق الفوز الممكنة.

### مباراة معصوبي الأعين (Blindfold match)
في مباراة معصوبي الأعين، يجب على المشاركين ارتداء عصبة تغطي أعينهم طوال مدة المباراة. واحدة من أشهر الأمثلة على هذا النوع من المباريات كانت في عرض ريسلمانيا السابع بين جيك "ذا سنيك" روبرتس وريك مارتيل.

### مباراة بلا عد خارجي (No count-out match)
مباراة بلا عد خارجي هي مباراة فردية يمكن فيها للمشاركين البقاء خارج الحلبة دون أن يتم استبعادهم بسبب العد الخارجي. أحد الأمثلة الشهيرة كان في عرض "فينجينس" عام 2003 بين ستيفاني مكمان وسابل، حيث فازت الأخيرة بالمباراة.

### مباراة بقوانين المصارعة النقية (Pure wrestling rules match)
ظهرت مباراة قوانين المصارعة النقية لأول مرة في اتحاد "رينج أوف هونر" (ROH)، ولا تزال تُستخدم كقوانين رسمية لبطولة "المصارعة النقية". وفقًا لهذه القوانين، يُسمح لكل مصارع بثلاثة محاولات فقط لاستخدام الحبال لكسر التثبيت أو الإخضاع. بعد انتهاء المحاولات الثلاث، لا يمكن للمصارع استخدام الحبال للهروب. كما تُعتبر اللكمات المغلقة غير قانونية، ويؤدي أول انتهاك إلى تحذير، والثاني إلى استبعاد. يتعين على المصارعين مصافحة بعضهم قبل وبعد المباراة.

### مباراة التحدي الخاص (Special challenge match)
مباراة التحدي الخاص كانت تُستخدم غالبًا في اتحاد WCW للإشارة إلى مباراة فردية لا يتم فيها الدفاع عن اللقب، مما يعني أن اللقب لا ينتقل إذا خسر البطل. يمكن الإعلان عنها كـ"مباراة ليست على اللقب" أو "مباراة فردية". مثال على ذلك كان مباراة بين البطل التلفزيوني أرن أندرسون وبول أورندورف في عرض "كلاش أوف ذا تشامبيونز XI"، حيث فاز أورندورف بالمباراة، لكن أندرسون احتفظ باللقب.

### مباراة بطل ضد بطل (Champion vs Champion match)
مباراة البطل ضد البطل قد تُعرف أيضًا بمباراة "الفائز يأخذ كل شيء"، لكن في بعض الحالات لا يتم التنافس على ألقاب كلا البطلين، أو يتم التنافس على لقب واحد فقط. خلال حقبة تقسيم العلامات الثاني في WWE، كانت هذه المباريات تُستخدم بشكل متكرر في عرض "سيرفايفر سيريز"، حيث لا يتم الدفاع عن الألقاب. ابتداءً من عام 2024، بدأت تُقام هذه المباريات في عرض "كراون جول"، حيث يتواجه حاملو الألقاب العالمية للرجال والنساء للحصول على لقب "كراون جول التذكاري".

### مباراة رياضة الدماء/تحت الأرض (Bloodsport/Underground match)
يتضمن هذا النوع من المباريات مجموعة فريدة من القواعد مقارنة بالمباريات التقليدية، حيث يجب أن تنتهي كل مباراة إما بضربة قاضية أو استسلام. يتم استبدال الحلبة التقليدية بحلبة بدون حبال أو زوايا.

#### رياضة الدماء التابعة لـ GCW
يتضمن هذا الحدث مباريات "خارج النص" بأسلوب يحاكي الأيام الأولى لفنون القتال المختلطة ومصارعة الإمساك. من الشائع أن يتمتع المشاركون بخبرة في رياضات قتالية أخرى إلى جانب المصارعة المحترفة، حيث تبدو المباريات قاسية وتشبه أسلوب مصارعة شوت.

#### راو/NXT أندرجراوند (Raw/NXT Underground)
خلال جائحة كوفيد-19، اضطرت اتحادات المصارعة إلى إقامة العروض خلف الأبواب المغلقة من مارس 2020 حتى يوليو 2021. خلال هذه الفترة، قدمت WWE فقرة جديدة تحت اسم "رو أندرجراوند" في أغسطس من نفس العام. كان هذا المفهوم مستوحى من فيلم "نادي القتال" وتم استضافته والتعليق عليه من قبل شين مكمان خلال الساعة الثالثة من عرض "رو". لم تُقم المباريات في الساحة الرئيسية، بل في قبو مركز الأداء التابع لـ WWE، بحضور المصارعين والراقصات فقط. أقيمت المباريات داخل حلبة بلا حبال وبأرضية سوداء، وكانت قصيرة وتُدار بأسلوب "العمل التمثيلي الواقعي"، حيث يمكن أن تنتهي بضربة قاضية، استسلام، أو بقرار من مكمان. تم بث فقرات رو أندرجراوند في 8 حلقات من عرض "رو" بين 3 أغسطس و21 سبتمبر 2020.
تبنّت علامة NXT التابعة لـ WWE هذا المفهوم ابتداءً من حلقة 4 يوليو 2023 من عرض NXT، حيث أقيمت مباراة بين إيدي ثورب ودامون كيمب. على عكس ما كان عليه الحال في رو، تُقام المباريات في NXT داخل الساحة الرئيسية أمام الجماهير، حيث تُزال حبال الحلبة ويتم تغطية الأرضية بقماش أسود. في حلقة 26 ديسمبر 2023 من NXT، هزم إيدي ثورب المصارع ديجاك في ثاني مباراة من نوع "NXT أندرجراوند".
أقيمت أول مباراة نسائية من نوع "NXT أندرجراوند" في الأسبوع الثاني من حدث NXT Spring Breakin لعام 2024، حيث تغلبت لولا فايس على ناتاليا.
في حدث NXT أندرجراوند لعام 2024، هزمت لولا فايس شاينا بازلر في ثاني مباراة من نوع "NXT أندرجراوند".
وفي حدث NXT ديدلاين لعام 2024، هزمت لولا فايس جايدا باركر في ثالث مباراة من هذا النوع.

## مباريات على نمط "المعركة الملكية" (باتل رويال)
المعركة الملكية (Battle Royal) هي نوع من المباريات التي تضم عدة مصارعين يتم إقصاؤهم حتى يتبقى مصارع واحد فقط. تبدأ المعركة الملكية النموذجية بوجود 20 مصارعًا أو أكثر في الحلبة في نفس الوقت، ويتم إقصاؤهم عبر رميهم فوق الحبال العلوية ولمس كلا القدمين أرضية الساحة.

### باتلبول (Battlebowl)
باتلبول هو نسخة مكونة من حلبتين من المعركة الملكية. في هذه المباريات، يبدأ المصارعون في الحلبة الأولى ويحاولون رمي المصارعين إلى الحلبة الثانية، حيث يمكن إقصاؤهم من خلال إخراجهم من تلك الحلبة. المصارع الأخير في الحلبة الأولى يحصل على فرصة للراحة حتى يتبقى مصارع واحد فقط في الحلبة الثانية، بعد ذلك يتواجه الاثنان في كلتا الحلبتين حتى يتم إقصاء أحدهما ويتم إعلان الفائز. تم تنظيم هذه المباراة من قبل WCW في حدث ستاركيد عام 1991، ولكن المباريات المستقبلية لباتلبول كانت تُقام وفق قواعد المعركة الملكية العادية.

### منطقة المعركة (Battle Zone)
تضم منطقة المعركة عددًا من المصارعين في حلبة واحدة، حيث يتم إقصاؤهم وفقًا لقواعد الإقصاء عبر الحبال العلوية. الفرق هنا هو وجود طاولات مغطاة بالأسلاك الشائكة، والدبابيس، والمصابيح المكسورة خارج الحلبة، والتي قد تصيب المصارعين أثناء إقصائهم.

### بانكهاوس ستامبيد (Bunkhouse Stampede)
تتضمن مباريات بانكهاوس ستامبيد، التي نظمتها التحالف الوطني للمصارعة (NWA)، مصارعين يرتدون ما يُعرف بـ "ملابس بانكهاوس" - أحذية رعاة البقر، الجينز، والقمصان - بدلاً من ملابس المصارعة المعتادة، مع السماح باستخدام الأسلحة وتشجيع ذلك. في عام 1988، خصص NWA عرضًا مدفوعًا بهذا الاسم كان يتصدره مباراة بانكهاوس ستامبيد داخل قفص. مؤخرًا، أعاد ريكي مورتون من فريق روك أند رول إكسبرس إحياء هذا النوع من المباريات في أكاديميته للمصارعة في تشاكي، تينيسي.

### المعركة الملكية بنظام هاردكور (Hardcore Battle Royale)
معركة ملكية تجري وفقًا لقواعد الهاردكور (دون استبعادات أو عد خارجي)، يشارك فيها عدة مصارعين في الحلبة في نفس الوقت. يمكن أن تستمر المباراة لمدة 15 أو 20 دقيقة. لا يتم إقصاء المشاركين عن طريق رميهم خارج الحلبة ولمس أقدامهم الأرض. يتم تتويج أي مصارع ينجح في تثبيت أو إجبار حامل لقب الهاردكور الحالي على الاستسلام كبطل مؤقت. وعند انتهاء الوقت المحدد، يتم تتويج المصارع الذي يحمل اللقب حينها كفائز رسمي بالمباراة وباللقب. أبرز مثال على هذا النوع من المباريات هو معركة لقب الهاردكور الملكية التي أقيمت في عرض ريسلمانيا 2000 من تنظيم اتحاد WWF.

### معركة الدم الأخير (Last Blood Battle Royale)
معركة الدم الأخير هي في الأساس مباراة متعددة المشاركين من نوع الدم الأول. يبدأ جميع المصارعين المباراة في نفس الوقت ويتم إقصاؤهم عند نزيفهم. الفائز هو آخر مصارع لم ينزف. أقيمت هذه المباراة في اتحاد تراي-ستيت للمصارعة، وهو سلف لاتحاد ECW.

### المعركة الملكية العكسية (Reverse Battle Royale)
تُستخدم المعركة الملكية العكسية بشكل شائع في اتحاد إمباكت/TNA، وتبدأ هذه المباراة بوجود المصارعين حول الحلبة بدلاً من داخلها. في بداية المباراة، يتصارع المشاركون ليتمكن نصفهم من دخول الحلبة، ثم تستمر المباراة حتى يفوز آخر مصارع متبقٍ، وفق قواعد المعركة الملكية العادية.
المعركة الملكية العكسية داخل القفص هي نسخة أخرى من هذا النوع من المباريات في اتحاد TNA. تتألف من ثلاث مراحل:
تبدأ المرحلة الأولى كمعركة ملكية عكسية "من الخارج إلى الداخل"، بمشاركة 15 مصارعاً أو أكثر. أول سبعة مصارعين يدخلون الحلبة من أعلى القفص ينتقلون إلى المرحلة الثانية، والتي تكون مباراة غونتلت. في المرحلة النهائية، يتبقى مصارعان فقط يتواجهان في مباراة فردية تُحسم عبر التثبيت أو الإخضاع.

### المعركة الملكية شبه النهائية (Semi-Final Battle Royale)
تتألف المعركة الملكية شبه النهائية من معركة ملكية تنتهي عند بقاء عدد معين من المصارعين في الحلبة. يتم بعدها نقل المتبقين إلى مباراة مصارعة تقليدية لتحديد الفائز. مثال على ذلك حدث في إحدى حلقات NXT في يناير 2024، حيث شاركت 20 امرأة في معركة ملكية تحولت إلى مباراة رباعية عادية بعد بقاء أربع متنافسات فقط.
في اتحاد آول إليت ريسلينغ (AEW)، يُطلق على هذا النوع من المباريات اسم "Dynamite Dozen Battle Royale"، حيث يتنافس 12 مصارعًا حتى يتقلص العدد إلى اثنين. تُقام مباراة لاحقة بين الاثنين المتبقيين، وتُعرف باسم "AEW Dynamite Diamond Ring".
أما في اتحاد نيو جابان برو ريسلينغ (NJPW)، فقد أقيمت معركة ملكية شبه نهائية خلال فعالية "New Japan Rumble" في عرض Wrestle Kingdom 15 عام 2021. تأهل الأربعة المتبقون: تشيس أوينز، باد لاك فالي، تيتسويا بوشي، وتورو يانو، إلى مباراة بطولة أقيمت في اليوم التالي.

### المعركة الملكية للفرق الثنائية (Tag Team Battle Royale)
المعركة الملكية للفرق الثنائية تتألف من فرق محددة مسبقًا، حيث يتكون كل فريق من عضوين. تتبع هذه المباراة قواعد المعركة الملكية العادية، ويمكن إقصاء الفرق عندما يُقصى أحد أو كلا العضوين خارج الحلبة عبر الحبال العلوية مع ملامسة كلا القدمين للأرض. تتميز هذه المباراة بكون كلا المصارعين في الفريق نشطين في الوقت نفسه، دون الحاجة إلى استخدام قواعد التاغ التقليدية، مما يجعلها أقرب إلى نظام "التاغ تيم الإعصارية".
تم استخدام هذا النوع من المعارك الملكية للفرق خلال الدرافت الخاص بـWWE لعام 2011 في 25 أبريل 2011، حيث كان على فريق المصارعين إقصاء جميع أعضاء الفريق المنافس، على غرار مباراة "الإقصاء" العادية. في هذه الحالة، يتم إرسال أي مصارع يُطرح خارج الحلبة إلى غرفة تبديل الملابس، ويُعتبر الفريق الفائز هو الذي يظل أعضاؤه في الحلبة. كما تم استخدام نسخة بارزة من هذه المباراة في عرض راسلمينيا 15.

### الحرب العالمية الثالثة (World War 3)
تم ابتكار معركة الحرب العالمية الثالثة الملكية بواسطة اتحاد WCW في عام 1995، وهي تتميز بإعداد فريد يشمل ثلاث حلبات و60 متنافسًا. يبدأ 20 مصارعًا في كل حلبة من الحلبات الثلاث، ويتنافسون وفق قواعد المعركة الملكية التقليدية. عندما يتبقى 30 مصارعًا فقط (باستثناء عام 1997 حيث كان العدد 20)، ينتقل جميع المتنافسين إلى الحلبة الوسطى لاستكمال المواجهة وفقًا للقواعد المعتادة حتى يتبقى مصارع واحد فقط ويتم إعلانه الفائز.

## المباراة السينمائية
المباراة السينمائية ليست نوعًا محددًا من المباريات بحد ذاته، لكنها مصطلح يُستخدم للإشارة إلى المباريات التي يتم إنتاجها باستخدام تقنيات تصوير سينمائية. تختلف القواعد من مباراة لأخرى، لكنها غالبًا ما تستند إلى نمط الهاردكور. بخلاف المباريات العادية التي تُجرى في جلسة واحدة أمام الجمهور الحي، يتم تصوير المباريات السينمائية على مدار ساعات عديدة، مع تصوير مشاهد متعددة بأسلوب مشابه لإنتاج الأفلام، وبميزانيات إنتاج عالية. يتراوح زمن العرض النهائي لهذه المباريات عادةً بين 20 إلى 40 دقيقة، ويتم بثها لاحقًا، غالبًا ضمن أحداث الدفع مقابل المشاهدة. كما تُصور غالبًا في مواقع خارجية أو في مواقع مخصصة أُنشئت خصيصًا لها.
رغم أنها لم تُعتبر مباراة سينمائية في وقتها، تُعد مواجهة هوليوود باكلوت بين رودي بايبر وغولدست في عرض راسلمينيا 12 عام 1996 مثالًا مبكرًا على هذا النوع من المباريات من قبل WWE. استخدمت المباراة تقنيات باتت تُميز المباريات السينمائية الحديثة. بخلاف المباريات السينمائية المستقبلية التي تُعرض عادة في جزء واحد، تم تقسيم هذه المباراة إلى عدة أجزاء بُثت بين مواجهات الحلبة. شملت المواجهة مقاطع مسجلة مسبقًا خارج صالة هوندا سنتر، حيث تعارك بايبر وغولدست، إضافة إلى مطاردة بايبر لغولدست في سيارة كاديلاك ذهبية باستخدام سيارة فورد برونكو بيضاء، في إشارة واضحة إلى قضية المطاردة الشهيرة للمجرم أو جاي. سيمبسون اللتي كانت ما زالت قائمة في ذاك الوقت. (أشار فينس مكمان في التعليق بشكل غير مباشر إلى أن "المشاهد تبدو مألوفة جدًا"، حيث استُخدمت لقطات حقيقية من مطاردة سيارة سيمبسون البرونكو الشهيرة ضمن أحداث المباراة).
اختُتمت المواجهة مباشرة في الحلبة عندما جرّد بايبر غولدست من ملابسه ليكشف عن ارتدائه ملابس نسائية داخلية، في محاولة منه "لجعل غولدست رجلًا". كما شهد عرض راسلمينيا 12 مباراة سينمائية أخرى بين شخصيتي ذا هاكستر و ناتشو مان.
في عرض سمرسلام 1996، واجه أندرتيكر خصمه مانكايند في مباراة "شجار غرفة المعدات"، التي كانت مسجلة مسبقًا جزئيًا، واعتمدت على استخدام الدعائم والزوايا التصويرية غير التقليدية.
في عام 2016، نظّم انحاد TNA، مباراة بعنوان "الإقصاء النهائي" (Final Deletion) بين الأخوين مات هاردي وجيف هاردي خلال حلقة الخامس من يوليو من برنامج إمباكت ريسلنغ. تم تصوير المباراة في مجمع مات هاردي الخاص، وكانت مباراة مصارعة هاردكور وفقًا لقواعد "الفوز يُحسب في أي مكان".
جاءت المباراة التالية كتكملة للصراع، وكانت مواجهة بين فريق ذا بروكن هارديز وفريق ديكاي بعنوان "الحذف أو الفناء" (Delete or Decay). استمر الصراع بين الفريقين حتى عرض بوند فور غلوري، حيث خسر فريق ديكاي بطولة TNA للفرق الزوجية لصالح فريق ذا هارديز في مباراة حملت اسم "الحرب العظمى".
وفي حلقة 15 ديسمبر من برنامج إمباكت ريسلنغ، أصدر فريق ذا هارديز دعوة مفتوحة للفرق الزوجية للتنافس في مجمعهم الخاص في عرض بعنوان "الحذف المستمر" (Total Nonstop Deletion). وكانت المباراة الرئيسية في هذا العرض هي مواجهة بعنوان "نهاية العالم للفرق الزوجية" (Tag Team Apocalypto)، حيث تمكن فريق ذا هارديز في النهاية من التغلب على فريق ديكاي.
رغم أن المواجهة لم تكن مباراة رسمية، قامت WWE بعد ذلك بفترة قصيرة بتصوير مواجهة بأسلوب سينمائي بين فريق ذا نيو داي (بيغ إي، كوفي كينغستون، وزافيير وودز) وفريق ذا وايت فاميلي (براي وايت، إريك روان، وبرون سترومان). أُقيمت المواجهة في مجمع فريق وايت وتم عرضها في حلقة 11 يوليو 2016 من برنامج رو.
في عام 2017، سجلت WWE مباراة سينمائية لعرض الدفع مقابل المشاهدة بايباك بعنوان "بيت الرعب" بين راندي أورتن وبراي وايت. وعلى غرار مباراة "الحذف النهائي" في اتحاد TNA، أُقيمت المباراة في منزل مهجور. لكن بخلاف قواعد "السقوط يُحسب في أي مكان"، كان لا بد أن تنتهي المباراة داخل الحلبة في الساحة التي أقيم فيها العرض. تم تصوير المشاهد في المنزل مسبقًا، بينما مشاهد الجزء داخل الحلبة كانت مباشر.
أما المباراة السينمائية التالية، فقد عُرضت في حلقة 19 مارس 2018 من برنامج رو، حيث واجه مات هاردي، الذي عاد إلى WWE وأصبح يُعرف بـ "ووكين مات هاردي"، خصمه براي وايت في مباراة بعنوان "الحذف النهائي المطلق" (Ultimate Deletion). كانت المباراة مشابهة لمباراة "الحذف النهائي"، حيث أُقيمت أيضًا في مجمع مات الخاص.
ازدادت المباريات السينمائية شيوعًا في عام 2020 نتيجة جائحة فيروس كوفيد-19، حيث بدأت الجائحة في التأثير على صناعة المصارعة الاحترافية في مارس من ذلك العام، مما أجبر اتحادات المصارعة على إقامة العروض خلف أبواب مغلقة. قامت WWE بتنظيم عدة مباريات سينمائية خلال عروض الدفع مقابل المشاهدة بين مارس وأغسطس، ونالت استحسانًا كبيرًا على مباراتين تحديدًا أقيمتا في راسلمينيا 36 : مباراة "المقبرة" بين ذا أندرتيكر وأي جي ستايلز، وهي مباراة من نوع "الدفن حيا" جرت في مقبرة صُممت خصيصًا لهذا العرض في منطقة أورلاندو. و مباراة Firefly Fun House بين جون سينا وبراي وايت (ذا فيند). رغم انتهاء المباراة بفوز "ذا فيند" بتثبيت سينا داخل الحلبة، إلا أن المباراة تضمنت سلسلة من المشاهد الحلمية التي تناولت مسيرة سينا وأظهرت ما يُعتقد أنها عيوب في شخصيته. تم تصوير هذه المشاهد في مقر تيتان تاورز التابع لـWWE في ستامفورد، كونيتيكت. عقب ذلك، أُقيمت مباريات سينمائية أخرى, في عرض ماني إن ذا بانك في مايو، حيث جرت مباريات السلالم الخاصة بالعرض في مقر WWE. مباراة "الشجار الخلفي" بين آدم كول وفيلفتين دريم في موقف سيارات جامعة Full Sail ضمن عرض NXT تيك أوفر: في منزلك في يونيو. أيضا مباراة فردية بين إيدج وراندي أورتن في عرض باكلاش بعنوان "أعظم مباراة مصارعة على الإطلاق"، والتي أُنتجت بأسلوب سينمائي. ومباراة قتال مستنقع وايت بين براي وايت وبرون سترومان في عرض العرض المرعب في إكستريم رولز في يوليو.
مع إدخال منصات ThunderDome و CWC في أغسطس وأكتوبر، قلّ استخدام المباريات السينمائية بشكل كبير، إذ سمحت هذه المنصات بحضور الجمهور افتراضيًا. للاحتفال بموضوع الهالوين، أُقيمت مباراة بيت الرعب المسكون بين ديكستر لوميس وكاميرون غرايمز في عرض NXT: هالووين هافوك في أكتوبر، وكانت مشابهة لمباراة "بيت الرعب" في بايباك 2017. استخدمت مباريات أخرى عناصر سينمائية، مثل: مباراة جحيم فايرفلاي بين راندي أورتن وذا فيند في عرض تي إل سي: طاولات, سلالم, كراسي في ديسمبر، حيث أشعل أورتن النار في جسد ذا فيند بالكامل. مباراة مصارعة بين الجنسين بين راندي أورتن وأليكسا بليس في عرض فاستلين في مارس 2021، حيث استخدمت بليس قوى خارقة للطبيعة للفوز. مع استئناف الجولات المباشرة في يوليو 2021، توقفت WWE عن إنتاج المباريات السينمائية.
استخدمت AEW أيضًا المباريات السينمائية خلال القيود التي فرضتها جائحة كوفيد-19 في عامي 2020 و2021، وأبرزها مباراة Stadium Stampede في عرض دبل اور نوثينغ 2020، والتي كانت مباراة من نوع 5 ضد 5 جرت في ملعب ملعب إيفربانك بدون جمهور. خلال تلك الفترة، تضمنت عروض الدفع مقابل المشاهدة لـ AEW على الأقل مباراة سينمائية واحدة، ومن أبرزها: مباراة سن و ظفر (Tooth and Nail) في عرض آل آوت 2020 بين د. بريت بيكر وبيغ سوول داخل عيادة بيكر الحقيقية لطب الأسنان. أيضا مباراة بعنوان The Elite Deletion في عرض فول غير 2020، والتي جمعت بين مات هاردي وسامي جيفارا، وكانت مشابهة لمباريات "الحذف" الأخرى التي شارك فيها هاردي. و مباراة شوارع من فرق زوجية بين داربي ألين وستينغ ضد فريق تاز (براين كيج وريكي ستاركس) في عرض ريفولوشن 2021، والتي أقيمت في مستودع مهجور في أتلانتا، جورجيا.
في عرض دبل أور نوثينغ 2021، كانت مباراة تدافع الملعب مباراة سينمائية هجينة حيث تم تصوير النصف الأول من المباراة في TIAA Bank Field، بينما انتهت المباراة بشكل مباشر في ساحة Daily's Place المجاورة. شاهد الجمهور الحاضر النصف الأول على شاشات الفيديو قبل أن ينتقل الصراع إلى المدرج. كانت هذه المباراة آخر مباراة سينمائية تنتجها AEW قبل أن تستأنف الشركة جولات العروض المباشرة في يوليو من نفس العام.
عاد إتحاد إمباكت إلى إنتاج المباريات السينمائية في عام 2021، حيث خاض إيثان بيج مواجهة ضد شخصيته البديلة "ذا كاراتيه مان" في عرض هارد تو كيل. جاءت المباراة بأسلوب سينمائي مستوحى من لعبة مورتال كومبات، وانتهت بمشهد "ذا كاراتيه مان" وهو "يقتل" إيثان بيج. كانت هذه المباراة آخر ظهور لـ بيج مع اتحاد إمباكت قبل انتقاله إلى AEW.

## المباريات التي تعتمد على الحاويات
بعض المباريات تحتوي على حاوية موضوعة داخل الحلبة أو بالقرب منها، حيث يكون الهدف من المباراة هو حبس الخصم داخل هذه الحاوية. جميع هذه المباريات تُلعب تحت قواعد "الهاردكور"، وغالبًا ما تُسمى هذه المباريات باسم الحاوية المستخدمة، مثل مباراة الإسعاف ومباراة التابوت. هناك نوع مشابه من المباريات يهدف إلى تقييد حركة الخصوم باستخدام أدوات مثل الحمالة الطبية، ويُطلق على المباراة عادةً اسم أداة التقييد. لا يمكن أن تنتهي أي من هذه المباريات بالتثبيت، أو الخضوع، أو العد الخارجي، أو الاستبعاد.
تشمل الحاويات الشائعة المستخدمة في هذه المباريات: التوابيت (المرتبطة بشخصية "الرجل الميت" الخاصة بـ أندرتيكر، والتي تتضمن استخدام توابيت تقليدية أو توابيت كبيرة الحجم بعمق وعرض مزدوجين، وأحيانًا تُصمم خصيصًا لتناسب خصومًا محددين يواجههم أندرتيكر)، سيارات الإسعاف، حاويات القمامة، سيارات نقل الموتى (وتُعرف بمباراة "الرحلة الأخيرة"، وهي أيضًا مرتبطة بشخصية أندرتيكر)، والنقالات الطبية.

### مباراة سيارة الإسعاف (Ambulance match)
تُقام مباراة سيارة الإسعاف وفق قواعد "الهاردكور" التي لا تتضمن تثبيت الخصم، أو إجباره على الاستسلام، أو الإستبعاد، أو حتى العد الخارجي. والطريقة الوحيدة للفوز هي إجبار أحد المصارعين خصمه على الدخول إلى مؤخرة سيارة الإسعاف وإغلاق الباب عليه. أُقيمت أول مباراة من هذا النوع في عرض سرفايفر سيرييس 2003، حيث تمكن كين من هزيمة شين مكمان. أمّا المباراة الثانية فكانت في عرض إليمينيشن شامبر 2012، وشارك فيها كين أيضًا، لكن هذه المرة ضد جون سينا، الذي فاز بالمباراة. أُضيفت في هذه المباراة قاعدة جديدة تتطلب مغادرة سيارة الإسعاف للمنطقة لتحقيق الفوز. أما المباراة الثالثة فجاءت كجزء من مبارة "ثلاثة مراحل من الجحيم" في عرض بايباك بتاريخ 16 يونيو 2013، في روسمونت، إلينوي، وكانت بين جون سينا ورايباك على بطولة WWE. أحدث مباراة من هذا النوع أُقيمت في عرض NXT هالووين هافوك في أكتوبر 2024، بين ريدج هولاند وأندري تشيس. يُذكر أن مباراة "جحيم الحرب" الشهيرة في عرض لوتشا أندرجروند عام 2017 بين دانتي فوكس (إيه آر فوكس) وكيلشوت (سويرف ستريكلاند) كانت المباراة الوحيدة من هذا النوع في تاريخ تلك الشركة.

### مباراة الدفن حياً (Buried alive match)
مباراة الدفن حيًا هي مواجهة يكون الهدف منها أن يقوم أحد المصارعين بإلقاء خصمه في قبر محفور ضمن كومة كبيرة من التراب موضوعة خارج الحلبة. بعد إلقاء الخصم في القبر، يجب على المصارع دفن خصمه تمامًا بالتراب وفقًا لتقدير الحكم. غالبًا ما يتم توفير أدوات مثل المجارف وعربات اليد وحتى الجرافات لإتمام عملية الدفن. تُعد مباراة الدفن حيًا واحدة من المباريات الثلاث المميزة لشخصية أندرتيكر، إلى جانب مباريات التابوت والرحلة الأخيرة.
في عرض راسلمينيا 36، أُقيمت مباراة الدفن حيًا بأسلوب سينمائي بين أندرتيكر وإيه جي ستايلز، وأُطلق عليها اسم "مباراة المقبرة". جرت المباراة في مكان خارجي يشبه المقبرة بجوار مستودع مهجور، بدلاً من إقامتها في الحلبة التقليدية.

### مباراة كيس الجثث (Body Bag match)
مباراة كيس الجثث هي مواجهة دون أي قيود أو استبعادات، حيث يكون الهدف منها أن يقوم المصارع بوضع خصمه داخل كيس جثث موضوع في منتصف الحلبة لتحقيق الفوز. كانت هذه المباراة واحدة من المباريات المميزة المبكرة لشخصية أندرتيكر. وقد خاض واحدة منها في عام 1992 ضد ذا ألتميت واريور في قاعة ماديسون سكوير غاردن.

### مباراة التابوت (Casket match)

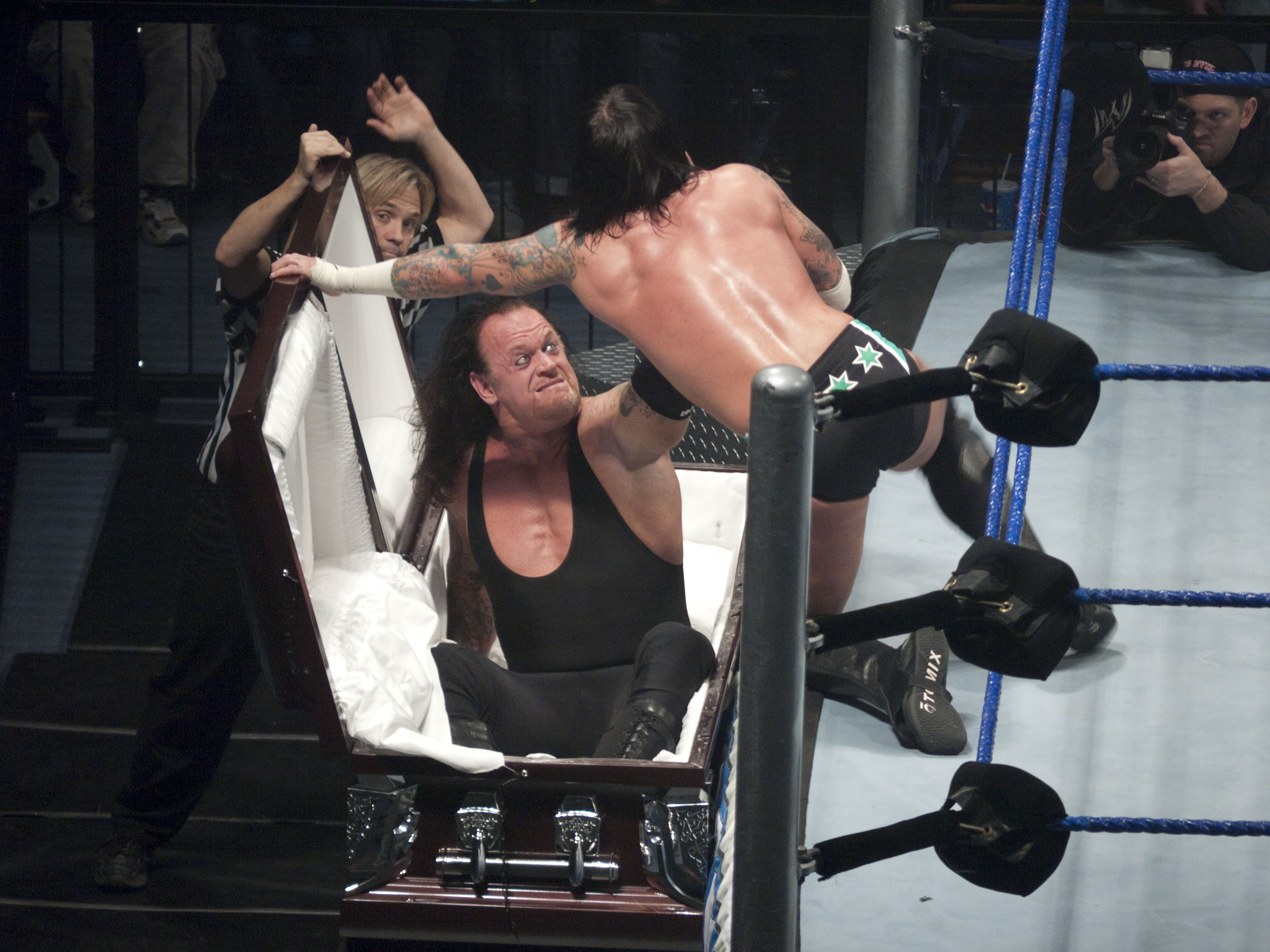
أندرتيكر في مباراة تابوت ضد سي إم بانك

تتمثل مباراة التابوت في وجود تابوت بجانب الحلبة، حيث يكون الهدف من المباراة حبس المصارع الخصم داخل التابوت. بدأت هذه المباراة كمواجهة فردية في السبعينيات بين داستي رودز وإيفان كولوف. أعيدت المباراة لاحقًا كواحدة من المواجهات المميزة لشخصية أندرتيكر وظهرت لأول مرة على التلفزيون في عرض سرفايفر سيريس كمباراة ضد كمالا. قبل ذلك، في عرض محلي بتاريخ 14 يوليو 1991، تغلب ذا ألتميت واريور على أندرتيكر في مباراة تابوت أقيمت في ملعب بوش بمدينة سانت لويس، ميزوري. عبر تاريخ هذه المواجهات، أقيمت 17 مباراة تابوت، فاز أندرتيكر في 11 منها. أقيمت النسخة الـ20 من هذه المباراة في عرض هالوين هافوك، وكانت الأولى بعد اعتزال أندرتيكر، حيث تواجه غرايسون والر وأبولو كروز، وفاز الأخير. كذلك، أقيمت أول مباراة تابوت للسيدات في تاريخ WWE في حلقة NXT بتاريخ 29 أكتوبر 2024، حيث تنافست تايتم باكسلي وويندي تشو، وفازت باكسلي.
إلى جانب WWE، تم تبني مباراة التابوت من قبل اتحادات أخرى مثل TNA وAEW ولوتشا أندرجروند، حيث أطلق عليها في اتحاد لوتشا أندرجروند اسم "العواقب الوخيمة". هناك نسخة مخففة من مباراة التابوت لا يتم فيها تحقيق الفوز بوضع الخصم داخل التابوت، بل عبر التثبيت أو الإخضاع. ومع ذلك، يتم وضع المصارع المهزوم داخل التابوت بعد انتهاء المباراة.

#### مباراة الطقوس الأخيرة (Last Rites Match)
مباراة الطقوس الأخيرة هي نسخة خاصة من مباريات اتحاد TNA، حيث يتم إنزال تابوت إلى منتصف الحلبة، ويكون الهدف إدخال الخصم في التابوت، الذي يتم رفعه إلى السقف بعد انتهاء المباراة. أول مباراة من هذا النوع جرت بين ستينغ وأبيس. كان فينس روسو هو من ابتكر هذه الفكرة، لكنها قوبلت بالفشل الذريع، حيث لم يتمكن أي من المصارعين من الأداء بشكل جيد بسبب وضع التابوت في منتصف الحلبة، ما أدى إلى تقييد مساحة العمل وإعاقة الحركة. اعتُبرت المباراة كارثية إلى درجة أن الجماهير الغاضبة صرخت بصوت عالٍ قائلة: "اطردوا روسو!"، لدرجة أن المعلقين اضطروا إلى الصراخ في الميكروفونات ليتمكنوا من إسماع صوتهم.
في عام 2023، أعاد اتحاد TNA مباراة الطقوس الأخيرة، لكنهم عدلوها لتصبح أقرب إلى مباراة التابوت التقليدية.

### مباراة حاوية القمامة (Dumpster match)
مباراة حاوية القمامة هي مباراة بدون استبعاد، وبدون استسلام، وبدون عدّ خارجي، وبدون تثبيت، يتم خوضها بأسلوب الهاردكور. الهدف الوحيد للفوز هو إجبار الخصم على الدخول في حاوية قمامة وإغلاق الغطاء. أقيمت أول مباراة من هذا النوع في عرض راسلمينيا 14, حيث تواجه فريق ذا نيو إيج أوتلوز مع كاكتوس جاك وتشاينسو تشارلي.
أما أحدث مباراة من هذا النوع فكانت في حلقة سماكداون بتاريخ 5 أكتوبر 2024، حيث قامت ميتشين بإلقاء تشيلسي غرين بقوة عبر طاولة إلى داخل حاوية النفايات.

### مباراة الرحلة الأخيرة (Last Ride match)
مباراة الرحلة الأخيرة هي مباراة من نوع الهاردكور وتشبه مباراة "الإسعاف". يتمثل شرط الفوز فيها في إجبار المصارع خصمه على الدخول إلى مؤخرة سيارة نقل الموتى، ثم إغلاق الباب وقيادتها خارج الساحة. أقيمت أول مباراة من هذا النوع في عرض "نو ميرسي"، عندما تحدى المصارع أندرتيكر نظيره جون "برادشو" لايفيلد على بطولة WWE. ومع ذلك، كانت هناك مباراة سابقة أقيمت بشروط مشابهة. أما المباراة الثانية من هذا النوع، فقد أقيمت في عرض "أرماغيدون"، حيث تحدى أندرتيكر المصارع مستر كينيدي وتمكن من هزيمته. تم تقديم نسخة معدلة من هذا النوع من المباريات في عرض NXT Spring Breakin تحت اسم "مباراة الصندوق الخلفي"، وكانت بين الفريق المكون من توني دي أنجيلو وتشانينغ "ستاكس" لورينزو اللذين حققا الفوز، ضد فريق بريتي ديدلي (كيت ويلسون وإلتون برينس).

## أنواع المباريات القائمة على الهياكل المحيطة بالحلبة
تُقام بعض المباريات داخل بيئات مغلقة ومحددة. وعلى الرغم من أن معظم هذه الهياكل يتم إعدادها داخل الحلبة أو حولها، إلا أن بعضها يتم وضعه بعيدًا عنها. وفي جميع الحالات، يُعتبر الهيكل جزءًا من المباراة، ويُسمح باستخدامه في اللعب. تُحسم معظم هذه المباريات إما بالتثبيت أو بالإخضاع، ما لم يتم تحديد شروط خاصة مسبقًا.

### مباراة القفص الفولاذي (Steel cage match)

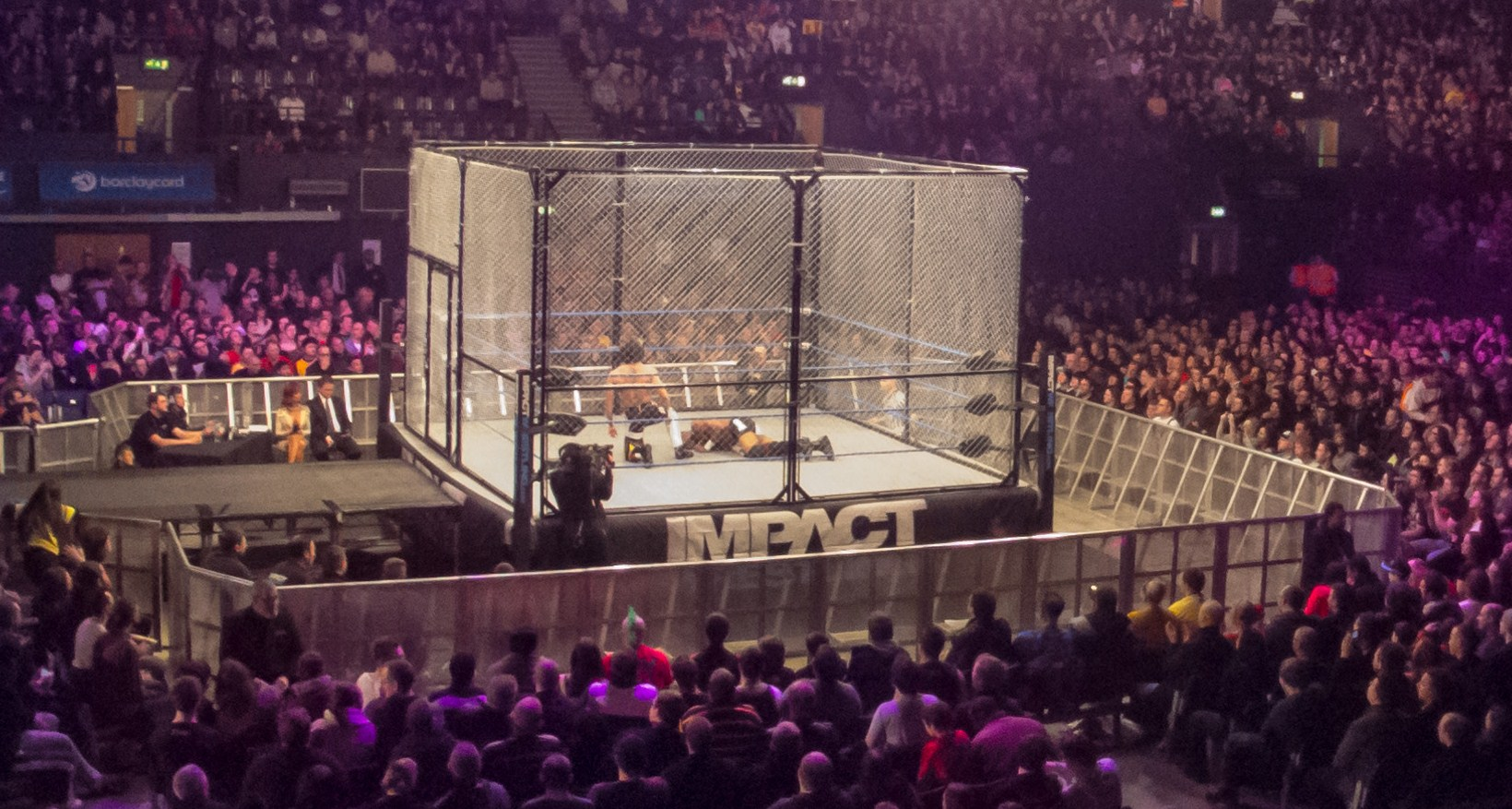
مباراة قفص فولاذي في حدث تابع لعرض إمباكت ريسلينغ لعام 2013

تُعد مباراة القفص الفولاذي واحدة من أقدم أنواع المباريات المغلقة المستخدمة في المصارعة المحترفة. أقيمت أولى مباريات القفص الفولاذي المعروفة في 9 يناير 1936 في مدينة كارثرزفيل بولاية ميسوري، حيث تضمنت البطاقة مباراتين داخل "سياج من أسلاك الدجاج"، الأولى بين جيز وأوتو لودفيغ، والثانية بين جو ديلمان وتشارلز سينكي. أُقيمت هذه المباريات داخل حلبة محاطة بسياج من أسلاك الدجاج بهدف إبقاء الرياضيين داخلها ومنع أي تدخل خارجي محتمل. ومنذ ذلك الحين، شهدت هذه المباريات تطورًا كبيرًا، حيث انتقل القفص من أسلاك الدجاج إلى قضبان الفولاذ، ثم إلى الشبكات المصنوعة من الأسلاك المتشابكة. أصبح هذا الشكل الأخير هو المعيار المستخدم حاليًا نظرًا لتكلفته المنخفضة وسهولة نقله ومرونته، مما يجعله أكثر أمانًا للمصارعين.
مباراة القفص الفولاذي تُقام داخل قفص مصنوع من ألواح شبكية معدنية تُثبت حول الحلبة أو على حوافها. الطريقة الأكثر شيوعًا للفوز هي الهروب من القفص، سواء عن طريق تسلق جدرانه والنزول إلى أرض الحلبة بحيث تلامس كلا القدمين الأرض، أو بالخروج عبر باب القفص مع التأكد من ملامسة كلا القدمين للأرض. كما يمكن الفوز في بعض الأحيان عن طريق التثبيت أو إجبار الخصم على الاستسلام.
يمكن أن يحدث أحيانًا أن يحاول مصارع الهروب عبر تسلق جدار القفص بينما يحاول خصمه الهروب عبر باب القفص. في المكسيك، تُحسم مباريات القفص الفولاذي بمجرد تسلق المصارع إلى قمة جدار القفص. أما في اتحاد إمباكت ريسلنغ، فقد كانت هذه المباريات تُعرف سابقًا باسم "الستة جوانب من الفولاذ" (Six Sides of Steel)، حيث كان القفص يحيط بالحلبة سداسية الشكل الخاصة بهم.

### مباراة الملجأ (Asylum Match)
تشير مباراة الملجأ إلى ثلاثة أنواع مختلفة من النزالات، جميعها تتم داخل قفص من السلاسل المعدنية على شكل دائرة يتم وضعه في منتصف الحلبة.
النوع الأول من هذه المباراة ابتكرها سكوت ستاينر في اتحاد WCW، وكان يُقام داخل قفص صغير من السلاسل المعدنية على شكل دائرة في منتصف الحلبة. يمكن تحقيق الفوز فقط عن طريق الإخضاع.
قُدم النوع الثاني في 16 مايو 2016 خلال مباراة بين دين أمبروز وكريس جيريكو في عرض إكستريم رولز, كان هذا النوع بمثابة تعديل لمباراة القفص الفولاذي، حيث تُعلق أسلحة فوق القفص ولا يُسمح بتحقيق الفوز عبر الهروب من القفص، بل فقط عن طريق التثبيت أو الإخضاع.
النوع الثالث ظهر في 10 أغسطس 2019 واشتمل على قفص فولاذي مغطى بأسلاك شائكة (نوع من النزالات يُغلق فيه باب القفص بالسلاسل والقفل). تم تقديم هذا النوع بعد التعادل بين آدم كول وجوني جارجانو بنتيجة 1-1 خلال NXT تيك أوفر: تورونتو عام 2019، حيث تضمنت المباراة أسلحة متصلة بجدران القفص وأسلاك شائكة على القمة.

### مباراة القفص الفولاذي المغطى بالأسلاك الشائكة (Barbed Wire Steel Cage match)
هي نوع من المباريات التي يتم فيها استخدام أسلاك شائكة كجزء من تصميم القفص الفولاذي، عادةً على طول الجزء العلوي من القفص. لا يكفي مجرد استخدام الأسلاك الشائكة في مباراة قفص عادية لتصنيفها كمباراة قفص فولاذي مغطى بالأسلاك الشائكة؛ إذ يجب أن تكون الأسلاك الشائكة جزءًا أساسيًا من تصميم القفص. هذا النوع من المباريات يجعل الهروب من القفص شبه مستحيل، حيث تمنع الأسلاك الشائكة الهروب من أعلى القفص، ويُغلق باب القفص بالسلاسل وقفل، كما هو الحال في مباراة الجحيم في زنزانة. أحد الأمثلة البارزة على هذا النوع من المباريات كان بين جون "برادشو" لايفيلد وبيغ شو في عرض نو واي آوت 2005، حيث بالإضافة إلى الأسلاك الشائكة، تم لف شرائط شائكة حادة حول الجزء العلوي من القفص بشكل دائري. مثال آخر كان مباراة آدم كول ضد جوني جارجانو في NXT تيك أوفر: تورونتو عام 2019، حيث شمل القفص أسلاك شائكة وبابًا مغلقًا بالسلاسل، بالإضافة إلى توفر أسلحة متنوعة أعلى القفص، لكن القفص في هذه المباراة لم يحتوِ على شرائط شائكة.

#### مباراة القفص الفولاذي المغطى بالأسلاك (Wire Steel Cage match)
هناك عدة أنواع من مباريات القفص الفولاذي التي تعتمد على استخدام الأسلاك:
مباراة القفص المغطى بالشرائط الشائكة: تشبه إلى حد كبير مباراة القفص المغطى بالأسلاك الشائكة، لكن يتم استبدال الأسلاك الشائكة بشرائط حادة أكبر وأكثر سمكًا، وتُلف حول الجزء العلوي وزوايا وجدران القفص.
مباراة القفص المغطى بأسلاك شائكة وشرائط شائكة: في هذا النوع، يتم تغطية الجزء العلوي والزوايا والجدران بأسلاك شائكة، ثم يتم تغطيتها مرة أخرى بشرائط شائكة.
بالإضافة إلى ذلك، توضع داخل الحلبة ألواح مغطاة بالشرائط الشائكة، مما يجعل المباراة أكثر خطورة وصعوبة.

### مباراة قفص الموت (Cage of Death match)
مباراة قفص الموت هي نوع من مباريات القفص الفولاذي تتضمن مجموعة متنوعة من الأسلحة المنتشرة داخل القفص، مثل جدران القفص المكهربة، نبات الصبار، الطاولات، الأنابيب الزجاجية، الزجاج، المسامير، مضارب البيسبول، الأسلاك الشائكة، والعديد من الأسلحة والأدوات الأخرى. دائمًا ما تكون هذه المباراة الحدث الرئيسي في العرض الأكبر لاتحاد كومبات زون ريسلينج (CZW)، والذي يحمل نفس الاسم "قفص الموت". وقد تم تقديم بعض هذه المباريات وفق قواعد مشابهة لقواعد مباريات ألعاب الحرب، حيث يتم استخدام حلبتين في المباراة.

### مباراة الحجرة (Chamber match)
في اتحاد TNA، تبدأ مباراة الحجرة (او الغرفة) بمواجهة بين اثنين من المصارعين (أو حتى ستة مصارعين) داخل حجرة. بينما يتجمع المصارعون الذين لا يشاركون في المباراة حول الحجرة. وبعد حوالي خمس دقائق من بداية المباراة، يقوم المصارعون الموجودون خارج الحجرة بإلقاء أسلحة داخلها. تنتهي هذه المباراة فقط عندما يتمكن أحد المصارعين من إسقاط خصمه بالضربة القاضية.

### مباراة حجرة التطرف (Chamber of Extreme match)
في مباراة حجرة التطرف، التي أُنشئت بواسطة اتحاد إكستريم كاناديان شامبيونشب ريسلنغ (ECCW)، تُحيط قفص فولاذي بارتفاع 8 أقدام بمنطقة حوالي الحلبة، ويكون الجزء العلوي منه ملفوفًا بأسلاك شائكة، بالإضافة إلى انتشار أسلحة "متطرفة" حول الحلبة وفي محيطها. لا تُطبق قواعد الاستبعاد أو العد خارج الحلبة أو كسر السقوط عن طريق الحبال. يُحدد الفائز إما بالتثبيت أو الإخضاع أو عندما يصبح الخصم غير قادر على الوقوف بحلول العد إلى عشرة.

### مباراة حجرة الرعب (Chamber of Horrors match)
مباراة حجرة الرعب كانت مباراة ضمن قفص فولاذي مغلق جمعت بين فريقين من أربعة رجال. في وسط القفص، كان هناك قفص أصغر يحتوي على كرسي كهربائي متصل بمقبض. طريقة الفوز في هذه المباراة كانت بوضع الخصم على الكرسي وتشغيل المقبض (المثبت على القفص الخارجي على ارتفاع ستة أقدام من الأرض)، بحيث يبدو في السيناريو وكأن الشخص يتعرض للصعق الكهربائي. استُخدمت هذه المباراة مرة واحدة فقط في WCW، حيث تم "صعق" عبدالله ذا بوتشر عن طريق الخطأ بواسطة زميله كاكتوس جاك، بعد أن وضعه ريك ستاينر على الكرسي في اللحظة الأخيرة.

### مباراة ديكسي لاند (Dixieland match)
مباراة ديكسي لاند (المسماة على اسم رئيسة TNA ديكسي كارتر، التي "اخترعت" المباراة) هي مزيج من مباراة قفص فولاذي ومباراة سلم. تبدأ المباراة داخل الحلبة المغلقة بقفص فولاذي. للفوز، يجب على المصارع أولاً تسلق القفص والخروج منه، ثم التوجه إلى منحدر المدخل حيث يتم تعليق حزام البطولة من السقف، وأخيراً تسلق سلم لاستعادة الحزام. أقيمت أول مباراة من هذا النوع خلال تسجيل حلقة إمباكت ريسلينغ: الحل الأخير في 3 ديسمبر 2013، حيث هزم ماغنوس جيف هاردي ليصبح بطل العالم للوزن الثقيل في TNA.

### مباراة قفص يوم القيامة (Doomsday Cage match)
تُعرف أيضًا باسم برج الهلاك (Tower of Doom)، مباراة قفص يوم القيامة هي مباراة تُقام داخل قفص مكوّن من ثلاثة طوابق، حيث يتم تقسيم الطابق الأوسط إلى غرفتين، ويحتوي كل طابق على مصارعين. الهدف من المباراة هو أن يقوم فريق المصارعين بالقتال بدءًا من القفص العلوي وصولًا إلى القفص السفلي، حيث يمكن تحقيق الفوز من خلال التثبيت أو الإخضاع. في الأيام الأخيرة لـ WCW، أُطلق عليها اسم مباراة القفص الثلاثي (Triple Decker Cage match)، وهو إشارة إلى استخدامها في المشهد الختامي لفيلم ريدي تو رمبل. تُعد المباراة الأبرز من هذا النوع تلك التي أُقيمت في فعالية أنسينسورد لعام 1996، حيث واجه هالك هوجان وراندي سافاج كلًا من ريك فلير، وآرن أندرسون، ومينغ، وذا باربارين، وليكس لوغر، وكيفن سوليفان، و زيد-غانغستا، وذا ألتيميت سوليوشن.

### مباراة حجرة دم يوم القيامة (Doomsday Chamber of Blood match)
تم ابتكار مباراة حجرة دم يوم القيامة من قبل المصارع أبيس. تجمع هذه المباراة بين أنواع متعددة من المباريات، وهي: مباراة القفص الفولاذي المغطى بالأسلاك الشائكة والفولاذ سداسي الجانب، ومباراة الجنون السادي. يتميز القفص بوجود سقف مصنوع من الأسلاك الشائكة. للفوز في هذه المباراة، يجب أولاً جعل الخصم ينزف، ومن ثم تثبيته لتحقيق الانتصار. تنافس مات مورغان وأبيس في واحدة من هذه المباريات خلال عرض لوكداون لعام 2009 الخاص بـTNA.

### مباراة القفص الكهربائي (Electrified Cage match)
مباراة القفص الكهربائي هي نسخة معدلة من مباراة القفص الفولاذي، حيث يحيط بالحلبة قفص فولاذي مكهرب. يمكن استخدام القفص كسلاح في المباراة، والطريقة الوحيدة للفوز تكون عن طريق التثبيت أو الإخضاع. أما نسخة أخرى من هذه المباراة تُعرف باسم Lucha en Jaula Electrificada، فتتطلب الفوز من خلال الهروب من القفص. يتم إيقاف الكهرباء عن القفص لفترات زمنية محددة، مما يتيح للمشاركين فرصة للهروب قبل إعادة تشغيل الكهرباء. يُستخدم هذا النوع من المباريات من قِبل اتحاد AAA للمصارعة في المكسيك.

### مباراة حجرة الإقصاء (Elimination Chamber match)

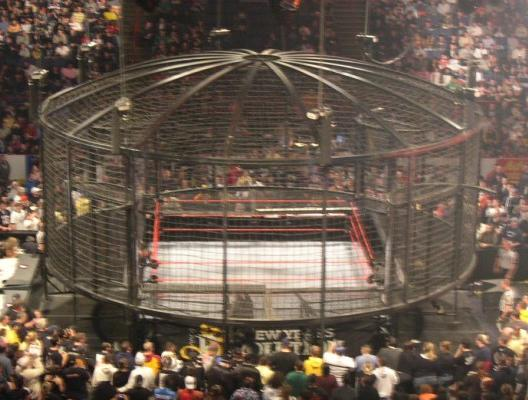
هيكل حجرة الإقصاء الأصلي

حجرة الإقصاء (المعروفة في ألمانيا باسم "لا هروب" (No Escape) لتجنب أي التباس محتمل مع الإشارة إلى غرف الغاز في الهولوكوست)، هي فكرة اقترحها تريبل إتش وتم تقديمها لأول مرة من قبل إيريك بيشوف في WWE عام 2002. تتكون الحجرة من قفص معدني مُغلق بشبكة من السلاسل مع قضبان داعمة، وتحيط بالحلبة بالكامل، بما في ذلك إنشاء أرضية معدنية (تمت تغطيتها لاحقًا) على منطقة الحواف. داخل الحجرة، توجد عند كل زاوية حلبة كبسولة شفافة، حيث ينتظر المتنافسون دورهم للدخول إلى المباراة. وكما يوحي الاسم، فإنها مباراة بنظام الإقصاء، حيث يتم استبعاد المصارعين واحدًا تلو الآخر عن طريق التثبيت أو الإخضاع حتى يبقى مصارع واحد فقط.
كانت الحجرة الأصلية المستخدمة بين 2002 و2016 أسطوانية الشكل، وفي عام 2017 تم تقديم تصميم جديد مكعب الشكل، ولكنه حافظ على نفس المواد ونفس الكبسولات الأربع.
شهدت نسخة "الحجرة المتطرفة للإقصاء" (Extreme Elimination Chamber) في عرض ديسمبر تو ديسميمبر لعام 2006 إضافة أسلحة لكل مصارع داخل الكبسولات. ومنذ عام 2010، أصبحت WWE تنظم عرضًا سنويًا يحمل اسم حجرة الإقصاء في شهر فبراير، حيث تُعد مباراة الحجرة من أبرز فعاليات العرض. وفي نسخة عام 2018، أقيمت أول مباراة حجرة إقصاء للسيدات، وكذلك أول مباراة تضم سبعة مصارعين.

### مباراة حفرة القتال (Fight Pit match)
مباراة حفرة القتال هي نوع من مباريات القفص، حيث تحيط بالحلبة قفص فولاذي بدلاً من الحبال وزوايا الحلبة، مع ممر علوي يحيط بأعلى القفص. يحتوي هذا الممر على سياج شبكي يحيط بالحافة الخارجية (كان في الأصل مجرد قضبان)، ويمكن للمصارعين تسلقه والقفز منه. تتميز هذه المباراة بقاعدة عدم السماح بالتثبيت، مما يعني أنه لا يمكن الفوز إلا من خلال الإخضاع أو الضربة القاضية، سواء بجعل الخصم غير قادر على الوقوف خلال عدّ إلى عشرة، أو عن طريق الضربة القاضية الفنية. هذا يجعل المباراة مزيجًا بين مباراة مصارعة محترفة ونزال فنون قتالية مختلطة (MMA)، حيث تُحسم معارك الـ MMA بنفس الطرق. أقيمت أول مباراة حفرة قتالية في حلقة NXT بتاريخ 27 مايو 2020، بين مات ريدل وتيموثي ثاتشر (بإشراف كورت أنجل كحكم خاص). تم استخدام نسخة معدلة من الحفرة مع سياج شبكي خلال عرض إكستريم رولز 2022، حيث استمرت العداوة بين مات ريدل وسيث رولينز (وكان حكم المباراة هو نجم قاعة مشاهير UFC دانييل كورمييه). جدير بالذكر أن مباراة ريدل ورولينز كانت أول مباراة حفرة قتال تُقام في عرض مدفوع مباشر (PPV) لـWWE.

### مباراة الجحيم في زنزانة (Hell in a Cell match)

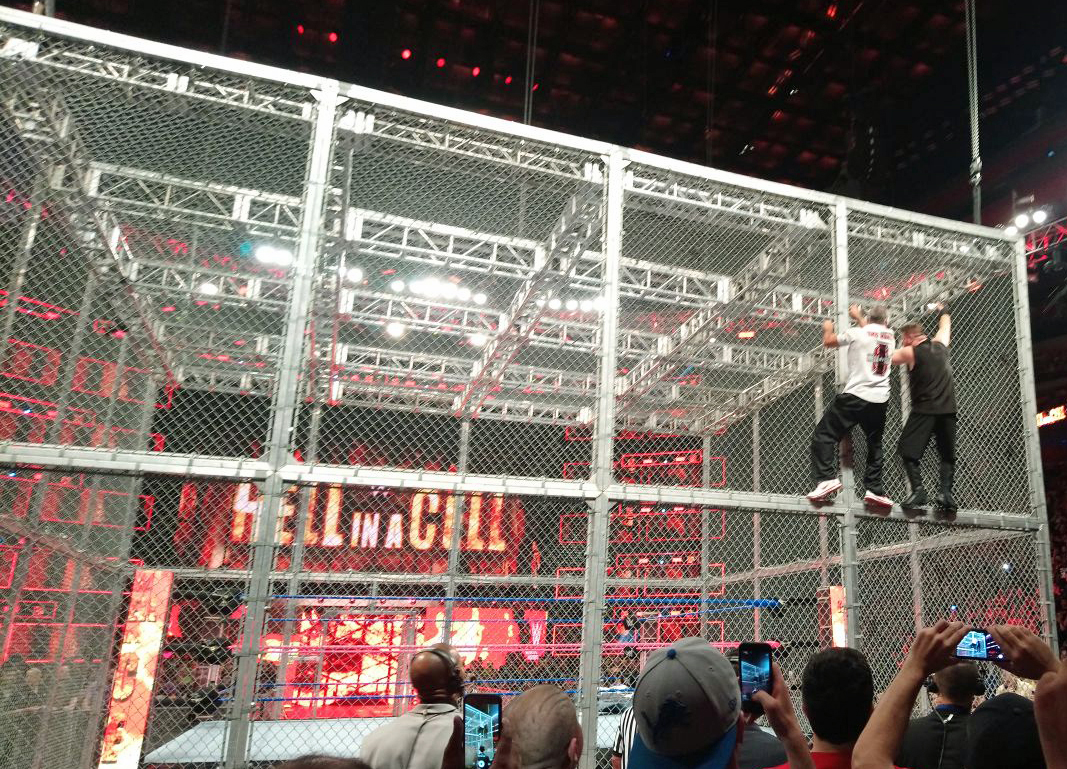
شين مكمان وكيفن أوينز على الجانب الخارجي من هيكل الجحيم في زنزانة، في عام 2017.

مباراة الجحيم في زنزانة هي نوع خاص من مباريات القفص التي تنظمها WWE، حيث تقام داخل قفص فولاذي مكعب الشكل مكون من شبكة معدنية مفتوحة من الأسلاك المتشابكة. يمتد القفص خلف حواف الحلبة، مما يترك فجوة بين حافة الحلبة وسياج الزنزانة. على عكس القفص الفولاذي التقليدي، يمتد سياج الزنزانة ليغطي القفص بالكامل كسقف، ومن هنا جاءت تسميته بـ"الزنزانة". على عكس مباريات القفص العادية، لا يوجد في هذه المباراة خيار الهروب، حيث يُغلق باب الزنزانة بالسلاسل وقفل من الخارج بواسطة الحكام بعد دخول المصارعين، مما يمنعهم من الخروج (على الرغم من أنه من الشائع أن تمتد أحداث المباريات خارج الزنزانة وحتى إلى سطحها). تتميز هذه المباراة بقانون "عدم وجود استبعاد"، مما يعني أن أي شيء مسموح به، ولا يمكن الفوز إلا عبر التثبيت أو الإخضاع داخل الحلبة. مع ذلك، هناك استثناء في مباراتي الجحيم في زنزانة لعامي 2018 و2019، حيث انتهت مباراة بطولة WWE العالمية بالإيقاف.
نظرًا لقانون "كل شيء مسموح به"، اكتسبت مباراة الجحيم في زنزانة سمعة سيئة في سنواتها الأولى. تُقام هذه المباراة عادةً في عروض الدفع مقابل المشاهدة، مع وجود خمس استثناءات فقط: أربع مباريات زنزانة أُقيمت في عرض رو (اثنتان في عام 1998، واحدة في عام 2011 كمباراة غير معلنة، وأخرى في عام 2021)، بينما أقيمت أول مباراة زنزانة على الإطلاق في عرض سماكداون في 18 يونيو 2021. خلال هذه المباريات، تعرض العديد من المصارعين لإصابات حقيقية، وأبرزهم ميك فولي، نتيجة السقطات الخطيرة والأسلاك المتشابكة للزنزانة. وفي إطار القصة (kayfabe)، تُعتبر هذه المباراة الأخطر في عروض WWE. وصف المعلق جيم روس الزنزانة بأنها "هيكل شيطاني" و"مصمم خصيصًا للتسبب بالإصابات". حتى الآن، أقيمت 53 مباراة من نوع الجحيم في زنزانة، وكان أندرتيكر الأكثر مشاركة فيها بـ14 مباراة (آخرها في عرض راسلمينيا 32). أما أول مباراة زنزانة فقد كانت بين أندرتيكر وشون مايكلز في عرض باد بلود: في منزلك الذي أقيم في سانت لويس في أكتوبر 1997.

#### مباراة بيت الكلب من الجحيم (Kennel from Hell match)
أقيمت مباراة بيت الكلب من الجحيم في عرض أنفورغيفن (WWF) عام 1999 بين أل سنو وذا بيغ بوس مان على بطولة WWF للهاردكور. جرت المباراة داخل قفص فولاذي محاط بقفص آخر من نوع جحيم في زنزانة يغطي القفص الفولاذي والحلبة. كان الهدف من المباراة هو الهروب أولاً عبر باب قفص الجحيم في زنزانة الخارجي، مع وجود عقبة إضافية تتمثل في الكلاب الهجومية العدائية التي كانت تتجول في المنطقة الواقعة بين القفصين. صُممت هذه المباراة من قبل فينس روسو كجزء من عداء قصير الأمد بين أل سنو وذا بيغ بوس مان، الذي اختطف وقتل كلب أل سنو الصغير من نوع تشيهواهوا ويدعى "بيبر".
بعد أن فشل روسو في الحصول على كلاب هجومية مدربة، لجأ إلى كلاب من أصحاب محليين في وقت قصير. كانت الكلاب ودودة ولطيفة تجاه روسو، وخلال المباراة، شوهدت وهي تتبول وتتغوط وتحاول التزاوج مع بعضها بدلاً من مهاجمة المصارعين عندما خرجوا من القفص الفولاذي. اعتُبرت هذه المباراة من قبل النقاد واحدة من أسوأ المباريات ذات الأفكار الغريبة، وربما واحدة من أسوأ المباريات في تاريخ WWE.

### مباراة الجحيم (Inferno match)
في مباراة الجحيم (وهي نوع من المباريات بدون قوانين، بدون تثبيت، بدون استسلام، وبدون عد خارجي)، تُحاط الحلبة بالكامل باللهب بمجرد دخول كلا المتنافسين إليها. الطريقة الوحيدة للفوز هي إشعال النار في الخصم. عادةً ما تنتهي مباريات الجحيم خارج الحلبة، ليتمكن المسعفون من مساعدة الخاسر. نظرًا للطبيعة الخطرة والمشاهد المروعة المحتملة لهذا النوع من المباريات، فهي نادرة جدًا في أمريكا الشمالية. وحتى ديسمبر 2020، أقيمت فقط ست مباريات من هذا النوع في WWE، وكانت جميعها تقريبًا تتضمن كين، حيث تعتبر هذه المباراة توقيعه الخاص.
أُقيمت أول مباراة جحيم عام 1987 في قاعة خوان باتشين فيسينس في بونس، بورتوريكو، حيث تم تغطية الحبال بالبنزين وإشعالها بالنار. أُعيد تنفيذ هذا النوع من المباريات عام 1992 في اليابان ضمن اتحاد FMW تحت اسم "مباراة الموت بجحيم النار"، حيث استُبدلت الحبال بأسلاك شائكة أُشعلت بالنار. لكن المباراة انتهت بكارثة؛ إذ خرج المصارعون مثل سابو وعمه ذا أوريجينال شيك وأتسوشي أونيتا من الحلبة بعد دقيقة واحدة بسبب الحرارة الشديدة. تعرّض ذا شيك لحروق خطيرة وأُدخل في غيبوبة. أُقيمت أول مباراة جحيم في WWF بين كين وأندرتيكر في عرض أنفورغيفن عام 1998 في جرينسبورو، كارولاينا الشمالية. كانت المباراة أكثر أمانًا واحترافية، حيث استعانت الشركة بخبراء تأثيرات خاصة وبيروتكنيك من هوليوود للتحكم بالنار حول الحلبة. انتهت المباراة بفوز أندرتيكر بعد أن أُخرج كين من الحلبة ولم يستطع الأندرتيكر مهاجمته إلا بخروجه هو الآخر. حاول WCW أيضًا تقديم مباراة جحيم، تُعرف باسم مباراة الشعلة البشرية، في عرض ذا غريت أميريكان باش عام 2000 بين ستينج وفامبيرو.
نسخة أخرى من المباراة تُعرف باسم مباراة الجحيم النارية (Firefly Inferno match) أُقيمت في عرض تي إل سي: طاولات، سلالم وكراسي عام 2020 بين "ذا فيند" براي وايت وراندي أورتن، واستمدت المباراة اسمها من شخصية براي وايت "بيت المرح الناري" (Firefly Fun House). في هذه النسخة، إلى جانب النار المحيطة بالحلبة، تم إشعال أشياء أخرى موضوعة حول الحلبة.
نسخة أخرى عُرفت باسم مباراة حلقة النار أُقيمت في سمرسلام عام 2013 بين كين وبراي وايت. في هذه النسخة، تُحاط الحلبة بالنار مثل مباراة الجحيم التقليدية، لكن يُحسم النزال عن طريق التثبيت أو الاستسلام، وليس بإشعال النار في الخصم. بالإضافة إلى ذلك، تمنع النيران الآخرين من التدخل في المباراة، كما حدث مع لوك هاربر وإيريك روان من عائلة وايت.

### مباراة الإغلاق المميت (Lethal Lockdown match)
تشبه مباراة ألعاب الحرب التي كانت تُستخدم في WCW، حيث تتكون مباراة الإغلاق المميت الخاصة بـ TNA/إمباكت من حلبة واحدة محاطة بقفص فولاذي، مع فريقين يتواجهان. نظام دخول المصارعين المتدرج مشابه تمامًا، ولكن يتم السماح باستخدام الأسلحة، بل ويتم توفيرها للمشاركين. عندما يدخل جميع المصارعين إلى الحلبة، يتم إنزال سقف على القفص يحتوي على مجموعة من الأسلحة المعلقة. يُمكن تحقيق الفوز في هذه المباراة عن طريق التثبيت أو الإخضاع. أصبحت هذه المباراة من العناصر الأساسية في عروض الدفع مقابل المشاهدة لوكداون التابعة لـ TNA، لكنها ظهرت أيضًا في أحداث أخرى لنفس الاتحاد.

### مباراة عرين الأسد (Lion's Den match)
مباراة عرين الأسد هي نوع من مباريات القفص الفولاذي، حيث يتعين على المصارع إما أن يُفقد خصمه وعيه أو يجعله يستسلم داخل قفص ثُماني الأضلاع. تم تصميم القواعد لتُحاكي مباريات الفنون القتالية المختلطة، مع تصميم القفص الثماني ليُشابه القفص المستخدم في منظمة يو إف سي (UFC). كانت هذه المباراة مميزة للمصارع كين شامروك، وتم تقديم أمثلة عليها في إصدارات سمرسلام عامي 1998 و1999، حيث واجه شامروك أوين هارت وستيف بلاكمان على التوالي.

### مباراة السجن البنجابي (Punjabi Prison match)

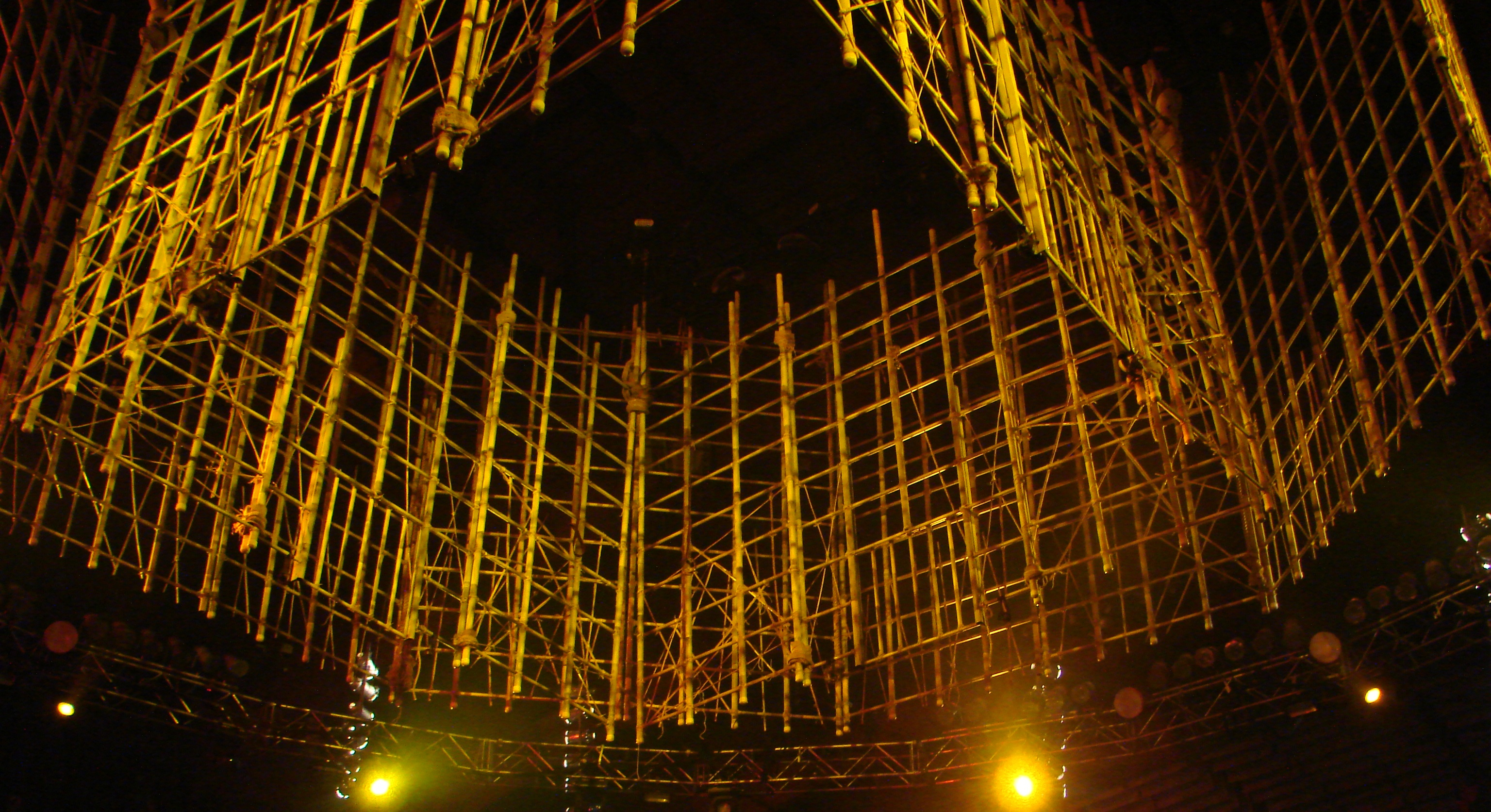
السجن البنجابي خلال عرض نو ميرسي (2007)

مباراة السجن البنجابي، التي سُمِّيت تيمناً بإقليم البنجاب الذي ينحدر منه المصارع ذا غريت كالي (مبتكر المباراة)، تتكون من قفصين كبيرين مصنوعين من الخيزران المدعم بالفولاذ. القفص الأول ذو أربعة جوانب وارتفاعه 16 قدمًا (4.8 متر)، بينما القفص الثاني ذو ثمانية جوانب وارتفاعه 20 قدمًا (6 أمتار) ويُحيط بالقفص الأول.
القفص الداخلي يحتوي على باب بمقاس 1.2 × 1.2 متر على كل جانب، ويتواجد حكم بجانب كل باب لفتحه عند طلب المصارع. يمكن فتح كل باب مرة واحدة فقط ولمدة ستين ثانية، وبعد ذلك يُغلق بقفل. إذا أُغلقت جميع الأبواب الأربعة قبل هروب المصارعين، يُجبرون على التسلق للخروج من القمة، حيث تُصمم قمة القفص على شكل أشواك خيزران. بين القفصين تُوضع أحياناً طاولتان تحملان أسلحة متنوعة، تتضمن أسلحة تقليدية "عصور وسطى" وأخرى مصنوعة من الخيزران مشابهة لأسلحة المصارعة العادية. كما توجد أحزمة ممتدة عند زوايا القفص تُستخدم لخنق الخصم. عندما ينجح المصارع في الهروب من القفص الأول، عليه تسلق القفص الثاني والخروج منه. يُعتبر الفائز أول مصارع يلمس قدماه أرض الساحة خارج القفص.
تم إحياء المباراة مع تعديلات في عام 2017 كحدث رئيسي في عرض باتلغراوند، حيث واجه جيندر ماهال الهندي-الكندي المصارع راندي أورتن على لقب بطولة WWE. وشهدت المباراة عودة مفاجئة لذا غريت كالي الذي تدخل لمساعدة ماهال.

### مباراة الغضب في قفص (Rage in a Cage match)
مباراة الغضب في قفص تُقام داخل قفص فولاذي بيضاوي الشكل. تُستخدم عادةً كخاتمة للعداوات الكبيرة، ويمكن أن تُقام كمباراة فردية أو مباراة فرق. في هذه المباراة، يتم تحقيق الفوز عادةً عن طريق التثبيت أو الإخضاع. بديلًا لذلك، يُمكن أن يشير مصطلح الغضب في قفص إلى مباراة أُقيمت في منظمة مستقلة في فلوريدا مثل NWA Florida، حيث يشارك أكثر من 20 مصارعًا في معركة ملكية داخل قفص فولاذي بيضاوي الشكل. في هذا النوع من المباريات، يُشجع كل مصارع على جلب أسلحة مختلفة معه. يتم إقصاء المصارع بإلقائه عبر باب القفص. يُعتبر الفائز هو آخر رجل صامد في الحلبة.

### مباراة القفص المتداخل (Scramble Cage Match)
أُقيمت مباراة القفص المتداخل حصريًا في اتحاد رينغ أوف هونور (ROH)، حيث يُحيط الحلبة قفص فولاذي مع وجود أربع منصات خشبية في زوايا القفص مخصصة لأداء الحركات الخطرة والعالية المخاطرة. يُسمح لجميع المشاركين بالتواجد داخل القفص وخارجه في أي وقت. أما مباراة قفص العراك المتداخل (Scramble Cage Melee)، فهي مباراة إقصاء تُقام داخل قفص مشابه لمباراة القفص المتداخل، مع وجود المنصات الخشبية نفسها في زوايا القفص العليا. في هذا النوع من المباريات، لا تُحتسب التثبيتات أو الإخضاع، حيث يُقصى المصارعون فقط من خلال الحركات الجوية التي تُنفذ من على المنصات. أُقيمت أول وآخر مباراة من هذا النوع في اتحاد رينغ أوف هونر (ROH) بتاريخ 24 أغسطس 2004، وشارك فيها المصارعون: جاك إيفانز، ترينت أسيد، إتش. سي. لوك، توني ديفيتو، دان ماف، بي. جي. ويتيمر، أومان تورتيغا، ديابلو سانتياغو، فاست إيدي، ألتر بوي لوك، كيفن دن، وكيربي ماركوس.

### قفص الرعد (Thundercage)

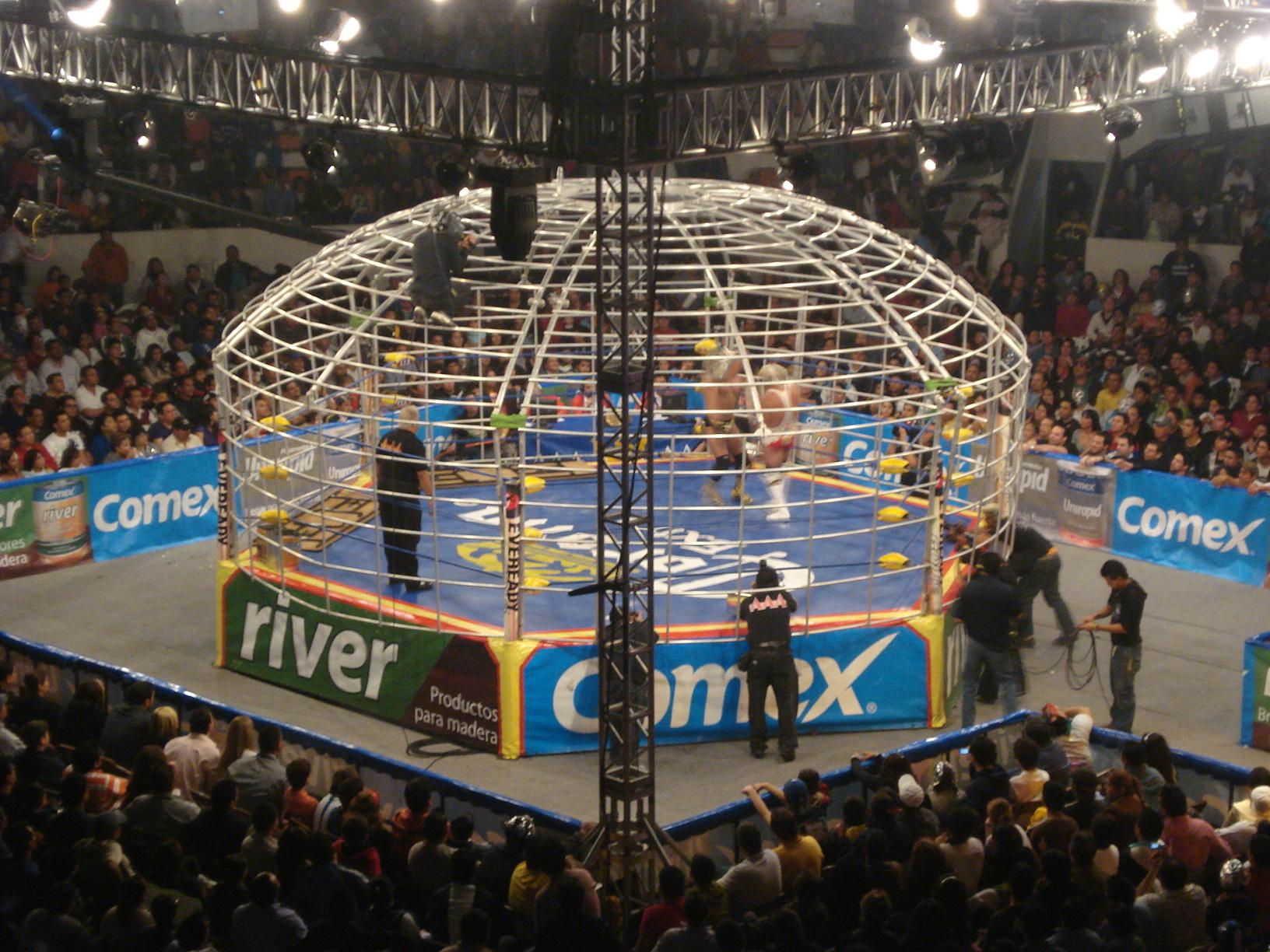
Domo de la Muerte

مباراة قفص الرعد، المستوحاة من فيلم ماد ماكس: بيوند ثاندردوم، تُقام داخل هيكل ضخم مقبب من قضبان فولاذية يحيط بالحلبة. على الرغم من أنه لا يحتوي على سقف، إلا أن الجوانب تنحني للداخل لمنع الهروب. قام اتحاد المصارعة المكسيكي AAA بتعديل الفكرة من خلال تقديم قبة الموت (Domo de la Muerte)، والتي تستخدم قفصًا مشابهًا ولكن يُسمح بالفوز فقط عن طريق الهروب عبر فتحة في قمة القفص. استخدم اتحاد TNA هذا المفهوم أيضًا تحت اسم "قبة الرهب" (TerrorDome)، وفيما بعد أعيد تسميته بـ "ملجأ الفولاذ" (Steel Asylum). في AAA، تُستخدم هذه المباراة عادةً في مواجهات متعددة المشاركين تُعرف بـ "luchas de apuestas" (مباريات الرهانات)، حيث يخسر آخر رجل متبقٍ في القفص قناعه أو شعره.
قبة الرعد (Thunderdome) هو نوع آخر من قفص الرعد، يتميز بجزء قريب من أعلى القفص مكهرب. الطريقة الوحيدة للفوز في مباراة قبة الرعد هي جعل "المنهي" الخاص بالمنافس (عادةً مدير يقف خارج الحلبة) يرمي المنشفة لإيقاف المباراة. هناك أيضًا نسخة أخرى من هذه المباراة، حيث يتم تقييد كل منافس يُهزم إلى القفص بالأصفاد. اللاعب الأخير المتبقي يُمنح مفتاحًا لتحرير زملائه، مما يمكنهم من مهاجمة الفريق الآخر الذي لا يزال أعضاؤه مقيدين. ومن المفارقات، أن اسم "قبة الرعد" ThunderDome استُخدم في WWE لوصف الفقاعة الآمنة التي أُنشئت أثناء جائحة كوفيد-19 بين عامي 2020 و2021.

### مباراة القفص الثلاثي (Triple Cage Match)
أقيمت مباريات القفص الثلاثي بواسطة اتحاد WCW وسابقه اتحاد جيم كروكت، حيث يتم تكديس قفصين صغيرين فوق القفص المحيط بالحلبة.
في حدث `ذا غريت أميريكان باش عام 1988، أُقيمت مباراة برج الهلاك (Tower of Doom)، حيث حاول فريقان النزول من القفص العلوي إلى القفص السفلي، وكان الانتصار يُحقق عند خروج جميع أعضاء الفريق الخمسة عبر باب القفص السفلي. كانت الأقفاص منفصلة عن بعضها البعض، وكانت الأبواب تُدار من الخارج بواسطة الحكام الذين يفتحونها لفترات زمنية مدتها دقيقتان فقط.
في حدث أنسينسورد عام 1996، أُقيمت مباراة قفص يوم القيامة (Doomsday Cage Match) حيث واجه هالك هوغان وراندي سافاج فريق "التحالف لإنهاء هولكمانيا"، الذي ضم ريك فلير، آرن أندرسون، ليكس لوغر، ذا تاسك ماستر، مينغ، ذا بارباريان، ذا ألتميت سوليوشن، وزي-غانغستا. كان على هوغان وسافاج البدء من قمة الهيكل المكون من ثلاث مستويات، حيث كان أعضاء التحالف ينتظرونهم في كل مستوى. تضمنت البنية سقالات وسلالم تساعد المصارعين على التنقل بينها، وكان الهدف الوصول إلى القفص السفلي الذي يحتوي على الحلبة وتحقيق السقوط للفوز.
في عام 2000، أُقيمت مباراة قفص ثلاثي أخرى في حدث سلامبوري بين ديفيد أركيت، دايموند دالاس بيج، وجيف جاريت. كانت المباراة مشابهة لمباراة السلم، حيث كان الهدف أن يصل المتنافسون إلى سقف القفص الثالث للحصول على حزام البطولة. احتوى سقف القفص الأول (الذي كان ممتدًا خلف حدود الحلبة) على باب فخ يؤدي إلى القفص الثاني الذي احتوى على أسلحة. كان على المتنافسين الخروج من الباب الجانبي للقفص الثاني وصعود الهيكل للوصول إلى الحزام المعلق فوق القفص الثالث، الذي كان يحتوي على جيتارات تُستخدم في الحركات المميزة لجيف جاريت.
وفي نفس العام، أقيمت مباراة أخرى باستخدام الهيكل ذاته تحت عنوان "ألعاب الحرب 2000: انتقام روسو" في حلقة من WCW نيترو يوم الإثنين. ورغم تشابه الاسم مع مباراة ألعاب الحرب الشهيرة، كان أوجه التشابه الوحيد هو استخدام الفرق. وُضع حزام داخل القفص العلوي، وكان الفريق الذي يتمكن أحد أعضائه من الهروب من القفص السفلي حاملًا للحزام هو الفائز.

### مباراة ألعاب الحرب (WarGames Match)
تُعرف أحيانًا بشعار "المباراة ما بعد الحدود"، وتتميز بوجود حلبتين متجاورتين محاطتين بقفص فولاذي مغلق (عادةً بسقف)، حيث يتواجه فريقان (وأحيانًا ثلاثة فرق) مكونة من أربعة أو خمسة مصارعين. تبدأ المباراة بمواجهة بين عضوين من الفريقين داخل القفص، وبعد فترة زمنية محددة يدخل أعضاء الفرق بالتناوب إلى القفص بفواصل زمنية محددة (ويتم تحديد ترتيب الدخول عبر قرعة). بمجرد دخول جميع أعضاء الفريقين إلى القفص، تبدأ المرحلة النهائية، ويُعلن الفريق الفائز عند إجبار أحد أعضاء الفريق المنافس على الاستسلام أو الخضوع.
وفقًا للقواعد المستخدمة، يمكن أيضًا الفوز عن طريق الإقصاء بالضربة القاضية أو التثبيت. اكتسبت هذه المباراة شهرتها من اتحاد جيم كروكيت ضمن فعاليات غريت أميريكان باش السنوية، ثم استمرت في اتحاد WCW ضمن حدث حرب المصارعة، وأصبحت تقليدًا سنويًا في عرض الدفع مقابل المشاهدة فول براول (Fall Brawl) من 1993 إلى 1998. في فول براول لعام 1998، أُقيمت نسخة من المباراة بمشاركة ثلاثة فرق، مع السماح بالفوز بالتثبيت. وفي عام 2000، قُدمت نسخة معدلة من المباراة بعنوان "ألعاب الحرب 2000" في حلقة من WCW نيترو يوم الإثنين.
قدم اتحاد ECW نسخته الخاصة من المباراة تحت عنوان "مباراة القفص الفولاذي: التحدي النهائي" (Ultimate Jeopardy Steel Cage Match)، وعادةً ما تكون جزءًا من حدث يحمل نفس الاسم. تضمنت المباراة استخدام الأسلحة، واحتُسبت التثبيتات، مع فرض عقوبة على الفريق الخاسر بناءً على شروط محددة. في عام 2017، بدأ اتحاد WWE عبر علامته التجارية NXT بإقامة حدث حي بعنوان "NXT تيك أوفر: ألعاب الحرب"، والذي أصبح يشمل نسخة من هذه المباراة كفعالية رئيسية. تختلف نسخة NXT عن الأصلية بعدم وجود سقف للقفص، كما يتم احتساب التثبيتات. في عام 2021، أقام اتحاد AEW مباراة ألعاب الحرب بين فريق ذا بيناسل وفريق ذا أنر سيركل بعنوان "مباراة الدماء والأمعاء" (Blood and Guts Match)، وذلك خلال حلقة خاصة من برنامجه الأسبوعي ديناميت. استخدم اتحاد AEW قواعد WCW الأصلية، حيث تضمنت القفص سقفًا ولم تُحتسب التثبيتات.

### مباراة Xscape
تُقام مباراة Xscape ضمن اتحاد TNA/إمباكت كإحدى المباريات المميزة في حدث لوكداون السنوي، المعروف بتقديم مباريات القفص فقط. تبدأ المباراة بمشاركة ما بين أربعة إلى ثمانية متنافسين، ويتم إقصاء المصارعين عبر التثبيت أو الإخضاع. يغادر المصارعون المُقصَون القفص من خلال الباب. عندما يتبقى اثنان فقط من المصارعين، يُعلن الفائز بالمباراة عند تمكنه من تسلق القفص والوصول إلى الأرض الخارجية.

## مباراة العلم (Flag match)
تُعد مباراة العلم النسخة الخاصة بالمصارعة المحترفة من لعبة "أمسك العلم". يتم وضع علمين على زاويتين متقابلتين من الحلبة، بحيث يُمثل كل علم مصارعاً معيناً أو فريقاً معيناً. الهدف من المباراة هو انتزاع علم الخصم ورفعه مع حماية العلم الموجود في زاوية المصارع أو الفريق. في حالة إصابة الحكم وعدم تمكنه من تأكيد الفوز، يُسمح للمدافع بإعادة العلم إلى مكانه، مما يؤدي إلى إعادة ضبط المباراة واستئنافها.

### مباراة النشيد الوطني (Anthem match)
مباراة النشيد الوطني هي نسخة معدّلة من مباراة العلم، حيث تضاف إليها شرط أن يتم عزف النشيد الوطني لبلد المصارع أو الفريق الفائز داخل الساحة بعد انتهاء المباراة، على غرار مراسم تسليم الميداليات. يُستخدم هذا النوع من المباريات لتعزيز الروح الوطنية للمصارع "البطل" أو لإثارة الحضور ضد المصارع "الشرير".
هناك أيضًا نسخة أخرى من مباراة العلم تُقام كمباراة عادية بين اتحادين مختلفين للمصارعة، حيث يمثل كل مصارع اتحاداً معيناً، ويتنافسون للحصول على حق رفع علم الاتحاد الذي يمثلونه. استخدمت هذه النسخة مرة واحدة فقط في عرض نوفمبر تو ريممبر لـ ECW عام 1997، في مباراة بين روب فان دام (ممثلاً WWE) وتومي دريمر (ممثلاً ECW)، وانتهت المباراة دون فائز.

## مباراة عدم التكافؤ (Handicap match)
مباراة عدم التكافؤ هي مباراة تواجه فيها مصارع أو فريق ضد فريق آخر يتمتع بتفوق عددي، مثل مباراة اثنين ضد واحد أو ثلاثة ضد اثنين. غالبًا ما يكون المصارعون "الطيبين" (بيبي فيس) هم الطرف الأقل عددًا، بينما يتمتع المصارعون "الشريرون" (هيل) بتفوق عددي يمنحهم ميزة غير عادلة. في بعض مباريات اثنين ضد واحد، يتبع الفريق المتفوق عدديًا قواعد الفرق الزوجية، حيث يسمح فقط لواحد منهم بالتواجد داخل الحلبة في وقت واحد. بينما في نسخ أخرى، مثل مباريات فرق التاغ تيم الإعصارية، يتواجد جميع المصارعين في الحلبة في نفس الوقت. خلال الثمانينيات والتسعينيات، كانت مباريات عدم التكافؤ تُستخدم في المباريات التمهيدية التي يشارك فيها مصارعون كبار الحجم (عادةً الأشرار)، مثل كينغ كونغ بندي، بيغ فان فيدر، أو يوكوزونا. وكان الهدف منها تعزيز صورة المصارع "الشرير" كقوة هائلة لا تُقهر، حيث كان يتغلب بسهولة على خصومه رغم تفوقهم العددي.

## المباريات المعتمدة على المصارعة العنيفة (هاردكور)
المصارعة العنيفة (الهاردكور) هي النوع الأكثر عنفًا ودموية في المصارعة الاحترافية، وهي فئة تتضمن تجاهل بعض أو جميع القواعد التقليدية. غالبًا ما يعني هذا أنه لا توجد استبعادات، مما يلغي أيضًا القواعد الخاصة بالخروج من الحلبة، وأحيانًا يسمح بتحقيق الانتصارات في أي مكان. عادةً ما تتضمن مباريات المصارعة العنيفة أو "مباريات الموت" (Deathmatches) مزيجًا من أنواع مختلفة من المباريات ضمن مباراة واحدة، ويتم استخدام عناوين معقدة لوصفها، خصوصًا في اتحادات المصارعة اليابانية. على سبيل المثال: "مباراة الحبال المغطاة بأسلاك شائكة، ألواح الأسلاك الشائكة المتفجرة، وقنبلة زمنية تنفجر في الحلبة."
بعض اتحادات المصارعة، مثل مصارعة الفنون القتالية فرونتييه (Frontier Martial-Arts Wrestling)، والاتحاد الدولي للمصارعة في اليابان (International Wrestling Association of Japan)، واتحاد المصارعة الدولي (International Wrestling Syndicate)، وبطولة المصارعة العنيفة (Extreme Championship Wrestling)، وبيغ جابان برو ريسلنغ (Big Japan Pro Wrestling)، و كومبات زون ريسلينج (Combat Zone Wrestling)، قد تخصصت في هذا النوع من المباريات العنيفة، حيث أصبحت المباريات "العادية" أو غير العنيفة هي الاستثناء.

### مباراة الهاردكور (Hardcore Match)
تُعرف مباراة الهاردكور التقليدية أيضًا بأسماء أخرى مثل مباراة ملعب الشيطان، أو مباراة عراك بلفاست، أو مباراة حرب العصابات. هذه المباراة تُقام دون أي قواعد استبعاد، أو عد خارجي، أو قيود على مكان تثبيت الخصم. القاعدة الوحيدة (ما لم يتم تحديد غير ذلك) هي تحقيق الفوز من خلال تثبيت الخصم لعد ثلاثي أو إجباره على الاستسلام.
خلاف ذلك، كل شيء مسموح:
- يمكن استخدام أي نوع من الأسلحة.
- يمكن إشراك أي عدد من المصارعين غير المشاركين رسميًا في المباراة.
- يمكن تثبيت أي من المصارعين في أي مكان.
- يمكن تنفيذ أي حركة (باستثناء الحركات التي تحظرها المنظمة قبل المباراة).

ظهرت مباريات المصارعة العنيفة لأول مرة في اليابان في السبعينيات، واكتسبت شهرة واسعة في الولايات المتحدة خلال التسعينيات في منظمات مثل ECW ثم لاحقًا في WWE.
تشمل الأسلحة المستخدمة في هذه المباريات: الكراسي الفولاذية، الطاولات الخشبية، السلالم، درجات الحلبة الفولاذية، عصي الكندو، مضارب البيسبول، أكياس الطحين، صناديق القمامة المعدنية وأغطيتها، لافتات الطرق.
تشمل المصطلحات الأخرى الشائعة لهذه المباريات: مباراة "لا يوجد قوانين" (No Holds Barred Match)، التي تعني السماح باستخدام الحركات غير القانونية و مباراة قتال الشارع، التي تعني أن المصارعين يرتدون ملابس الشارع العادية. أما منظمة WCW فقد استخدمت مصطلح مباراة قوانين ريفن لوصف مباريات الهاردكور التي تضم المصارع ريفن. كما ابتكرت المنظمة نوعًا خاصًا من مباريات الهاردكور يبدأ خلف الكواليس بدلًا من داخل الحلبة.

#### مباراة غير معتمدة (Unsanctioned Match)
تُعتبر المباراة غير المعتمدة، أو المباراة غير المصرح بها، أو مباراة إطفاء الأنوار، أحد أشكال مباريات المصارعة الهاردكور. بالإضافة إلى عدم وجود أي قواعد في هذه المباراة، والهدف الرئيسي هو تحقيق التثبيت أو الاستسلام في أي مكان، فإن المباراة لا يتم الاعتراف بها رسميًا من قبل المنظمة التي تنظمها. على سبيل المثال، في منظمة AEW، لا تُحتسب هذه المباراة ضمن سجل الانتصارات والهزائم للمصارع. في سياق السيناريو (kayfabe)، تُستخدم هذه المباراة عندما يكون المصارع "مصابًا" (بسبب مصارع آخر) ويريد الانتقام، ولكن لا يمكنه الحصول على تصريح طبي للمشاركة في مباراة عادية. لذلك، يتم الاتفاق على إقامة مباراة غير معتمدة، حيث تعلن المنظمة أنها "غير مسؤولة" عن أي إصابات تحدث خلالها.

### مباراة الموت (Deathmatch)
تُعتبر مباراة الموت نسخة أكثر عنفًا ودموية من مباريات الهاردكور، ولذلك سُمّيت بهذا الاسم. وعلى غرار مباريات الهاردكور، لا تخضع هذه المباراة لأي قواعد محددة، ولكنها تتسم باستخدام أدوات وأسلحة أكثر خطورة ودموية. إلى جانب الأدوات الحادة، تشمل مباريات الموت أدوات شديدة الخطورة مثل الطوب، والمسامير، وأدوات تثبيت الأوراق (Staple Guns)، والمتفجرات، والدبابيس، والأسلاك الشائكة، وأنابيب الإضاءة، والزجاج العادي، ونباتات الصبار، وأدوات البستنة (مثل أدوات قطع الأعشاب)، وحتى النار الممزوجة بسوائل قابلة للاشتعال مثل البنزين أو سائل الولاعات. ورغم أن مباريات الهاردكور قد تتضمن في بعض الأحيان أدوات حادة، خصوصًا تلك التي يشارك فيها المصارع ميك فولي، إلا أن استخدامها لا يكون بنفس القدر المفرط الذي يظهر في مباريات الموت. تشمل أسماء أخرى تُطلق على مباريات الموت: Extreme Rules Match (مباراة القواعد المتطرفة)، Ultraviolent Rules Match (مباراة القواعد فائقة العنف، المستخدمة حصريًا في منظمة CZW)، و مباراة HardKore X-Treme.

### مباراة الحبال الشائكة (Barbed Wire Ring Rope Match)

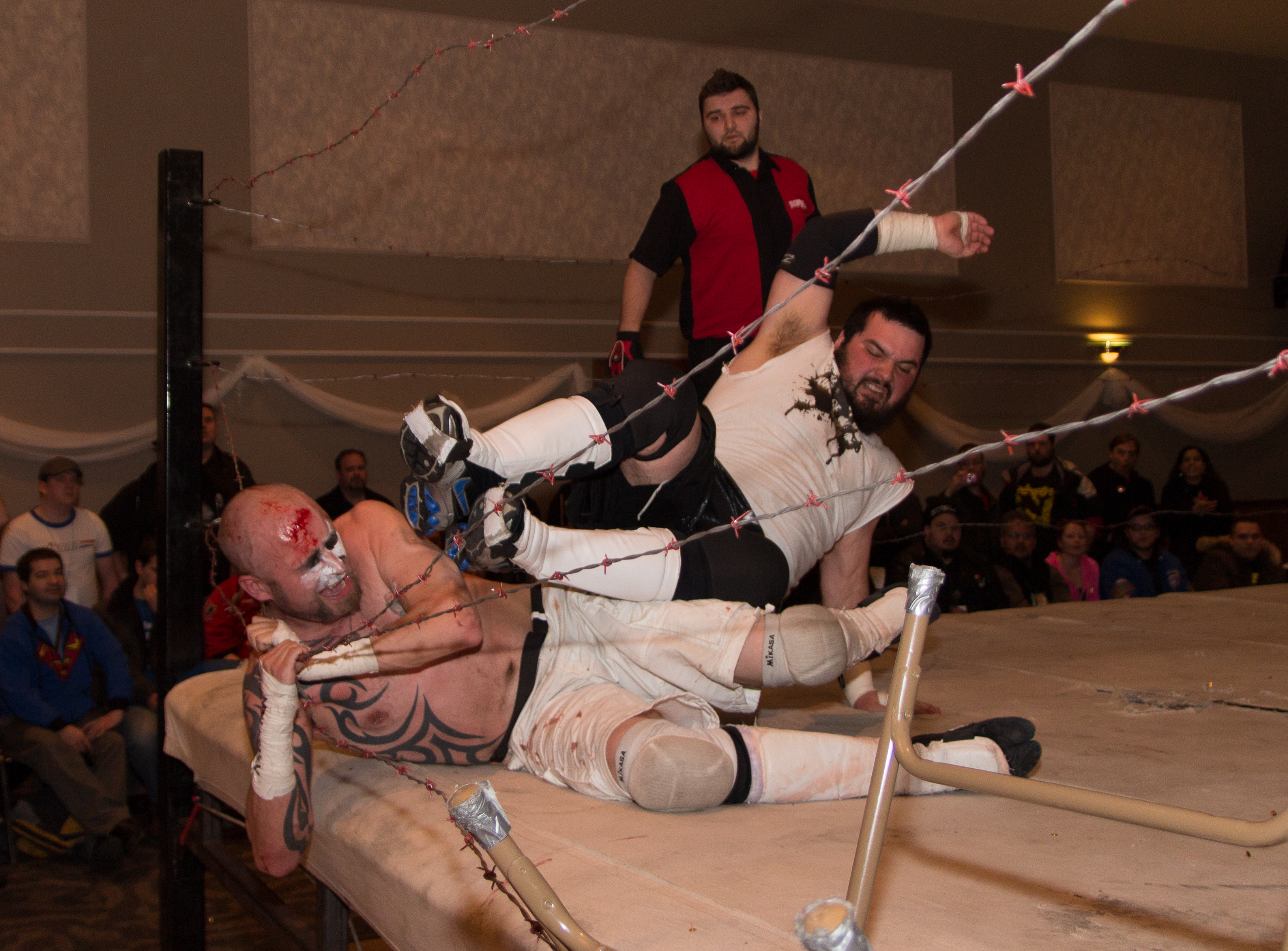
جوي كينجز (بالقميص الأبيض، على اليمين) يركل وارهيد بقوة في الحبال السلكية الشائكة

تُعد مباراة الحبال الشائكة، إحدى أنواع مباريات المصارعة الهاردكور التي يتم فيها استبدال حبال الحلبة التقليدية بأسلاك شائكة. هناك أربع طرق معروفة لتثبيت الأسلاك الشائكة بدلاً من الحبال:
1. تثبيت ثلاثة خيوط من الأسلاك الشائكة بين كل زاوية من زوايا الحلبة.
2. ربط خمسة خيوط من الأسلاك الشائكة لتشكل حرف "X".
3. "شبكة العنكبوت" (Spider Net): حيث لا يتم استبدال حبال الحلبة، بل تُلف الأسلاك الشائكة حولها لأعلى وأسفل لتكوين جدار من الأسلاك الشائكة.
4. استخدام أسلاك شائكة مربوطة بشكل "X"، وتكون إما مكهربة أو مجهزة بمتفجرات.
أصبحت هذه الأنواع من المباريات شائعة في أواخر السبعينيات وأوائل الثمانينيات، في اتحادات المصارعة الإقليمية الأمريكية، كما ازدهرت شعبيتها في اتحادات المصارعة اليابانية خلال التسعينيات. غالبًا ما تتضمن هذه المباريات شروطًا إضافية وأسلحة أخرى لزيادة مستوى العنف والإثارة فيها.

#### مجزرة الأسلاك الشائكة (Barbed Wire Massacre)
تُعد مباراة مجزرة الأسلاك الشائكة نوعًا خاصًا من مباريات الحبال الشائكة، حيث يتم ترتيب الأسلاك الشائكة على شكل "X" واستخدام أدوات إضافية مغلفة أو ملفوفة بالأسلاك الشائكة، مثل ألواح الخشب، مضارب البيسبول، الكراسي الحديدية القابلة للطي، وأسلحة أخرى. ظهر هذا النوع لأول مرة في اتحاد TNA عام 2005. ومنذ ذلك الحين، أقيمت خمس مباريات من هذا النوع، كان آخرها في عام 2022. ومع ذلك، على عكس المباريات الثلاث الأولى من هذا النوع، لم يتم استبدال حبال الحلبة في المباراة الرابعة. توجد أيضًا نسخة يابانية تُعرف بـ "مجزرة الأسلاك الشائكة اليابانية"، حيث تُستخدم ألواح خشبية مغطاة بالأسلاك الشائكة، وعند سقوط أحد المصارعين عليها، يتم إطلاق شحنة صغيرة لإضافة مزيد من الإثارة والعنف.

### مباراة الموت: بيت الاستحمام (Bath House Deathmatch)
تُعتبر مباراة الموت في بيت الاستحمام من أكثر المباريات غرابة في تاريخ المصارعة، ويُعتقد أنها بدأت في اتحاد IWA Japan عام 1995. تُقام المباراة داخل حوض سباحة في بيت استحمام عام، حيث يتواجد أحيانًا نساء عاريات أو يرتدين المناشف خلال المباراة. بالإضافة إلى القواعد العادية للمصارعة، فإن أي مصارع يخرج من الحوض يتم استبعاده مباشرة. يُسخَّن الحوض بنار يتم تغذيتها بشكل منتظم بالمزيد من الأخشاب، مما يزيد من حرارة الماء تدريجيًا، ويجعل البقاء فيه أكثر صعوبة مع مرور الوقت.

### مباراة الموت: الأسلاك الشائكة الكاريبية (Caribbean Barbed Wire Deathmatch)
تُعد مباراة الموت بالأسلاك الشائكة الكاريبية من أنواع مباريات المصارعة العنيفة، حيث يتم تغليف حبال الحلبة بالأسلاك الشائكة بأسلوب "شبكة العنكبوت" على جانبين من الحلبة. أما الجانبان الآخران فيتم تزويدهما بفخاخ محصّنة على مستوى الأرض بجانب الحلبة مباشرة. تتكون هذه الفخاخ المعقدة من هياكل خشبية تحتوي على عدة طبقات من الأسلاك الشائكة الممتدة بين أعمدة خشبية قصيرة متجاورة، ومغطاة بألواح زجاجية، مع لوح خشبي سميك تحتها كقاعدة للفخ بأكمله. يبلغ ارتفاع الأعمدة الخشبية 18 بوصة على أحد الجوانب، وقدمين على الجانب الآخر. ظهرت هذه المباراة في عروض اتحاد المصارعة العنيفة W*ING في اليابان، وأُقيمت لأول مرة عام 1993.

### مباراة الموت: السيرك (Circus Deathmatch)
تُعد مباراة الموت: السيرك نوعًا من مباريات السقالات حيث يتم وضع سقالة فوق الحلبة، وأسفل هذه السقالة توجد شبكة تشبه شبكة العنكبوت مصنوعة من الأسلاك الشائكة على ارتفاع ستة أقدام من الأرض. تُحسم المباراة بخسارة أول مصارع يسقط من السقالة إلى شبكة الأسلاك الشائكة. أُقيمت أول مباراة من هذا النوع بين المصارع ماد مان بوندو وريوجي إيتو في اليابان.

### بيت المرح البرتقالي الآلي (Clockwork Orange House of Fun)
تُعرف مباراة "بيت المرح البرتقالي الآلي" أيضًا باسم "بيت المرح الخاص بـ ريفن" أو ببساطة "بيت المرح"، وقد ابتكرها المصارع المحترف ريفن بنفسه واقترحها على فريق الإبداع في TNA. تُقام هذه المباراة الفردية في حلبة تكون أعمدتها مزودة بقضبان ممتدة على ارتفاع يتراوح بين خمسة وستة أقدام فوق الزوايا. يتم لف سلاسل معدنية من الأعمدة وتثبيتها في نقاط مختلفة حول الحلبة، مع تعليق العديد من الأسلحة من هذه السلاسل. أحيانًا تُضاف أجزاء من قفص معدني إلى الحلبة لتزيد من خطورة المباراة. في النسخة الأولى من المباراة، كانت استخدام الأسلحة قانونيًا، والطريقة الوحيدة للفوز هي رمي الخصم عبر طاولتين بعد إلقائه من منصة خاصة تُعرف باسم "منصة ريفن" (وهي سقالة صغيرة). ومع ذلك، تم تعديل القواعد لاحقًا لتصبح وفقًا لقواعد "التثبيت في أي مكان".

### مباراة البركة الكهربائية (Electric Pool match)
في مباراة البركة الكهربائية، يتم وضع الحلبة داخل بركة كبيرة من الماء، مع استبدال الحبال على جانبين من الحلبة بأسلاك شائكة متفجرة، بينما يبقى الجانبان الآخران بدون حبال. يتم نقل المصارعين إلى الحلبة باستخدام زورق صغير (دنجي)، وتوضع الحلبة على منصة عائمة، محاطة بأربع حواجز معدنية. تمر تيارات كهربائية عبر هذه الحواجز المعدنية، والتي تُقسم أجزاء صغيرة من البركة إلى مناطق مغلقة عن بقية البركة. عندما يُلقى أحد المصارعين في هذه المناطق المغلقة، تنفجر المياه نتيجة التيار الكهربائي. نظرًا للخطر الكبير المترتب على استخدام التيار الكهربائي في الماء، تم تنظيم هذه المباراة مرة واحدة فقط في اتحاد FMW عام 1994، وهو اتحاد اشتهر بمبارياته المتطرفة والعنيفة.

### مباراة الموت: الانفجار/القنبلة (Explosion/Bomb Deathmatch)
تُعد مباراة الموت: الانفجار أو القنبلة من أكثر أنواع المصارعة عنفًا وإثارة. تُستخدم في المباراة عادةً حبال مغطاة بالأسلاك الشائكة، ويتم وضع لوحة كبيرة ملفوفة بالأسلاك الشائكة داخل الحلبة، مزودة بكمية صغيرة من مادة الـC-4 المتفجرة. يمكن الفوز في هذه المباراة إما بتثبيت الخصم أو إجباره على الاستسلام، وفي بعض النسخ الأخرى، تنتهي المباراة بتفجير الخاسر في النهاية. في بعض الإصدارات، يتوجب على المصارعين إنهاء المباراة قبل انتهاء المؤقت الذي يؤدي إلى تفجير الحلبة (على الرغم من أن الانفجار لا يُنهي المباراة بالضرورة)، بينما في نسخ أخرى تتركز المتفجرات في منطقة محددة داخل الحلبة، ويتصارع المصارعون لتجنب دفعهم إلى تلك المنطقة. معظم هذه المباريات أُقيمت حتى الآن في اليابان ضمن اتحادات تتمتع بميزانيات كبيرة، نظرًا للتكاليف العالية لتنظيمها.

#### مباراة الموت: الانفجار الشرجي (Anus Explosion Deathmatch)
تُعد مباراة الموت: الانفجار الشرجي نوعًا من مباريات المصارعة العنيفة، حيث تكون الطريقة الوحيدة للفوز هي إدخال مفرقعة نارية في مؤخرة الخصم وإشعالها. تنتهي المباراة بمجرد انفجار المفرقعة داخل جسد المصارع المُصاب وغير القادر على المقاومة. تم تنظيم هذه المباراة مرة واحدة فقط في أكتوبر 1999 من قِبل اتحاد المصارعة العنيفة الياباني Frontier Martial-Arts Wrestling، حيث تنافس فيها مستر جانوسوكي ضد هايابوسا.

#### مباراة الموت: جحيم مضاعف (Double Hell Deathmatch)
مباراة الموت: جحيم مضاعف هي نوع من مباريات المصارعة العنيفة حيث تُستبدل الحبال على جانبي الحلبة بسلك شائك (قابل للانفجار أو غير قابل للانفجار)، بينما يُترك الجانبان الآخران بدون أي حبال. بجانب الحلبة على الجوانب الخالية، توضع ألواح ضخمة مغطاة بسلك شائك ومزودة بألغام أرضية أو متفجرات (وأحيانًا زجاج). يُصعّب هذا التصميم من البقاء داخل الحلبة، حيث يصبح من السهل جدًا أن يسقط أحد المشاركين خارجها، مما يزيد من خطورة وتحديات المباراة.

#### مباراة الموت: السلك الشائك المتفجر (Exploding Barbed Wire Deathmatch)
نسخة AEW من مباراة الموت: السلك الشائك المتفجر هي مزيج من عدة أنواع من المباريات الهاردكور: مباراة الموت: المتفجرات، مباراة الحبال الشائكة، مباراة الموت: جحيم مضاعف، ومباراة القنبلة الزمنية. تضمنت المباراة ثلاث جهات من الحلبة تم استبدال حبالها بسلك شائك متفجر ينفجر عند الملامسة، وثلاث مناطق حول أرضية الحلبة مجهزة بمتفجرات (تُعرف باسم "الجحيم الثلاثي"). بالإضافة إلى ذلك، كان هناك عد تنازلي مدته 30 دقيقة ينتهي بتفجير جميع المتفجرات داخل الحلبة وحولها. أُقيمت المباراة بين كيني أوميغا وجون موكسلي على بطولة AEW العالمية خلال عرض ريفولوشن، وتمكن أوميغا من الفوز بها.
كان من المقرر استخدام هذا النوع من المباريات في WWE ولكن وفقًا لكورت باور في نوفمبر 2022، فقد قبل فينس مكمان ذات مرة فكرة مباراة الموت: السلك الشائك المتفجر. لم يحدث هذا على الإطلاق ولكنه ظهر لاحقًا على شكل مباراة السجن البنجابي والتي ظهرت لأول مرة في ذا غريت أميريكان باش في عام 2006.

#### مباراة الموت: الألغام (Landmine Deathmatch)
هي مباراة عنيفة يتم فيها وضع متفجرات حول الحلبة، عادةً ما تكون مغطاة بأسلاك شائكة. ظهرت هذه المباراة لأول مرة في اليابان عبر اتحاد FMW في منتصف التسعينيات.

#### مباراة الموت: القنبلة الزمنية (Time Bomb Deathmatch)
هي نوع من مباريات الموت حيث تُوضع متفجرات أو ألعاب نارية حول الحلبة وتنفجر بعد فترة زمنية محددة. نشأت هذه المباراة في اليابان وتم إقامتها عدة مرات خلال التسعينيات. شارك كل من ميك فولي وتيري فانك في مباراة بعنوان "حبال أسلاك شائكة، ألواح أسلاك شائكة متفجرة، وانفجار قنبلة زمنية داخل الحلبة" كالمباراة النهائية لبطولة "حلم كاواساكي ملك مباراة الموت" عام 1995. تضمنت المباراة العديد من الألواح الخشبية المغطاة بأسلاك شائكة ومتفجرات موزعة حول الحلبة.

#### مباراة الموت: القفص المتفجر بالقنبلة الزمنية (Time Bomb Exploding Cage Deathmatch)
هي مزيج بين مباراة القفص الفولاذي ومباراة الموت بالقنبلة الزمنية. يتم لف كل بوصة مربعة من القفص الحديدي بأسلاك شائكة، كما تُوضع متفجرات حول الحلبة لتنفجر بعد وقت محدد. قبل خمس دقائق من الانفجار، يتم تشغيل صفارة إنذار عالية. بخلاف مباراة القفص التقليدية، تكون المباراة بنظام التثبيت أو الاستسلام فقط، ولا يمكن تحقيق الفوز عبر الهروب من القفص، والذي سيكون مؤلماً وصعباً للغاية إذا تم. نشأت هذه المباراة أيضًا في اليابان في أوائل التسعينيات.

### مباراة العين بالعين (Eye for an Eye match)
مباراة العين بالعين هي مباراة هاردكور تُحسم فقط عندما يتمكن أحد المتنافسين من "اقتلاع" عين خصمه من محجرها. أُقيمت هذه المباراة مرة واحدة فقط بين ري ميستريو وسيث رولينز في عرض "بيت الرعب في إكستريم رولز" (2020) . خلال المباراة، دفع رولينز عين ميستريو إلى زاوية السلالم الفولاذية، مما تسبب في خروج العين من محجرها، ليحقق رولينز الفوز.

### مباراة التثبيت في أي مكان (Falls Count Anywhere match)
تُتيح مباراة التثبيت في أي مكان إمكانية حدوث التثبيت في أي موقع، مما يُلغي القاعدة القياسية التي تُلزم حدوث التثبيت داخل الحلبة وبين الحبال. غالبًا ما تجري هذه المباريات خارج الحلبة. قد تشمل القواعد السماح بالاستسلام في أي مكان أيضًا، ويُلغى كذلك قانون "العد الخارجي". يوجد نوع من القواعد ينص على أنه بمجرد حدوث التثبيت، يخسر المصارع المُثبت المباراة إذا لم يتمكن من العودة إلى الحلبة خلال فترة زمنية محددة، عادةً تكون عدًا يصل إلى 10 أو 30 من الحكم. وإذا تمكن المصارع المثبت من العودة إلى الحلبة خلال هذه الفترة، تستمر المباراة. أحيانًا، تحدد القواعد منطقة جغرافية معينة يُسمح فيها بالتثبيت (مثل الولاية، المقاطعة، أو الموقع العام الذي تُقام فيه المباراة). ونظرًا لأن المباراة قد تحدث في مناطق مختلفة من الساحة، تُرفق عادةً قاعدة "التثبيت في أي مكان" بشرط "عدم وجود استبعاد" لجعل المباراة من نوع هاردكور، مما يسمح للمصارعين باستخدام أي أداة يجدونها أينما كانوا يتصارعون.

### مباراة الدم الأول (First Blood match)
مباراة الدم الأول هي مباراة بدون استبعاد أو استسلام أو تثبيت أو عد خارجي، تُحسم عندما ينزف أول مصارع في أي مكان على جسده. حسب تفاصيل القواعد، قد يشمل ذلك نزيف الأنف. ورغم أنه لا توجد استبعادات، إلا أنه لا يمكن أن يُرى أي تدخل خارجي يتسبب في نزيف المصارع. أول مباراة تلفزيونية من هذا النوع كانت بين ستون كولد ستيف أوستن وكين في عرض "ملك الحلبة" عام 1998. أصبحت هذه المباريات نادرة في WWE منذ عام 2008، حيث قلّ ظهور الدم للالتزام بمعايير تصنيف TV-PG. آخر مباراة من هذا النوع كانت بين جون سينا وJBL في عرض ون نايت ستاند عام 2008.

#### مباراة حجرة يوم القيامة الدموية (Doomsday Chamber of Blood match)
مباراة حجرة يوم القيامة الدموية، التي أُنشئت بواسطة اتحاد TNA، هي نسخة من مباراة الدم الأول تُقام داخل قفص مغلق تعلوه أسلاك شائكة.

#### مباراة الجنون السادي (Sadistic Madness match)
مباراة الجنون السادي، التي أُنشئت أيضًا بواسطة اتحاد TNA، هي نسخة أخرى من مباراة الدم الأول، والاختلاف الرئيسي هو أنه يجب أن ينزف الخصم أولًا قبل أن يتمكن المصارع من تثبيته قانونيًا.

### مباراة زوايا الألم الأربعة (Four Corners of Pain match)
مباراة زوايا الألم الأربعة هي مباراة هاردكور حيث يتم وضع حاوية في كل زاوية من زوايا الحلبة تحتوي على سلاح أو عنصر مؤذٍ آخر. ظهرت هذه المباراة لأول مرة في بطولة "دوري الموت الثاني" التابع لـ كومبات زون ريسلينج عام 2003، وفي عام 2006 خلال منافسة "ملكة مباريات الموت"، واجهت آمي لي المصارع Sexxxy Eddy في هذا النوع من المباريات.

#### مباراة الموت: برك اللعنة (Pools of Fuckery Deathmatch)
مباراة الموت: برك اللعنة تشبه مباراة زوايا الألم الأربعة، لكن العناصر المؤذية تكون موضوعة داخل برك صغيرة بلاستيكية في كل زاوية. أُقيمت هذه المباراة لأول مرة في مارس 2021 ضمن اتحاد المصارعة المستقل AMR، حيث واجهت ميكي ناكلز المصارع أكيرا.

### مباراة الشجار الأيرلندي التقليدي (Good Old Fashioned Donnybrook match)
مباراة الشجار الأيرلندي التقليدي هي مباراة هاردكور بدون أي قوانين، حيث تُوضع براميل كبيرة من البراندي الأيرلندي وعصي قتال بجانب الحلبة لتكون متاحة للاستخدام. أُقيمت أول مباراة من هذا النوع في حلقة سماكداون تابعة لـ WWE بتاريخ 29 يوليو 2022 بين شيمس ودرو ماكنتاير، وفاز بها ماكنتاير. لاحقًا، أُقيمت نسخة من هذه المباراة كفريق ثنائي خلال عرض إكستريم رولز لعام 2022 بين فريق ذا برولينغ بروتس وفريق إمبريوم، وفاز بها فريق ذا برولينغ بروتس. تُعتبر هذه المباراة توقيعًا مميزًا لشيمس.

### مباراة النقاط العشر الصعبة (Hard Ten match)
مباراة النقاط العشر الصعبة هي نوع من المباريات الهاردكور التي ابتكرها إتحاد TNA/إمباكت، وتُدار بنظام النقاط، حيث تُكتسب النقاط من خلال استخدام الأسلحة. يُعتبر الفائز في المباراة هو أول مصارع يصل إلى عشر نقاط ويكون متقدمًا بفارق نقطتين على الأقل عن خصمه. الضربات العادية باستخدام الأسلحة تمنح نقطة واحدة، في حين أن وضع الخصم عبر طاولة يمنح خمس نقاط. أُقيمت هذه المباراة مرة واحدة فقط في تاريخ TNA.

### مباراة آخر رجل/امرأة صامد-ة (Last Man/Woman Standing match)
مباراة آخر رجل صامد (أو آخر امرأة صامدة) هي مباراة من الطراز العنيف (هاردكور) حيث تكون الطريقة الوحيدة للفوز هي عبر عد الخصم خارجًا من خلال عدم قدرته على الوقوف. يُهزم المصارع إذا لم يتمكن من النهوض والوقوف بحلول العد العاشر الذي يعدّه الحكم بعد سقوطه، مشابهة لقواعد الضربة القاضية في مباريات الملاكمة. لتجنب الخسارة، يجب أن يكون المصارع الساقط واقفًا على قدميه قبل انتهاء العد العاشر، ولكن لا يُعتبر خاسرًا إذا خرج من الحلبة خلال العد بشرط أن يكون واقفًا أثناء تعافيه. نظرًا للطبيعة العنيفة للمباراة، فإن تقييد الخصم الساقط لمنعه من النهوض والرد على العد العاشر يُعد وسيلة مسموحًا بها لضمان الفوز، حتى لو كان الخصم قادرًا على النهوض تحت ظروف أخرى.

#### مباراة شجار البيسبول (Baseball Brawl match)
مباراة شجار البيسبول أو مباراة "لعبة الشجار" هي نسخة من مباراة "آخر رجل صامد"، حيث تكون مضارب البيسبول محظورة في البداية. ولكن إذا تم عد أحد المصارعين حتى 10، تصبح مضارب البيسبول قانونية للفريق أو المصارع الذي حصل على العد، وتتحول المباراة إلى مباراة هاردكور عادية حيث يمكن تحقيق الفوز من خلال التثبيت، الاستسلام، أو العد خارج الحلبة. أقيمت هذه المباراة لأول مرة في عرض هاردكور هيفن التابع لـ ECW في أغسطس 1994، وكانت المباراة المميزة لفريق المصارعة "ذا بابليك إنيمي".

#### مباراة الموت: تكساس (Texas Deathmatch)

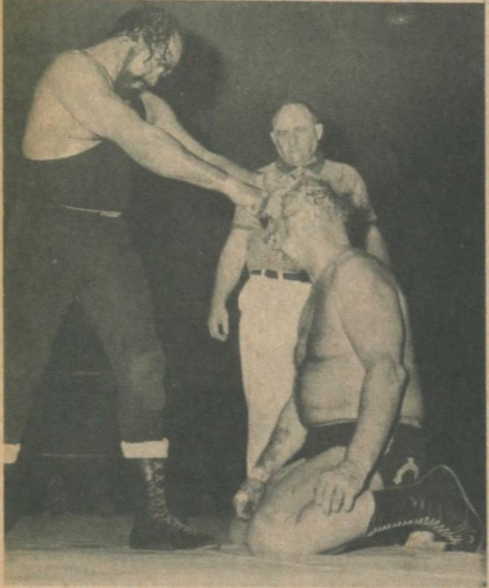
سيكلون نيجرو (يسار) ودوري فانك في مباراة تكساس عام 1972 استمرت لأكثر من ساعة وتضمنت 27 سقوطًا إجماليًا

نسخة أخرى من مباراة "آخر رجل صامد" هي مباراة الموت: تكساس (المعروفة أيضًا باسم مباراة الموت المكسيكية أو مباراة قواعد الهلاك). في هذه المباراة، يجب على المصارع أن يُثبَّت لعد ثلاثي أو أن يُجبر على الاستسلام أو يفقد وعي خصمه قبل أن يبدأ الحكم بالعد للعشرة. بعض هذه المباريات عُرفت بطول مدتها، بما في ذلك واحدة شارك فيها دوري فونك الابن واستمرت لأكثر من أربع ساعات. كانت هذه المباراة تُقام كثيرًا من قِبل دوري فونك الابن وشقيقه تيري فونك في الستينيات ضمن عروض والدهم دوري فونك الأب في اتحاد رياضات الولايات الغربية.

### مباراة الموت: أنابيب الإضاءة (Light Tube Deathmatch)
مباراة الموت: أنابيب الإضاءة هي مباراة هاردكور حيث يتم تثبيت مئات (عادة 200) من أنابيب الإضاءة الزجاجية الفلورية الطويلة والأسطوانية على حبال الحلبة (عادة باستخدام الشريط اللاصق). كما يتم توفير أسلحة وهمية وأجسام كبيرة وهمية مصنوعة من أنابيب الإضاءة. تنتهي هذه المباريات غالبًا بانكسار أو تحطم جميع أنابيب الإضاءة تقريبًا. تُعتبر هذه المباريات من أكثر أنواع المصارعة دموية ووحشية وخطورة، بسبب احتواء الزجاج في أنابيب الإضاءة على مواد كيميائية سامة ومسرطنة. وعند كسرها، يتطاير الغبار السام والمسرطن في الهواء، مما يعرض المصارعين، الحكم، والجمهور لاستنشاقه. خطر آخر يكمن في شظايا الزجاج المكسور التي تبقى على بساط الحلبة وتلتصق بأجسام المصارعين عند إسقاطهم على الأرض. في بعض اتحادات المصارعة الأكثر تنظيمًا، يتم إدخال مساعدي الحلبة لإزالة الزجاج المكسور بسرعة من البساط. نشأت هذه النوعية من المباريات في اليابان أواخر التسعينيات وبدايات الألفية الجديدة في اتحاد بيغ جابان برو ريسلنع (BJPW)، وتُقام أيضًا في بعض اتحادات المصارعة المستقلة في الولايات المتحدة.

#### مباراة الموت: كبائن أنابيب الإضاءة 2/3 (2/3 Light Tube Log cabins Deathmatch)
مباراة الموت: كبائن أنابيب الإضاءة 2/3 هي مباراة هاردكور يتم الفوز بها فقط عند كسر سلاحين مصنوعين من أنابيب الإضاءة على الخصم. استخدم اتحاد كومبات زون ريسلينج هذا النوع من المباريات في سلسلة "بطولة الموت" الخاصة به.

### مباراة كرة الوحش (Monster's Ball match)
مباراة كرة الوحش هي نوع من المباريات تم ابتكارها وتنظيمها من قبل اتحاد المصارعة TNA. تعتمد فكرتها الرئيسية على أن يتم حبس جميع المشاركين في غرف مظلمة مغلقة، دون طعام أو ماء أو ضوء، لمدة 24 ساعة قبل بدء المباراة. يهدف هذا الشرط إلى تحفيز شعور شديد بالعدوانية لدى المتنافسين. بعد إطلاق سراحهم، يتصارع المصارعون في مباراة عنيفة تُشجع على استخدام الأسلحة. يمكن تحقيق الفوز في المباراة عن طريق التثبيت أو الإخضاع، حيث تنتهي المباراة بمجرد أن يتم تثبيت أحد المصارعين أو إجباره على الاستسلام.
تتميز هذه المباراة عادة بالكثير من اللحظات المثيرة والمواقف الخطرة، وقد تم تنظيم 54 نسخة منها في اتحاد TNA، بالإضافة إلى عدد من المباريات المستقلة التي تبنت هذا النوع. تعد هذه المباراة توقيعًا خاصًا بالمصارع أبيس، حيث شارك في 48 مباراة منها وأدار واحدة. تُستخدم في المباراة مجموعة متنوعة من الأسلحة مثل المسامير، والسلاح المميز لـ أبيس المعروف بـ "جانيس" (وهو لوح خشبي مغطى بالمسامير)، إضافة إلى سرير من الأسلاك الشائكة.

### مباراة بدون استبعاد (No Disqualification Match)
تُعرف مباراة "لا استبعاد" بأسماء متعددة مثل "مباراة لا قيود" (No Holds Barred Match)، أو أحيانًا "مباراة أي شيء يحصل" (Anything Goes Match)، أو "مباراة القواعد المتطرفة" (Extreme Rules Match) (في اتحاد WWE بعد تأسيس علامة ECW)، أو "القتال القبلي" (Tribal Combat) و"قواعد بلودلاين" (Bloodline Rules) (في WWE للمصارعين من عائلة أنواي Anoaʻi)، أو "لا حبال للقبض" (No Ropes Catch Wrestling Match) (في اتحاد MLW). تتميز هذه المباراة بعدم وجود قواعد استبعاد، حيث لا يمكن استبعاد أي من المصارعين، مما يتيح استخدام الأسلحة والتدخلات الخارجية. ومع ذلك، وعلى عكس مباراة هاردكور، يجب أن تتم عمليات التثبيت أو الإخضاع داخل الحلبة.
تُستخدم هذه النوعية من المباريات عادةً في النزاعات الطويلة، خاصةً عندما يفوز المتحدي على البطل في مواجهات سابقة، لكنه لم يحصل على اللقب بسبب استبعاد البطل (حيث تنتقل الألقاب عادةً فقط عبر التثبيت أو الإخضاع). ما لم يتم تحديد ذلك، قد تنتهي مباراة لا استبعاد بالعد خارج الحلبة. لكن إذا لم يكن هناك عد خارج الحلبة، تُسمى المباراة "مباراة لا قيود"، حيث تُلغى كل القواعد تمامًا.

### مباراة الموت: البيرانا (Piranha Deathmatch)
مباراة الموت: البيرانا، أو كما تُعرف أيضًا بـ "مباراة الموت: سمك البيرانا الخاص بنهر الأمازون" (Amazon River Piranha Deathmatch)، تشبه "مباراة الموت: الصحراء" من حيث خطورتها البالغة. يتم وضع حوض زجاجي مملوء بأسماك البيرانا الخطيرة وآكلة اللحم في وسط الحلبة، ويُعتبر الخاسر هو أول مصارع يتم وضعه في الحوض لمدة 10 ثوانٍ. أُقيمت هذه المباراة مرة واحدة فقط في التاريخ، وذلك في فعالية Summer Night Dream التي نظمها إتحاد NJPW بمدينة يوكوهاما، اليابان، في سبتمبر 1996. كانت المباراة الرئيسية بين كيندو ناغاساكي وميتسوهيرو ماتسوناغا، حيث تمكن ناغاساكي من وضع ماتسوناغا في الحوض، محققًا الفوز.

### مباراة الظلام الدامس (Pitch Black Match)
مباراة الظلام الدامس هي مباراة تعتمد على أسلوب مصارعة الهاردكور، حيث يتم إطفاء أضواء الساحة أو تخفيضها بشكل كبير، مع جعل الأحداث مرئية فقط بفضل ارتداء المتنافسين ملابس أو استخدامهم لطلاء جسم مضيء في الظلام. أقيمت هذه المباراة مرة واحدة فقط، وكانت برعاية مشروب ماونتن ديو خلال فعالية رويال رمبل عام 2023. شهدت المباراة مواجهة بين براي وايت وإل إي نايت، حيث تمكن براي وايت من تحقيق الفوز.

### مباراة الموت: الشفرات (Razor Deathmatch)
مباراة الموت: الشفرات هي مواجهة شديدة الدموية، حيث يتم استخدام ألواح مغطاة بالشفرات كأسلحة. تُعتبر هذه المباراة علامة مميزة للمصارع الياباني المتخصص في المباريات القتالية العنيفة (هاردكور)، جون كاساي، الذي شارك في خمس مواجهات من هذا النوع.

### مباراة الموت: المسامير المدببة (Spike Nail Deathmatch)
هي مباراة قتالية من طراز هاردكور يتم فيها استخدام لوح خشبي مستطيل يحتوي على مسامير حديدية بطول ست بوصات بارزة كأسلحة. تُعد أشهر مباراة من هذا النوع تلك التي أقيمت في بطولة "حلم كاواساكي ملك مباراة الموت" عام 1995، حيث تواجه كاكتوس جاك وشوجي ناكاماكي في أغسطس. في نسخة أخرى من هذا النوع، يتم تحديد الفائز بناءً على من يسقط أولاً على الألواح الكبيرة المليئة بالمسامير الموجودة بجانب الحلبة.

#### مباراة الموت: جحيم المسامير (Nail Hell Deathmatch)
هي مباراة قتالية عنيفة يتم فيها تعليق ألواح مليئة بالمسامير على الحبال المحيطة بالحلبة، بينما تُثبت ألواح أخرى على جوانب متقابلة من الحلبة؛ يحتوي أحد الألواح على مسامير والآخر على أسلاك شائكة. أُقيمت مباراة واحدة فقط من هذا النوع في ديسمبر 1994 ضمن فعاليات IWA Japan.

### مباراة قتال الشوارع (Street Fight)
هي مباراة قتالية على طراز الهاردكور بدون استبعادات، حيث يُسمح باستخدام الأسلحة، وتُحتسب السقوطات في أي مكان. الفرق الرئيسي بين هذه المباراة ومباراة الهاردكور هو أن المصارعين في مباريات القتال في الشوارع يرتدون ملابسهم العادية بدلاً من ملابس المصارعة التقليدية، والأسلحة المستخدمة تكون غالبًا أدوات تُستخدم في الشوارع، مثل صناديق القمامة، إشارات المرور، العصي، الحاويات، وأحيانًا المركبات أو عربات التسوق المملوءة بهذه الأدوات. في بعض الأحيان، تُضاف أسماء المدن المضيفة للمباراة، مثل "قتال شوارع شيكاغو" أو "قتال شوارع نيويورك".

#### مباراة البانك هاوس (Bunkhouse Match)
هي نوع من مباريات قتال الشوارع، حيث يتنافس المصارعون وهم يرتدون ملابس رعاة البقر مثل الأحذية الجلدية، الأحزمة الجلدية، الجينز، والقبعات الكبيرة. سُمّيت هذه المباراة بهذا الاسم نسبةً إلى "البانك هاوس"، وهي المباني الشبيهة بالثكنات التي كانت تُستخدم لإيواء رعاة البقر العاملين في المزارع.

#### مباراة قتالمعجزة في الشارع 34(Miracle on 34th Street Fight)
هي نسخة مستوحاة من عيد الميلاد من مباريات القتال في الشوارع، وسُمّيت بهذا الاسم نسبة إلى فيلم معجزة في الشارع 34. تتميز المباراة باستخدام أسلحة تحمل طابع عيد الميلاد، مثل طفايات الحريق، فطائر القرع، الهدايا، أشجار الميلاد، أكاليل الزهور، العصي المزخرفة مثل الحلوى، كرات البولينج، والدببة المحشوة، إلى جانب الأسلحة التقليدية مثل الطاولات والكراسي.

#### مباراة قتالخدعة أو شارع(Trick or Street Fight)
هي نسخة مستوحاة من الهالوين من مباريات القتال في الشوارع، وسُمّيت بهذا الاسم نسبة إلى تقليد الهالوين "خدعة أو حلوى". تشمل المباراة استخدام أسلحة تحمل طابع الهالوين، مثل القرع، دلاء الحلوى، أوعية الماء والتفاح، الهياكل العظمية، مكانس الساحرات، شواهد القبور، العصي المزخرفة مثل حلوى الذرة، إلى جانب الأسلحة التقليدية مثل الطاولات والكراسي.

### مباراة تايبيه المميتة (Taipei Deathmatch)
تُعرف أيضًا باسم "مباراة الموت بالطريقة القديمة" (Ancient Way Deathmatch)، وهي مباراة عنيفة ودموية للغاية من نوع الهاردكور. يتم فيها تغطية قبضات المصارعين بشريط لاصق ثم غمسها في الغراء أو العسل، وبعدها يتم غمسها في الزجاج المكسور والمطحون، مما يسمح بشظايا الزجاج بالالتصاق بقبضاتهم. يمكن الفوز في المباراة بالتثبيت أو الإخضاع أو الهروب. لا يُعرف السبب وراء تسمية هذه المباراة باسم عاصمة تايوان (تايبيه)، حيث أُقيمت لأول مرة في فعالية هاردكور هيفن التابعة لاتحاد ECW في يوليو 1995، وكانت بين الأخوين أكسل وإيان روتن. الجدير بالذكر أن هذه المباراة لم تُقام في تايبيه، بل في فيلادلفيا، بنسلفانيا.

### مباراة الموت: الدبابيس الدفعية (Thumbtack Deathmatch)
هي مباراة من نوع الهاردكور يتم فيها توفير صينية أو أكثر تحتوي على الآلاف (عادةً 10,000) من دبابيس الورق، والتي تُوضع عادةً في وسط الحلبة أو عند حوافها. أشهر نسخة من هذه المباراة كانت في حلم كاواساكي ملك مباراة الموت حيث واجه تيري غوردي المصارع كاكتوس جاك في أغسطس 1995. توجد نسخ معدلة لهذه المباراة قدمتها TNA/إمباكت، يكون الهدف فيها ببساطة هو إسقاط الخصم على كومة الدبابيس الموضوعة على الحلبة. ومن التعديلات الأخرى على هذا النوع، مباراة تجمع بين مباراة السلم ومباراة الدبابيس تُسمى"مباراة السلم والدبابيس"، حيث يتم وضع سلم في الحلبة مع مكافأة في أعلاه، بينما تنتشر الدبابيس على أرضية الحلبة. كما يوجد نوع آخر يسمى "مباراة دبابيس الساحل الشرقي" يحتوي على 177,000 دبوس في الحلبة، وأُقيمت أول مباراة من هذا النوع بين إيان روتن وذا ميسايا.

#### مباراة الدبابيس بالأقدام الحافية (Barefoot Thumbtack Match)
هي مباراة من نوع الهاردكور يكون فيها كلا المصارعين حافيي القدمين، وتُوضع حاوية كبيرة تحتوي على الآلاف من دبابيس الورق في وسط الحلبة، وتكون قانونية للاستخدام. هذا النوع من المباريات نشأ في اتحاد BJPW.

#### مباراة بالونات الدبابيس (Thumbtack Balloons Match)
قدّم اتحاد BJPW مباراة بالونات الدبابيس في 22 مايو 1996. في هذه المباراة، التي جمعت أكسل روتن وشوجي ناكاماكي ضد كيندو ناغاساكي وسيجي ياماكوا، تم تعليق ستة بالونات سوداء فوق الحلبة. في لحظة معينة أثناء المباراة، انفجرت البالونات وأطلقت 30,000 دبوس على أرضية الحلبة.

### مباراة الموت:الـ13 المشؤومة(Unlucky 13 Deathmatch)
مباراة "الـ13 المشؤومة" هي مباراة من نوع الهاردكور ابتكرها إيان روتن. لكي يفوز المصارع في هذه المباراة، يجب أن يثبت سبعة أوراق نقدية من فئة دولار واحد على فم خصمه، من أصل ثلاثة عشر ورقة متاحة.

## أنواع المباريات القائمة على مكان المباراة
على الرغم من أن معظم المباريات تقام داخل الحلبة أو حولها، إلا أن بعضها مصمم خصيصًا ليُقام في مواقع أكثر غرابة. غالبًا ما تحمل هذه المباريات اسم موقعها، مع إضافة كلمة "شجار" (Brawl) إلى النهاية، وهي جميعها تُعد من نوع الهاردكور بطبيعتها. فيما يلي قائمة بالأنواع القائمة على المواقع التي تستبدل أو تُعدل القواعد التقليدية.

### شجار الحانة (Bar Room Brawl)
هي مباراة متعددة المتنافسين دون استبعاد، تُقام في حانة. خلال المباراة، يُشجع المصارعون على شرب الكحول أثناء القتال، ويُعلن "آخر رجل واقف" كفائز. يمكن استبعاد المصارعين إما عن طريق التثبيت، أو الإخضاع، أو ببساطة بسبب الإفراط (تمثيليًا) في الشرب لدرجة عدم القدرة على مواصلة القتال. أحد الأمثلة المعروفة لهذه المباراة هو "دعوة APA إلى شجار الحانة" في عرض فينغنس 2003، حيث فاز بها برادشو بعد أن أسقط المصارع براذر لوف. مثال آخر هو مباراة "شجار الحانة" الذي أُقيم عام 2020 بين جيف هاردي وشيمس.

### شجار غرفة المعدات (Boiler Room Brawl)
شجار غرفة المعدات، المعروف أيضًا بمباراة غرفة المعدات، يبدأ داخل غرفة مخصصة للمعدات، ويكون الفائز هو أول مصارع ينجح في الخروج منها. هذه المباراة لا تتضمن استبعادات، ولا تثبيتات، ولا عدّ خارجي، حيث يُسمح بكل شيء طالما تمكن أحد المتنافسين من الهروب أولًا. تُقام هذه المباراة في بيئة خطرة للغاية تتضمن البنية التحتية الداخلية للمنشأة، مثل الأنابيب المعدنية المكشوفة ذات البراغي الكبيرة، والأرضيات الخرسانية، والمعدات الكهربائية الثقيلة، إلى جانب العديد من العناصر الأخرى. شارك ميك فولي في جميع مباريات WWF التي أُقيمت في غرفة المعدات تحت شخصيته "مانكايند"، حيث كانت هذه الشخصية تعيش في غرف المعدات، مما جعل هذه المباراة التوقيعية له. أُقيمت أول مباراة من هذا النوع في عرض سمرسلام 1996 بين مانكايند وذا أندرتيكر، حيث كان على المصارع الهروب من غرفة المعدات والوصول إلى الحلبة والاستيلاء على إناء بول بيرر. أما المباراة التالية من هذا النوع، والتي أُقيمت في عرض باكلاش 1999 بين مانكايند وذا بيغ شو، فقد تم تبسيط الهدف ليصبح مجرد الهروب من غرفة المعدات أولًا. WCW قدمت مباراة مشابهة بقواعد مماثلة، حيث أطلقت عليها اسم "البلوك" (The Block) ووضعتها في موقع مشابه.

### مباراة الجسم المائي (Body of Water Match)
مباراة الجسم المائي هي مباراة هاردكور يكون الهدف الوحيد فيها هو إسقاط الخصم في جسم مائي كبير. أُقيمت هذه المباراة مرة واحدة فقط، حيث واجه سي إم بانك شافو غيريرو خلال عرض ECW في كوربوس كريستي، تكساس (المدينة الواقعة على خليج المكسيك، مكان الجسم المائي المستخدم) في فبراير 2008.

### مباراة الديماس (Dungeon Match)
مباراة الديماس هي مباراة هاردكور أُقيمت في الديماس الأسطوري لعائلة هارت في كالغاري. في هذه المباراة، تحدى أوين هارت كين شامروك للمواجهة في الديماس، الذي أُشير إليه بـ"قبو هارت". يمكن الفوز بالمباراة فقط عبر الإخضاع.

### مباراة الساحة الفارغة (Empty Arena Match)
مباراة الساحة الفارغة هي مباراة هاردكور (بدون استبعاد، ويمكن الفوز بها بالتثبيت في أي مكان) تُجرى بين اثنين أو أكثر من المصارعين في ساحة أو ملعب مُجهّز بالكامل لحدث مصارعة، ولكنه خالٍ تمامًا من الجماهير. يكون الحاضرون الوحيدون هم المتنافسون، والحكم، والمعلقون، والمصورون. تُبث المباراة مباشرة أو يتم تسجيلها لعرضها لاحقًا. أحد أبرز الأمثلة على هذا النوع من المباريات كانت مباراة بطولة WWF بين ذا روك ومانكايند التي أُقيمت في توكسون، أريزونا، في مركز توكسون للمؤتمرات. عُرضت المباراة كجزء من حلقة خاصة بعنوان Halftime Heat من برنامج Sunday Night Heat، والتي بُثت خلال استراحة منتصف المباراة في نهائي Super Bowl XXXIII عام 1999. ومن أوائل وأشهر مباريات الساحة الفارغة مباراة أُقيمت عام 1981 في ممفيس، تينيسي، في كولوسيوم ميد-ساوث، بين جيري لولر وتيري فانك.
لا يُعتبر غياب الجمهور نتيجة لإجراءات إنتاجية وليس كشرط ضمني للقصة (kayfabe) جزءًا من مباراة الساحة الفارغة. على سبيل المثال، لم يُسمح للجماهير بحضور العروض التلفزيونية لـAEW، ولاحقًا WWE، في عام 2020 خلال ذروة جائحة كوفيد-19.

### شجار موقف السيارات (Parking Lot Brawl)
شجار موقف السيارات هو مباراة بدون استبعاد، حيث يمكن الفوز بالتثبيت أو الإخضاع أو الضربة القاضية، وعادةً ما تُقام في موقع داخلي أو في موقف سيارات خارجي محاط بدائرة من السيارات المتوقفة. يُسمح للمصارعين باستخدام كل شيء حولهم كأسلحة، بما في ذلك السيارات. أُقيم أول قتال من هذا النوع بين جيري لولر وإيدي جيلبرت في ممفيس، تينيسي، عام 1988، ودار القتال في جميع أنحاء الساحة وموقف السيارات الخارجي. من الأمثلة الشهيرة الأخرى قتالان شارك فيهما جون سينا، حيث واجه إيدي جيريرو في عام 2003 و JBL في عام 2008.

#### شجار هوليوود الخلفي (Hollywood Backlot Brawl)
شجار هوليوود الخلفي هو مباراة بدون استبعاد بدأت في موقع خلفي لاستوديو هوليوود بين جولدست ورودي بايبر. تميّزت المباراة بقيادة المصارعين للسيارات لمسافات طويلة، وانتهت بوصولهما إلى مركز هوندا في أنهايم، على بُعد 30 ميلاً، لاستكمال المباراة داخل الحلبة.

#### مباراة دائرة الحديد (Iron Circle match)
مباراة دائرة الحديد هي نوع من قتال موقف السيارات، لكنها تُقام في مرآب سيارات محاط بجمهور صاخب يجلس على السيارات التي تُحيط بالمصارعين. كانت مباراة دائرة الحديد مباراة بدون استبعاد وشهدت مواجهة بين كين شامروك وستيف بلاكمان في عرض فولي لودد (WWF) عام 1999.

#### مباراة القطار (Train match)
مباراة القطار هي مواجهة بدون استبعاد تُقام على متن قطار متحرك، حيث يُسمح باستخدام جميع الأسلحة، لكن يُمنع التسبب في أضرار بالقطار. حدثت هذه المباراة عام 2023 في اتحاد "سايبرفايت" (CyberFight) من خلال عرض DDT Pro Wrestling، حيث تنافس سانشيرو تاكاجي ضد مينورو سوزوكي على متن قطار فائق السرعة (TGV) شينكانسن من طوكيو إلى ناغويا، بسرعات تجاوزت 170 ميلاً في الساعة.

### مباراة سن وظفر (Tooth and Nail match)
مباراة سن وظفر هو مواجهة بدون استبعاد تُقام داخل وحول عيادة أسنان، حيث يُسمح باستخدام أي سلاح. تُعتبر هذه المباراة التخصصية للمصارعة بريت بيكر، استنادًا إلى دورها كطبيبة أسنان في القصة وفي الواقع. الهدف من المباراة هو الفوز بالتثبيت أو الإخضاع أو العد الخارجي.

## مباراة الحطّابين (Lumberjack match)

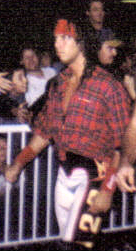
تمشيا مع هذا الموضوع، قد يرتدي المصارعون خارج الحلبة فانيلات أثناء مباريات الحطاب؛ ومن الأمثلة على ذلك المصارع 1–2–3 كيد في عام 1995

مباراة الحطّابين هي مباراة عادية مع اختلاف رئيسي يتمثل في وجود مجموعة من المصارعين المحيطين بالحلبة، غير مشاركين مباشرة في المباراة. هؤلاء المصارعون، المُسَمَّوْن جماعيًا بـ"الحطّابين" (تُطلَق تسمية "الحطّابات" (lumberjill) على المصارعات الإناث في هذا السياق، فيما تُعرف المباريات بين المصارعات باسم "مباريات الحطّابات" (Lumberjill Match)، في إشارة مُستلهمة من أسجوعة الأطفال الشهيرة "جاك وجيل")، ويكون دورهم منع المصارعين داخل الحلبة من الهروب إلى الخارج. عادةً ما ينقسم الحطّابين إلى مجموعتين: المصارعين المحبوبين (Faces) والأشرار (Heels)، حيث تحتل كل مجموعة جانبًا مُعاكسًا حول الحلبة. في العادة، تقوم مجموعة الحطّابين "المُعادية" (أي المحبوبين إذا كان المصارع داخل الحلبة من الأشرار، والعكس صحيح) بمهاجمة أي مصارع يغادر الحلبة وإجباره على العودة إليها. من الشائع حدوث تدخلات متفرقة من الحطّابين، أو حتى اشتباك عام خارج الحلبة يضم معظمهم. في الماضي، ارتدى الحطّابين ملابسَ تقليديةً مستوحاة من شكل الحطّابين لتتناسب مع طابع المباراة، لكن هذه الممارسة لم تعد شائعةً اليوم. إحدى الحبكات المتكررة في هذه المباريات هي أن يُشَكِّل الحطّابين بأكملهم مجموعةً من الأشرار، لزيادة التحدي أمام المصارع المحبوب. تُعرف إحدى الأشكال المُعدلة بـ"مباراة الحطّابات الثلجية" (Lumberjill Snowbunny Match)*، حيث تُشارك إناثٌ فقط كحطّابات، وتُقام المباراة داخل حفرة مليئة بالثلوج.

### مباراة الحطَّاب الكندية (Canadian Lumberjack Match)
في مباراة الحطَّاب الكندية، يكون الحطَّابون مُجَهَّزين بأحزمةٍ جلدية. قدمت شركة TNA نسختها الخاصة من هذه المباراة تحت اسم "انتقام الجماهير"، حيث يعمل المُشجِّعون -المُسلَّحون بأحزمةٍ جلدية- كحطَّابين ويُشَجَّعون على جَلْد المصارعين. كما استُخدِم شكلٌ مشابهٌ لهذه الفكرة في اتحاد لوتشا أندرجروند تحت اسم "رد فعل المؤمنين" (Believers' Backlash Match)، حيث يُشارك الجمهور (الذي يُطلق عليهم لقب "المؤمنون" في السلسلة) كحطَّابين.

### مباراة الحطَّاب المتطرفة (Extreme Lumberjack Match)
مباراة الحطَّاب المتطرفة هي نسخةٌ من مباراة الحطَّاب التقليدية، ولكنها تُجرى وفق قواعد الهاردكور، حيث لا تُطبَّق قواعد الإقصاء أو العد الخارجي، كما يمكن تحقيق الفوز في أي مكانٍ داخل أو خارج الحلبة.

## *المباريات القائمة على مشاركين مُتعددين
في بعض الأحيان، قد تُقام مباراة بين أكثر من مصارعين أو فرق. تُصنَّف المباريات متعددة المشاركين إلى نوعين رئيسيين: مباريات تعتمد على الإقصاء ومباريات عادية لا تعتمد على الإقصاء.

### المباريات الأساسية غير الإقصائية

#### المباريات غير الإقصائية بثلاثة مشاركين
أكثر الأمثلة شيوعًا للمباريات غير الإقصائية هي مباراة الثلاثة (Three-Way Match)، والتي تُعرف أيضًا باسم "المباراة التهديد الثلاثي (Triple Threat Match)" في WWE، أو "مباراة المثلث (Triangle Match)" في WCW، أو *"الرقصة الثلاثية (Three-Way Dance)" في ECW. في هذه المباراة، يتنافس ثلاثة مصارعين وفق القواعد القياسية، حيث يُعلن الفائز أول من يحقق إسقاطًا أو إخضاعًا. تُجرى المباريات الثلاثية المهددة دون قواعد الإقصاء أو العد الخارجي. في مباريات المثلث، غالبًا ما تُدار المباراة بشكل مشابه لمباراة الفرق، حيث يكون فقط مصارعان داخل الحلبة في وقت واحد بينما ينتظر الثالث خارج الحلبة، ويكون الإقصاء الوحيد هو في حالة استبعاد أحد المصارعين.

#### المباريات غير الإقصائية بأربعة مشاركين أو أكثر
في العديد من الاتحادات، لا توجد عادةً فروق كبيرة بين المصطلحات المستخدمة. تشمل الاختلافات غير الإقصائية. المباراة الرباعية (Four-Way Match)، والتي تُعرف باسم "المباراة الرباعية القاتلة (Fatal Four-Way)" في WWE، أو "مباراة الزوايا الأربع (Four Corners Match)" في WCW، أو "الرقصة الرباعية (Four-Way Dance)" في ECW.  مباراة الخمسة (Five-Way Match)، والتي تُعرف باسم "المباراة الخماسية القاتلة (Fatal Five-Way)" في WWE. المباراة السداسية (Six-Way Match)، والتي تُعرف باسم *"التحدي السداسي (Six-Pack Challenge)" في WWE. تضم هذه المباريات أربعة أو خمسة أو ستة مصارعين على التوالي. كما استضافت الاتحادات الأمريكية المستقلة، مثل USA Xtreme Wrestling، مباراة تضم 8 إلى 12 مشاركًا تُعرف باسم "تحدي الكرة الثامنة (8 Ball Challenge)". يمكن استخدام هذه الأنواع من المباريات في حالات معينة لنزع اللقب عن مصارع دون إضعافه بشكل مباشر.
في بعض الأحيان، تُجرى المباريات متعددة المشاركين وفق قواعد مشابهة لمباراة الفرق، حيث يبدأ مصارعان المباراة داخل الحلبة بينما ينتظر الآخرون خارجها للتبديل، والذي يتم عادةً عن طريق لمس مصارع داخل الحلبة دون علمه. تشمل الاختلافات على هذا النمط "مباراة الزوايا الأربع البقائية (Four Corners Survival Match)" أو "مباراة الفوضى السداسية (Six-Man Mayhem Match)" في رينغ أوف هونر. يُسمح للمشاركين بمغادرة مواقعهم ومهاجمة المصارعين خارج الحلبة، خاصةً عند رمي أحد المصارعين أو كليهما فوق الحبل العلوي.

### المباريات الإقصائية الأساسية
المباريات التي تشمل عددًا أكبر من المشاركين تكون عادةً من نوع المباريات بالإقصاء. قد تبدأ هذه المباريات بوجود جميع المشاركين داخل الحلبة في نفس الوقت. تُطبق القواعد القياسية للمباراة، حيث يُسمح للمصارعين بمغادرة مواقعهم ومهاجمة مصارعين آخرين خارج الحلبة، مع وجود شرط إضافي وهو أن أي مصارع يتم إسقاطه أو إجباره على الإخضاع يتم استبعاده من المباراة.

#### المباريات الإقصائية بثلاثة مشاركين
أكثر الأمثلة شيوعًا للمباريات الإقصائية هي الرقصة الثلاثية (Three-Way Dance)، حيث يؤدي السقوط الأول إلى استبعاد مصارع واحد، مما يحول المباراة إلى مباراة فردية قياسية بسقوط واحد. كانت الرقصة الثلاثية من المباريات المميزة في اتحاد ECW.

#### المباريات بالإقصائية بأربعة مشاركين أو أكثر
الرقصة الرباعية (Four-Way Dance) مشابهة للرقصة الثلاثية، ولكنها تشمل أربعة مصارعين في اتحاد ECW. تستخدم بعض الاتحادات نظام الفرق في هذه المباراة بدلاً من وجود جميع المصارعين داخل الحلبة في نفس الوقت. تشمل الاختلافات بالإقصاء وهم, المباراة الرباعية (Four-Way Match)، والتي تُعرف باسم "المباراة الرباعية القاتلة (Fatal Four-Way)" في WWE والمباراة الخماسية (Five-Way Match)، والتي تُعرف باسم "المباراة الخماسية القاتلة (Fatal Five-Way)" في WWE والمباراة السداسية (Six-Way Match)، والتي تُعرف باسم "التحدي السداسي (Six-Pack Challenge)" في WWE. تضم هذه المباريات أربعة أو خمسة أو ستة مصارعين داخل الحلبة على التوالي.
مباراة السحب القاتل (Deadly Draw Match) هي نسخة من اتحاد TNA، حيث يتنافس أربعة مصارعين. تبدأ المباراة بمصارعين داخل الحلبة، وبعد مرور خمس دقائق، يدخل المصارع الثالث إلى الحلبة، ثم بعد خمس دقائق أخرى، يدخل المصارع الرابع. يتم استبعاد أي مصارع يتم إسقاطه أو إجباره على الإخضاع، كما يتم استبعاد أي مصارع داخل الحلبة غير مشارك في السقوط. الفائز هو آخر مصارع يبقى في الحلبة.

### تحدي التغلب على الزمن (Beat the Clock Challenge)
تحدي التغلب على الزمن هو مباراة متعددة المنافسين، حيث يتعين على المصارعين هزيمة خصومهم في مواجهة فردية قبل نفاد الوقت. بالإضافة إلى ذلك، يجب على المصارع التالي التغلب على الزمن الذي حققه الفائز السابق عبر هزيمة خصمه خلال وقت أقل، وإلا فسيتم إقصاؤه. عادةً ما يحصل المصارع المنتصر على مكافأة معينة، مثل التأهل لمباراة على اللقب. في أحد التعديلات على هذا النوع من المباريات، خلال حلقة NXT بتاريخ 20 نوفمبر 2013، تنافس مصارعان في مباراة، وتم استخدام مدتها كنقطة مرجعية لمصارعين آخرين لإنهاء مباراتهما في وقت أقل. أما أول تحدي تغلب على الزمن خاص بالمصارعات "الديفاز" فقد جرى في حلقة رو خلال أغسطس 2015، حيث واجه كل من بايج وبيكي لينش وشارلوت فلير خصوماً مختلفين بهدف تحقيق أسرع انتصار والفوز بفرصة مواجهة نيكي بيلا على بطولة WWE ديفاز في عرض نايت أوف شامبيونز.

### مباراة صراع البطولة (Championship Scramble)
تُعد مباراة صراع البطولة مباراة مميزة في WWE حيث لا يتم إقصاء أي من المصارعين المشاركين. تبدأ المباراة بين اثنين من المصارعين، ثم يدخل مصارع جديد كل خمس دقائق حتى يكتمل عدد المشاركين إلى خمسة. بعد دخول المصارع الأخير، تبدأ فترة زمنية محددة مسبقًا تُحدد فيها نتيجة المباراة. خلال هذه الفترة، يصبح أي مصارع يحقق التثبيت أو يجبر أحد خصومه على الاستسلام "البطل المؤقت"، لكن هذه الألقاب لا تُسجَّل رسميًا في سجلات البطولة. الفائز النهائي هو المصارع الذي يسجل آخر تثبيت أو استسلام قبل انتهاء الوقت المحدد. يُعتبر عرض أنفورغيفن 2008 الحدث الأبرز لهذا النوع من المباريات، حيث تم التنافس على جميع البطولات العالمية الثلاث آنذاك وفقًا لنظام صراع البطولة.

### مباراة المطاردة الإقصائية (Elimination Chase)
تُعد مباراة المطاردة الإقصائية سلسلة من المباريات متعددة المشاركين، حيث تُحسم كل مباراة بتثبيت واحد فقط، ويُقصى المصارع الذي يتعرض للتثبيت من المباريات التالية. تستمر هذه العملية حتى يتبقى مصارع واحد فقط، ويُعلن فوزه بالمنافسة. تم استخدام هذا النوع من المباريات لأول مرة في نسخة ECW التابعة لـ WWE عام 2007.

### تحدي الناجي الحديدي (Iron Survivor Challenge)
يُعد تحدي الناجي الحديدي من ابتكارات علامة NXT التابعة لـ WWE، ويُقام سنويًا خلال حدث ديدلاين في ديسمبر. تُنظم مباراتان منفصلتان للرجال والنساء وفق القواعد التالية:
- يتنافس خمسة مصارعين في المباراة، وتستمر لمدة 25 دقيقة.
- يبدأ المباراة مصارعان فقط، ويبدأ العد التنازلي للوقت. كل خمس دقائق يدخل مصارع جديد، حتى يكتمل العدد بدخول المصارع الخامس عند الدقيقة 15.
- يكسب المصارع نقطة واحدة عند تحقيق تثبيت، إجبار خصمه على الاستسلام، أو عندما يقع ضحية الإستبعاد (DQ). يمكن تسجيل النقاط حتى قبل دخول جميع المصارعين.
- المصارع الذي يُهزم بتثبيت، استسلام، أو الإستبعاد يُرسل إلى صندوق العقوبات لمدة 90 ثانية قبل أن يتمكن من العودة للمباراة.
- الفائز بالمباراة، المُلقب بـ "الناجي الحديدي"، هو المصارع الذي يمتلك أكبر عدد من النقاط عند انتهاء الوقت. في حالة التعادل، يتم اللجوء إلى جولة أخرى حاسمة تعرف بـ "الموت المفاجئ" لحسم النتيجة.
- الفائز في مباراة الرجال يحصل على فرصة مستقبلية للمنافسة على بطولة NXT، بينما تحصل الفائزة في مباراة السيدات على فرصة لمنافسة بطلة NXT للسيدات.[108]

يمزج تحدي الناجي الحديدي بين عناصر من مباريات صراع البطولة و الرجل الحديدي و ملك الجبل الخاصة بـ إتحاد TNA. أُقيمت أول نسخة من هذه المباراة في حدث ديدلاين لعام 2022.

### الحكم الضيف الخاص (Special Guest Referee)
مباراة الحكم الضيف الخاص هي أي مباراة يتم فيها استبدال الحكم التقليدي بـ ضيف خاص يتولى إدارة المواجهة. يمكن أن يكون هذا الضيف أحد المشاهير (مثل محمد علي في الحدث الرئيسي لـ راسلمينيا 1)، أو أحد مديري المصارعين، أو حتى مصارعًا آخر. في بعض الحالات، يتم تعيين الحكم الضيف لمراقبة مباراة ذات شروط خاصة، وقد يكون منحازًا لأحد المتنافسين أو مكلفًا بضمان سير المواجهة بنزاهة. هناك نوع آخر يُعرف باسم "الحكم الخارجي الخاص" أو "المنفذ الخاص"، حيث يبقى الحكم الضيف خارج الحلبة ويُكلف بتطبيق القوانين في حال لم يلاحظها الحكم الرسمي. أشهر المنفذين الخاصين في تاريخ المصارعة هم مايك تايسون، الذي كان الحكم المنفذ الخاص لمباراة بطولة WWF بين ستيف أوستن وشون مايكلز في راسلمينيا 14، تشاك نوريس، الذي تولى هذا الدور في سرفايفر سيريس 1994أثناء مباراة بين أندرتيكر ويوكوزونا, و شون مايكلز الذي كان الحكم الضيف الخاص في مباراة تريبل إتش ضد أندرتيكر داخل قفص "الجحيم في زنزانة" في راسلمينيا 28.

## مباريات خارج قواعد المصارعة
في بعض الأحيان، تُقام مباريات تتبع قواعد رياضات أخرى غير المصارعة، لكنها تظل "معدّة مسبقًا" مثل مباريات المصارعة الاحترافية، حيث يكون الفائز محددًا مسبقًا، ويكون المتنافسون في أمان نسبي بعيدًا عن المخاطر الفعلية.

### مباراة مصارعة الذراع (Arm Wrestling Match)
هي مواجهة تعتمد على قوانين مصارعة الذراع التقليدية، ويمكن أن تُقام بين رجلين، امرأتين، أو حتى بين رجل وامرأة. في الحالة الأخيرة، غالبًا ما يكون الرجل هو مدير أعمال يتحدى مصارعة محترفة كجزء من سيناريو القصة.

### مباراة الملاكمة (Boxing Match)
في هذه المباراة، تُطبق قوانين الملاكمة القياسية داخل الحلبة، حيث يرتدي المصارعون قفازات الملاكمة، وتُجرى المواجهة وفق جولات زمنية، مع فرض عقوبات على الأخطاء. رغم ذلك، تكون المباريات معدّة مسبقًا، وغالبًا ما تنتهي بقيام أحد المصارعين بالغش أو باستخدام حركات المصارعة للفوز.

### مباراة الفنون القتالية المختلطة (Mixed Martial Arts Match)
في هذه المباراة، تُطبق قوانين الفنون القتالية المختلطة (MMA)، ولا يُسمح بالفوز عن طريق التثبيت، على عكس مباريات المصارعة التقليدية. يمكن الفوز فقط عبر الضربة القاضية (KO)، الاستسلام (Submission)، الإستبعاد (Disqualification)، الانسحاب (Forfeit) أو قرار من الحكم (Judges' Decision)

### مباراة السومو (Sumo Match)
في هذه المباراة، تتم إزالة حبال الحلبة، وتُطبق قوانين مصارعة السومو التقليدية. يُعتبر المصارع خاسرًا إذا خرج من حدود الحلبة أو في حال لمس الأرض بأي جزء من جسمه عدا باطن قدميه. واحدة من أشهر المباريات من هذا النوع أقيمت في راسلمينيا 21 بين ذا بيغ شو وأسطورة السومو أكيبونو.

### مباراة شاحنات السومو العملاقة (Sumo Monster Truck Match)
تُشبه هذه المباراة مسابقات شد الحبل، لكنها تُقام عبر شاحنتين عملاقتين يقودهما مصارعان، حيث يحاول كل منهما دفع وإزاحة الآخر. من أشهر الأمثلة على هذه المباراة مواجهة هولك هوجان ضد ذا جاينت في عرض هالووين هافوك 1995.

## مباريات تعتمد على قوانين "رامبل"
على عكس المعركة الملكية التقليدية "باتل رويال" التي يبدأ فيها جميع المصارعين داخل الحلبة، تعتمد مباريات "رامبل" على دخول المصارعين بشكل متتالٍ وفقًا لأرقامهم المحددة. يبدأ المصارعان رقم 1 ورقم 2 المباراة، ثم يدخل المصارعون الآخرون بفواصل زمنية محددة حتى يكتمل عدد المشاركين.

### حرب الأزتك (Aztec Warfare)
حرب الأزتك هي النسخة الخاصة بعرض لوتشا أندرجروند من مباراة "رامبل". تضم المباراة 20 مصارعًا يدخلون كل 90 ثانية. يتم الإقصاء فقط عبر التثبيت أو الإجبار على الاستسلام، ويجب أن يتم داخل الحلبة. لا توجد إقصاءات بالعد الخارجي أو الإستبعاد. حتى أبريل 2019، أقيمت أربع مباريات من هذا النوع، واحدة في كل موسم من العرض.

### معركة الشغب (Battle Riot)
هي نسخة مايجور ليغ ريسلينغ (MLW) من مباريات "رامبل". القواعد لا تختلف كثيرًا عن المباريات الأخرى التي تشمل التثبيت، الاستسلام، والإقصاء عبر الحبال العلوية. لكن على عكس مباراة رويال رامبل في WWE، حيث يكون الإقصاء فقط عبر السقوط من فوق الحبل العلوي مع ملامسة كلا القدمين للأرض، فإن هذه المباراة تسمح أيضًا بالإقصاء عبر التثبيت أو الاستسلام.

### كازينو باتل رويال (Casino Battle Royale)
تُستخدم هذه المباراة في اتحاد AEW، وهي معركة ملكية تعتمد على نظام مجموعات بطاقات اللعب. تضم المباراة 21 مشاركًا، وتبدأ مع دخول مجموعة من 5 مصارعين، ثم يدخل كل 5 مصارعين آخرين كل ثلاث دقائق. أما المصارع رقم 21، فهو الذي سحب بطاقة "الجوكر" ويدخل بمفرده.يتم تحديد ترتيب الدخول من خلال قرعة بطاقات اللعب، حيث يتم تقسيم المصارعين إلى أربع مجموعات وفقًا للرموز (السباتي، الكوبة، الديناري، والبستوني)، ويتم اختيار ترتيب المجموعات عشوائيًا. الفائز يحصل على مباراة على اللقب العالمي في قسمه (إما لقب AEW العالمي للرجال أو لقب AEW للسيدات).
أقيمت أول مباراة كازينو باتل رويال خلال العرض التمهيدي لأول فعالية لاتحاد AEW، وهي دبل أور نوثينغ 2019، وكانت مخصصة للرجال. حصل الفائز في هذه المباراة على فرصة للمشاركة في النزال الذي حدد أول بطل للقب AEW العالمي في عرض أول آوت في العام نفسه. أما النسخة الثانية، فكانت مخصصة للسيدات، وأُقيمت خلال العرض التمهيدي للفعالية نفسها (أول آوت 2019). ومثل النسخة الأولى، حصلت الفائزة على فرصة للمنافسة على لقب AEW للسيدات في الحلقة الافتتاحية من العرض الأسبوعي ديناميت. أُقيمت النسخة الثالثة من المباراة في أول آوت 2020 وكانت مخصصة للرجال، حيث حصل الفائز على فرصة مستقبلية للمنافسة على لقب AEW العالمي.

### أونور رامبل (Honor Rumble)
يستخدم اتحاد رينغ أوف هونر (ROH) نسخة "رامبل" الخاصة به تحت اسم أونور رامبل (أو الرامبل الفخرية). تختلف هذه المباراة عن المعركة الملكية العادية في أن المصارعين لا يبدأون جميعًا في الحلبة معًا، بل يدخلون وفق أرقام محددة بفواصل زمنية، كما هو الحال في رويال رامبل. يتم تحديد أرقام الدخول عادةً من خلال قرعة عشوائية تُجرى قبل الحدث، لكن في بعض الحالات، يمكن للمصارعين الفوز بترتيب دخول أفضل عبر تحقيق الانتصارات في مباريات سابقة.

### رامبل اليابان الجديدة (New Japan Rumble)
هي النسخة السنوية لاتحاد NJPW، وتُقام في عرض مملكة المصارعة يوم 4 يناير ضمن العرض التمهيدي. يدخل المصارعون بفواصل زمنية مدتها دقيقة واحدة، ويتم الإقصاء عبر التثبيت، الاستسلام، أو الإلقاء خارج الحلبة فوق الحبل العلوي. تشتهر هذه المباراة بأجواءها الكوميدية، حيث غالبًا ما تتضمن مفاجآت بظهور نجوم سابقين.

### رويال رامبيج (Royal Rampage)
هي النسخة الخاصة بعرض رامبيج في اتحاد AEW، وتتميز باستخدام حلبتين متجاورتين بدلًا من واحدة. تبدأ المباراة مع 10 مصارعين في كل حلبة، مما يجعل العدد الكلي 20 مصارعًا. يدخل مصارع جديد في كل حلبة بفاصل زمني منتظم، حيث يدخل مصارع للحلبة الحمراء وآخر للحلبة الزرقاء. بعد تصفية المشاركين إلى 4 مصارعين، يتم الدمج بين الحلبتين، ويستمر القتال حتى يبقى مصارع واحد فقط. الفائز يحصل على مباراة على اللقب في وقت لاحق.

### رويال رامبل (Royal Rumble)

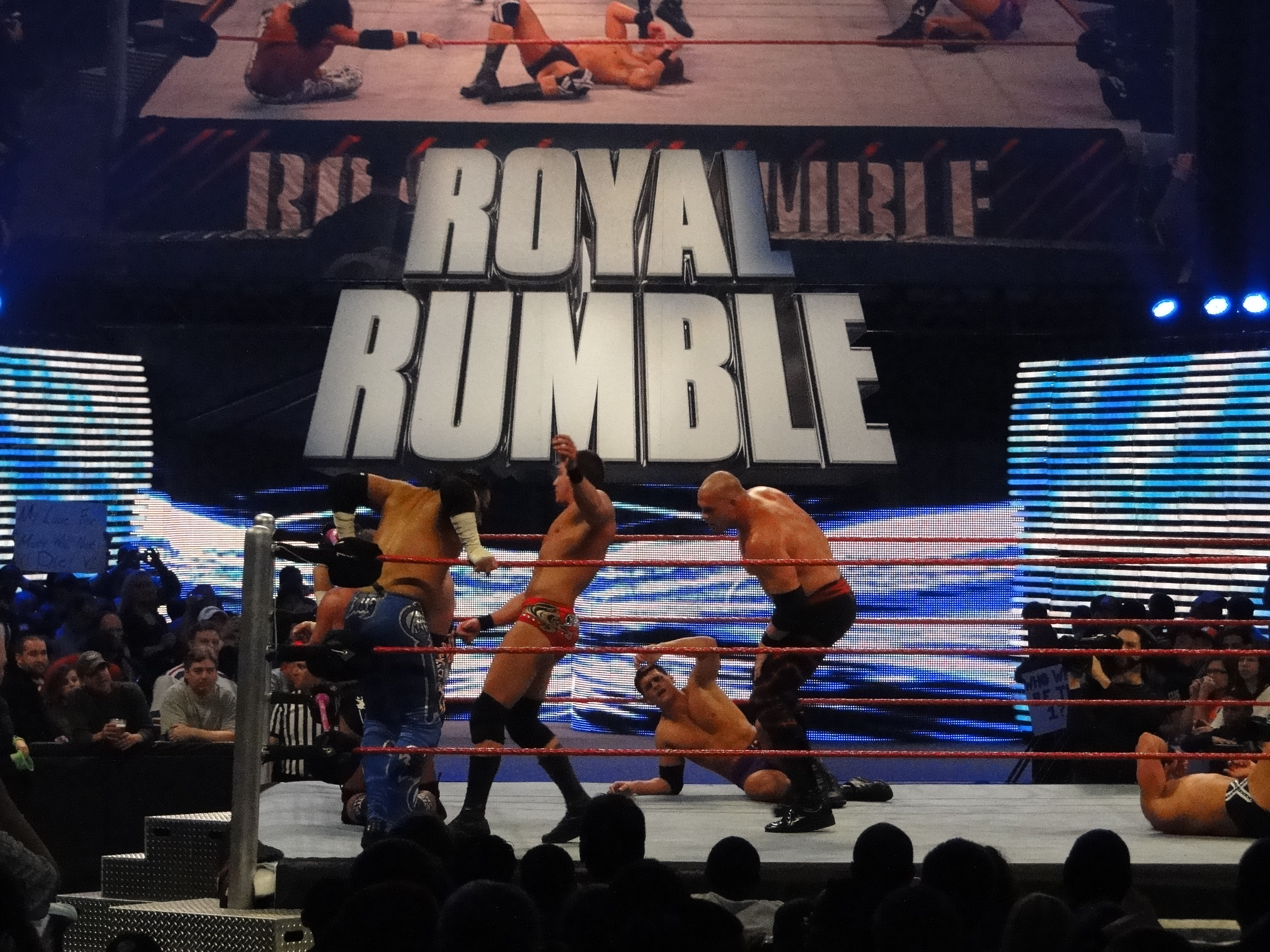
مباراة رويال رامبل عام 2010

يُعتبر رويال رامبل الخاص بـ WWE أول مباراة باتل رويال تعتمد هذا النمط. تبدأ المباراة بمصارعين داخل الحلبة، بينما يدخل باقي المشاركين واحدًا تلو الآخر وفقًا لفاصل زمني محدد، يكون عادةً 90 ثانية أو دقيقتين. تتم الإقصاءات بالطريقة المعتادة، حيث يُطرد المصارع من الحلبة عبر الحبال العلوية، على أن تلمس كلتا قدميه أرضية الساحة، وآخر من يبقى في الحلبة بعد دخول جميع المشاركين يكون هو الفائز. يبلغ عدد المشاركين عادةً 30 مصارعًا، إلا أنه كان 40 مصارعًا في نسخة رويال رامبل 2011، و20 مصارعًا في النسخة الافتتاحية عام 1988. هناك قاعدة خاصة تُعرف باسم "قاعدة شون مايكلز"، والتي تم تسميتها بهذا الاسم بعد نسخة رويال رامبل 1995، عندما تم إلقاؤه خارج الحلبة لكنه تمسك بالحبال العلوية، ولم تلمس سوى قدم واحدة الأرض، مما سمح له بالبقاء في المباراة. يُقام كل عام نزال للرجال وآخر للسيدات، لكن أول نسخة رسمية للسيدات لم تُقام حتى عام 2018، حيث استخدمت القواعد نفسها الخاصة بنزال الرجال. يحصل الفائز في كل من النزالين على فرصة للمنافسة على لقب العالم في قسمه خلال مهرجان راسلمينيا، وهو الحدث السنوي الأضخم في WWE. في عرض أعظم رويال رامبل الذي أُقيم عام 2018، شارك 50 مصارعًا، وهي أكبر نسخة في تاريخ المباراة. يُعتبر ستون كولد ستيف أوستن المصارع الوحيد الذي فاز بالرويال رامبل ثلاث مرات.

### رويال سامبو (Royal Sambo)
تُقام نسخة رويال سامبو الخاصة باتحاد دراغون غيت حصريًا في العروض التي تُقام في صالة كوبه باليابان، حيث تُعد كوبه المقر الرئيسي للاتحاد. تتكون مباريات رويال سامبو عادةً من 10 إلى 16 مشاركًا، حيث يدخل مصارعان في كل مرة بفارق 60 ثانية، مع تداخل موسيقى دخول كل منهما عبر مكبرات الصوت. في حال كان عدد المشاركين فرديًا، يدخل آخر مصارع منفردًا. يمكن إقصاء المصارعين عبر الإطاحة بهم فوق الحبال العلوية، أو بالتثبيت، أو بالإخضاع. كما يمكن لمجموعة من المصارعين تثبيت أو إخضاع مصارع واحد في الوقت نفسه. غالبًا ما يتم تنظيم هذه المباراة بأسلوب كوميدي، أو يتم حجزها بحيث يكون هناك مصارع واحد بارز واضح للفوز، بينما يكون باقي المشاركين من ذوي المرتبة الأدنى في قائمة المصارعين.

### سكوير جو! (Square Go!)
سكوير جو! هو النزال الخاص باتحاد إينسين شامبيونشب ريسلنغ (ICW)، ويجمع بين عناصر رويال رامبل وموني إن ذا بنك، وهو مستوحى من مصطلح "سكوير جو" المستخدم في مدينة غلاسكو للإشارة إلى قتال الشوارع. يتنافس 30 مصارعًا في مباراة باتل رويال وفقًا لقواعد "رويال رامبل"، حيث يبدأ النزال بمصارعين يحملان الرقمين 1 و2، ثم يدخل المشاركون الآخرون واحدًا تلو الآخر كل دقيقتين. تتميز هذه المباراة بقانون خاص، حيث يحصل خمسة مشاركين على حق إحضار سلاح من اختيارهم معهم إلى الحلبة عند دخولهم. يتم إقصاء المصارعين عندما يتم رميهم فوق الحبال العلوية، على أن تلمس كلتا قدميهم الأرض. الفائز يحصل على حقيبة سكوير جو، والتي تمنحه فرصة لمنافسة بطل العالم في ICW في أي وقت وأي مكان يختاره خلال عام كامل، وهو ما يشبه إلى حد كبير مفهوم موني إن ذا بنك في WWE.

## المباريات القائمة على السلسلة
تتكون المباريات السلسلية من سلسلة من المواجهات بين نفس المصارعين، وقد تتبع نوعًا واحدًا من المباريات طوال السلسلة، أو تتنوع بين أنواع مختلفة في بعض المباريات أو جميعها. الشكل الأكثر شيوعًا لهذا النوع هو توسيع مفهوم السقوط الواحد ليشمل سلسلة من السقوطات.

### مباراة الأفضل في السلسلة (Best of Series match)
تتشابه مباراة "الأفضل في السلسلة" مع مباراة "سقوطين من أصل ثلاثة"، لكنها تمتد إلى خمسة أو سبعة مباريات، وتُقام عادةً على مدار عدة ليالٍ لاستمرار العداوة بين المصارعين بدلًا من إنهائها في ليلة واحدة.
إحدى النسخ الشائعة لهذا النوع هي "سلسلة أفضل خمسة"، حيث يتعين على المصارع الفوز في ثلاث مباريات لحسم السلسلة. على سبيل المثال، جون سينا هزم بوكر تي بنتيجة 3-2 ليفوز ببطولة الولايات المتحدة في WWE خلال عرض نو ميرسي 2004.
نسخة أخرى هي "سلسلة أفضل سبعة"، حيث يحتاج المصارع إلى الفوز في أربع مباريات ليحقق الانتصار في السلسلة. من أشهر الأمثلة على ذلك:
في 1998، خاض كل من كريس بنوا وبوكر تي سلسلة "أفضل سبعة" لتحديد المنافس الأول على بطولة WCW العالمية للتلفزيون.
في 2006، استأنف بنوا وبوكر تي سلسلة أخرى من أفضل سبعة للتنافس على بطولة الولايات المتحدة في WWE.
في 2016، انتهت سلسلة "أفضل سبعة" بين شيمس وسيزارو بنتيجة 3-3 عندما انتهت المباراة السابعة في عرض كلاش اوف شامبيونز دون فائز.
في 2022، واجه فريق ديث تراينغل (باك، بنتا إل زيرو مييدو، وري فينيكس) فريق ذا إيليت (كيني أوميغا، وذا يانغ باكس – مات جاكسون ونيك جاكسون) في سلسلة من المباريات على بطولة AEW للفرق الثلاثية العالمية.

### مباراة الجونتليت (Gauntlet Match)
تُعرف مباراة الجونتليت، والتي يُشار إليها أحيانًا باسم مباراة الاضطراب (Turmoil Match)، بأنها سلسلة سريعة من المباريات الفردية التي تُحسم بسقوط واحد. يبدأ المصارعان الأولان المواجهة، ويتم استبدال أي مصارع يتم إقصاؤه (بالتثبيت أو الاستسلام) بمصارع جديد، حتى يشارك العدد المحدد مسبقًا من المصارعين، ويُتوج آخر شخص صامد بالفوز. يمكن استخدام مباراة الجونتليت ضمن قصة درامية طويلة، مثل وضع مصارع محبوب (فيس) في مواجهة سلسلة من الخصوم التابعين لمصارع مكروه (هيل) قبل أن يواجهه شخصيًا. كان هذا النوع شائعًا في اتحاد WCW خلال أوائل التسعينيات. في بعض الأحيان، تتحول المباراة إلى مباراة غير متكافئة (واحد ضد ثلاثة أو واحد ضد أربعة)، حيث يواجه مصارع واحد فريقًا مكونًا من ثلاثة أو أربعة خصوم، لكن بعكس مباريات الفرق (مباريات التاغ)، فإن كل مصارع من الفريق المنافس يواجهه على انفراد حتى يتم إقصاء المصارع الوحيد، مما ينهي المباراة.
من أشهر الأمثلة على مباراة الجونتليت ما حدث في 23 سبتمبر 1999 في عرض سماكداون (WWE)، عندما عاقب فينس مكمان المصارع تريبل إتش بسبب تصرفاته ضد عائلة مكمان، وأجبره على خوض خمس مباريات جونتليت متتالية في ليلة واحدة، وهي مباراة "التشوك سلام" ضد ذا بيغ شو (الفائز هو من ينفذ حركة تشوك سلام أولًا)، مباراة تابوت غير متكافئة ضد فيسكيرا وميديون، مباراة الجحيم ضد كين، مباراة "غرفة المعدات" ضد مانكايند ومباراة "حبل الثور" ضد ذا روك.

#### مباراة "جونتليت الإقصائية" (Gauntlet Eliminator)
تُعد جونتليت الإقصائية نسخة معدلة من مباراة الجونتليت التقليدية، حيث يبدأ مصارعان في الحلبة، ثم يدخل مصارع جديد كل أربع دقائق حتى يشارك جميع المصارعين في المباراة. لا يمكن الإقصاء إلا بالتثبيت أو الاستسلام، والمصارع الأخير الصامد هو الفائز. أحد الأمثلة على هذه المباراة كان خلال الليلة الأولى من عرض NXT TakeOver: Stand & Deliver 2021، حيث تنافس كل من ليون رَف، إيزايا "سويرف" سكوت، برونسون ريد، ديكستر لوميس وإل إيه نايت.

#### مباراة "كازينو جونتليت" (Casino Gauntlet Match)
تُعد مباراة كازينو جونتليت نسخة معدلة أخرى من جونتليت الإقصاء، وتُقام تحت مظلة اتحاد AEW. يبدأ المصارعان الأولان المواجهة، بينما يدخل مصارعون جدد في فترات زمنية عشوائية حتى يصل العدد الإجمالي إلى 21 مصارعًا. يمكن إنهاء المباراة في أي وقت بالتثبيت أو الاستسلام داخل الحلبة، حتى قبل دخول جميع المشاركين. الجائزة الكبرى للفائز في هذه المباراة هي فرصة لمنافسة على بطولة كبرى في وقت لاحق.

#### مباراة جونتليت من أجل الذهب (Gauntlet for the Gold)
يستخدم اتحاد TNA نظام "جونتليت من أجل الذهب"، الذي يحمل اسمًا مشابهًا لمباراة الجونتليت ولكنه يختلف تمامًا عنها. في هذه المباراة، يدخل المصارعون على فترات منتظمة، ويتم إقصاؤهم عند رميهم فوق الحبال العلوية وسقوط كلتا القدمين على أرض الحلبة، تمامًا مثل مباراة رويال رامبل. عندما يتبقى مصارعان فقط، يتم تحديد الفائز من خلال التثبيت أو الاستسلام. ظهرت هذه المباراة لأول مرة في أول عرض شهري يحمل إسم NWA-TNA، حيث فاز بها كين شامروك بعد أن تغلب على ماليس في الجولة النهائية.

### مباراة الرجل الحديدي/الإمرأة الحديدية (Iron Man/Woman match)
تُعد مباراة الرجل الحديدي (أو الإمرأة الحديدية عندما تكون بين المصارعات) مباراة متعددة السقوط وتقام ضمن مدة زمنية محددة، والتي تكون عادةً 30 أو 60 دقيقة. يتم تحديد الفائز بناءً على عدد مرات الفوز خلال المدة الزمنية، والتي يمكن تحقيقها عبر التثبيت، الاستسلام، الإستبعاد (DQ)، أو العد خارج الحلبة. في حالة التعادل، يتم اللجوء إلى الوقت الإضافي بنظام "الموت المفاجئ" (Sudden-Death)، حيث يفوز أول مصارع يتمكن من تحقيق سقوط إضافي على خصمه. أمثلة شهيرة لمباريات "الرجل الحديدي" هي مباراة دولف زيغلر ضد سيث رولينز على بطولة القارات في عرض إكستريم رولز 2018، مباراة إم جي إف ضد براين دانيلسون على بطولة AEW العالمية في عرض AEW ريفولوشن 2023 ومباراة بريت هارت ضد شون مايكلز على بطولة WWE في عرض راسلمينيا 12. أما أول مباراة "إمرأة حديدية" فكانت بين بايلي وساشا بانكس في عرض NXT تيك أوفر: إحترام 2015.

#### مباراة "الرجل الحديدي – بلا قيود" (Anything Goes Iron Man Match)
تُعد هذه المباراة نسخة عنيفة من مباراة الرجل الحديدي، حيث تُلغى جميع القواعد التقليدية حيث لا توجد إستبعادات (DQ) ولا يوجد عد خارج الحلبة والتثبيت والاستسلام ممكنان في أي مكان. أحد أشهر أمثلة هذه المباراة كانت مواجهة جون سينا ضد راندي أورتن في عرض براغينغ رايتس (2009)، والتي استمرت لمدة 60 دقيقة.

#### معركة ملكة الرعد (Thunder Queen Battle)
تُعد معركة ملكة الرعد مزيجًا بين مباراة الفرق الزوجية (فرق التاغ) ومباراة الإمرأة الحديدية، وقد تم استخدامها في الإتحاد الياباني النسائي للمصارعة المحترفة. تتكون كل فرقة من 4 مصارعات، ويتواجه الفريقان لمدة 60 دقيقة. تبدأ المباراة بسلسلة من المباريات الفردية، حيث تتواجه كل مصارعة ضد خصمتها لمدة 5 دقائق، ليصل المجموع إلى 20 دقيقة. بعدها، يتحول اللقاء إلى مباراة فرق زوجية لمدة 40 دقيقة، الفريق الذي يحقق أكبر عدد من النقاط في نهاية الوقت المحدد هو الفائز.

#### مباراة الاستسلام المطلق (Ultimate Submission Match)
تُعد مباراة الاستسلام المطلق نسخة خاصة من "الرجل الحديدي"، حيث يكون الاستسلام هو الطريقة الوحيدة لتسجيل نقاط الفوز خلال المدة الزمنية المحددة. واحدة من أشهر مباريات الاستسلام المطلق كانت بين كريس بنوا وكيرت آنجل في عرض باكلاش 2001، حيث استمرت المباراة 30 دقيقة، ثم تم تمديدها بدقيقة و33 ثانية إضافية لحسم التعادل.

### مباراة ثلاث ضربات (Three Strikes match)
تُعد مباراة ثلاث ضربات (ويُشار إليها أحيانًا باسم "ثلاث ضربات: أنت خسرت") مباراة متعددة السقوط، حيث يجب على المصارع تحقيق ثلاثة انتصارات وفق ترتيب محدد قبل خصمه من أجل الفوز بالمباراة. الاسم مستوحى من لعبة البيسبول، حيث يشير مصطلح "Three Strikes" إلى أن اللاعب يُستبعد بعد ثلاث ضربات خاطئة. القواعد الشائعة للمباراة هي أنه يجب الفوز بالتثبيت أولًا ثم تحقيق فوز بالاستسلام وأخيرًا الفوز بالضربة القاضية (Knockout). تُقام المباراة دون إستبعادات ودون عد خارج الحلبة، مما يسمح للمصارعين باستخدام أي وسيلة لتحقيق الانتصارات الثلاثة. أبرز مثال على هذه المباراة عندما واجهت ديمانتيه المصارعة بيغ سوال في مباراة "ثلاث ضربات" خلال عرض AEW دارك بتاريخ 7 سبتمبر 2021.

### مباراة سقوطان من أصل ثلاثة (Two out of Three Falls Match)
مباراة سقوطان من أصل ثلاثة هي مباراة متعددة السقوط، حيث يجب على المصارع أو فريق المصارعة الفوز على الخصم مرتين بدلًا من مرة واحدة لتحقيق الانتصار، سواء بالتثبيت أو الاستسلام أو الإستبعاد أو العد خارج الحلبة. من أمثلة هذا النوع من المباريات مواجهة دانيال براين وشيمس في إكستريم رولز 2012، وكريس بينوا ضد كريس جيريكو في عرض سمرسلام 2000. كما أقيمت نسخة من هذه المباراة لفئة الفرق الزوجية في عرض بايباك 2015 بين فريق ذا نيو داي و فريق سيزارو وتايسون كيد على بطولة الفرق الزوجية لعرض راو.

#### مباراة بوابة السماء (Gate of Heaven)
مباراة بوابة السماء هي مباراة متعددة السقوط تُطبق على مباريات الفرق الزوجية. نشأت في اتحاد دراغون غيت، وكانت أول مباراة فيها عبارة عن مباراة فرق صارمة مع وجود حكمين لضمان التزام المصارعين بالتبديلات. أما المباراة الثانية فتُقام وفق قوانين دراغون غيت، وإذا لزم الأمر، تكون المباراة الثالثة بلا قيود، حيث يُسمح باستخدام الطاولات والسلالم والكراسي. يفوز الفريق الأول الذي يحقق انتصارين قبل خصمه.

#### مباراة ثلاث مراحل من الجحيم (Three Stages of Hell)
مباراة ثلاث مراحل من الجحيم هي مباراة متعددة السقوط، حيث يجب على المصارعين التنافس في ثلاثة أنواع مختلفة من المباريات، ويحتاج المصارع إلى تحقيق انتصارين قبل خصمه للفوز بالمباراة. لم تُقام هذه المباراة سوى خمس مرات في تاريخ WWE. كانت المواجهة الأولى في عرض نو واي آوت 2001 بين تريبل إتش وستيف أوستن، وانتهت بفوز تريبل إتش بنتيجة 2-1. كما أقيمت مباراة من هذا النوع في عرض أرماغيدون 2002 بين شون مايكلز وتريبل إتش على بطولة العالم للوزن الثقيل. أما أحدث نسخة من هذه المباراة فكانت في NXT TakeOver 36، حيث واجه آدم كول كايل أورايلي.

#### مباراة ثلاث درجات من الألم (Three Degrees of Pain)
مباراة ثلاث درجات من الألم هي مباراة هجينة تجمع بين نوعي "سقوطان من أصل ثلاثة" و*"القفص الفولاذي"، حيث يجب على المصارع تحقيق الانتصار وفق ترتيب معين قبل خصمه. الفوز الأول يكون بالتثبيت، والثاني بالاستسلام، وإذا لزم الأمر، يجب تحقيق الفوز الثالث عبر الهروب من القفص الحديدي. لم تُقام سوى نسختين من هذه المباراة في تاريخ TNA، وكانت كلتاهما بمثابة مباريات حاسمة لإنهاء العداوات.

## المباريات القائمة على الشروط المسبقة
تعد المباريات القائمة على الشروط الخاصة من أبرز الوسائل المستخدمة في المصارعة المحترفة لسرد القصص السيناريوهية وتعزيز الحبكات الدرامية. في كثير من الأحيان، يتم تنظيم هذه المباريات بهدف معاقبة الخاسر بطريقة معينة، مما يضيف عنصراً ترفيهياً وتشويقياً إلى الأحداث.

### مباراة "الساعة تدق منتصف الليل" (Clock Strikes Midnight match)
مباراة "الساعة تدق منتصف الليل" هي مباراة فردية يتم التنافس فيها وفق شروط متغيرة باستمرار، حيث تتغير قوانين المباراة بشكل عشوائي على فترات غير محددة. أقيمت هذه المباراة بين أليكسيز فالكون و نينا سامويلز خلال عرض سوبر سترونغ ستايل 16 لعام 2023، وشهدت تبدل الشروط بين عدة أنواع، مثل مباراة الطاولات، مباراة الدم الأول، مباراة الاستسلام، مباراة آخر إمرأة صامدة، ومباراة الموت.

### مباراة "إبكي يا طفل" (Crybaby match)
مباراة "إبكي يا طفل" هي مباراة فردية بقاعدة استثنائية، حيث يُجبر الخاسر على ارتداء ملابس طفل رضيع، بما في ذلك الحفاظة، كما يتعين عليه الرضاعة من زجاجة الأطفال. لم تُقام هذه المباراة سوى مرة واحدة فقط، وذلك خلال عرض في منزلك 6، حيث واجه 1-2-3 كيد المصارع ريزر رامون.

### مباراة السجن (Jailhouse match)
مباراة السجن هي مباراة فردية بقاعدة خاصة، حيث يُجبر الخاسر على قضاء الليلة في زنزانة أحد سجون نيويورك. اشتهرت هذه المباراة بأسلوبها العنيف، حيث شهدت مواجهة قوية بين ذا مونتي وبيغ بوس مان خلال عرض سمرسلام 1991. حاول ذا مونتي استخدام الصاعق الكهربائي، لكنه أخطأ، مما سمح لبيغ بوس مان بالفوز بعد تنفيذ ضربة "دبل ليج سلام" وتثبيته، ليتم تقييد ذا مونتي بالأصفاد من قبل الشرطة ونقله إلى السجن.
هناك نسخة معدلة من هذه المباراة تُعرف باسم "مباراة السجن - قتال الشوارع"، وهي مباراة قتالية بلا قوانين، حيث يفوز المصارع الذي يتمكن من إلقاء خصمه داخل قفص مغلق. تم تقديم هذا المفهوم لأول مرة خلال عرض NXT رودبلوك 2023، حيث تمكن توني دانجيلو من هزيمة ديجاك.

### مباراة قبّل قدمي (Kiss My Foot Match)
مباراة قبّل قدمي هي مباراة فردية بقاعدة استثنائية، حيث يجب على الخاسر تقبيل قدم الفائز العارية. من أشهر هذه المباريات مواجهة بريت هارت ضد جيري لولر خلال عرض ملك الحلبة عام 1995، وكذلك مباراة جيري لولر ضد مايكل كول في عرض أوفر ذا ليميت عام 2011. كما شهد عرض فوري رود لعام 2023 التابع لمنظمة مايجور ليغ ريسلينغ نسخة معدلة من هذا النوع تحت اسم "مباراة بلا قوانين - قبل قدمي" بين مات كاردونا ومانس وارنر

#### مباراة قبّل مؤخرتي (Kiss My Ass Match)
مباراة قبّل مؤخرتي هي مباراة فردية يتم فيها إجبار الخاسر على تقبيل مؤخرة الفائز العارية أمام الجمهور، وقد أصبحت شائعة خلال حقبة أتيتيود إيرا في WWE من أبرز الأمثلة على هذا النوع من المباريات مواجهة ذا روك ضد بيلي غن خلال عرض سمرسلام عام 1999، حيث تمكن ذا روك من الفوز. عاد هذا النوع من المباريات للظهور مرة أخرى في مواجهة شيمس ضد دولف زيغلر خلال عرض إكستريم رولز عام 2015، حيث تمت إعادة تسميتها إلى "Kiss Me Arse" لتعكس اللكنة الأيرلندية الخاصة بشيمس. انتهت المباراة بفوز زيغلر، إلا أن شيمس قام بالاعتداء عليه وأجبره على تقبيل مؤخرته وهو فاقد للوعي.

### مباراة الفرصة الأخيرة (Last Chance Match)
مباراة الفرصة الأخيرة تُعرف أيضًا باسم "مباراة افعلها أو مُت"، وهي مباراة على بطولة معينة يكون فيها التحدي الفرصة الأخيرة للمنافس؛ فإذا فشل في الفوز باللقب، يتم منعه من التحدي عليه مجددًا طالما أن البطل الحالي لا يزال محتفظًا باللقب. وفي بعض الحالات النادرة، قد يتم منع الخاسر من التحدي على اللقب مدى الحياة طالما بقي موظفًا في الشركة. على سبيل المثال، في الحدث الرئيسي لعرض Slammiversary XI، خسر ستينغ أمام البطل المدافع عن لقبه بولي راي في نسخة بلا قوانين من هذه المباراة، ووفقًا للشروط المسبقة، تم حظره نهائيًا من التحدي على بطولة TNA للوزن الثقيل بغض النظر عن هوية البطل المستقبلي. حدث موقف مشابه في عرض فول غير لعام 2019 التابع لـ AEW، حيث خسر كودي رودز أمام بطل AEW العالمي كريس جيريكو، مما منعه إلى الأبد من المنافسة على اللقب طالما ظل يعمل في AEW. كما خسر تايسون كيد مباراة فرصة أخيرة ضد أدريان نيفيل على بطولة NXT عام 2014، ونتيجة لذلك لم يتمكن من التحدي على اللقب مرة أخرى طوال فترة عمله مع WWE.
عادةً، يتم استخدام هذا النوع من المباريات كوسيلة لإنهاء العداوة بين البطل وأحد المتحدين. ومع ذلك، يمكن أن تُستخدم أيضًا لإبقاء نفس المصارع في سباق المنافسة على اللقب ضد أبطال مختلفين؛ حيث يمكن للمنافس الذي خسر مباراة الفرصة الأخيرة أن يتحدى بطلاً جديدًا فور فوز الأخير باللقب. على سبيل المثال، خسر درو ماكنتاير مباراة فرصة أخيرة أمام بوبي لاشلي على بطولة WWE، لكنه تحدى البطل الجديد بيغ إي بمجرد فوزه باللقب من لاشلي. في بعض الحالات، يمكن رفع الحظر عن المنافسة على اللقب بطرق أخرى، كما حدث عندما تمكن ستينغ من تحدي ماغنوس على بطولة TNA للوزن الثقيل في مباراة "لا قوانين – اللقب مقابل المسيرة" خلال عرض جينسيس (2014)، لكنه خسر المباراة.
قدمت AEW نسخة معدلة من مباراة الفرصة الأخيرة تحت اسم "مباراة تصفيات البطولة" (Championship Eliminator)، حيث إذا تمكن المنافس من هزيمة البطل، فإنه يحصل على فرصة مستقبلية للمنافسة على اللقب. أما إذا خسر، فإنه يُمنع من التحدي على اللقب طالما ظل البطل الحالي محتفظًا به.

### مباراة الخاسر يغادر المدينة (Loser Leaves Town Match)
"الخاسر يغادر المدينة" هو مصطلح عام لأي مباراة يكون فيها الخاسر مجبورًا على مغادرة الاتحاد أو القسم الفرعي الحالي. كانت هذه المباريات تُقام بكثرة خلال "عصر الأقاليم"، عندما كان المصارعون ينتقلون باستمرار من اتحاد إلى آخر. في WWE، أصبحت أكثر شيوعًا خلال فترة تقسيم العلامات التجارية، حيث يغادر المصارع الخاسر عادةً إلى العلامة التجارية الأخرى (رو أو سماكداون). كما تُستخدم أحيانًا كوسيلة لإبعاد مصارع عن الشاشة لفترة من الزمن لمنحه إجازة.

### مباراة الخاسر يرتدي بدلة دجاج (Loser Wears A Chicken Suit Match)
في هذه المباراة الفردية، يكون على المصارع الخاسر ارتداء بدلة دجاج إما مباشرة بعد المباراة أو في حدث لاحق. على سبيل المثال، اضطر الكولونيل روبرت باركر إلى ارتداء بدلة دجاج في حلقة WCW ليلة السبت بتاريخ 29 يناير 1994، وذلك بعد خسارته أمام براين بيلمان في عرض كلاش أوف ذا تشامبينس XXVI.

### مباراة الخاسر يرتدي فستانًا (Loser Wears Dress Match)
في هذه المباراة الفردية، يتوجب على الخاسر ارتداء فستان نسائي لفترة مؤقتة بعد انتهاء المباراة. يتم الفوز بالمباراة عبر التثبيت أو الإخضاع. مثال على هذا النوع من المباريات كان في عرض سولد آوت (1999)، حيث واجه كريس جيريكو خصمه بيري ساتورن، وانتهت المباراة بفوز جيريكو، مما أجبر ساتورن على ارتداء الفستان.

### مباريات الرهان (Luchas de Apuestas)
مباريات Luchas de Apuestas، والتي تعني باللغة العربية "مباريات القمار"، هي مباريات يراهن فيها كلا المصارعين على شيء محدد، مثل القناع أو الشعر، بناءً على نتيجة النزال. الخاسر يُجبر على التخلي عن رهانه، إما عن طريق نزع قناعه علنًا أو حلق رأسه بالكامل. في بعض الحالات، يمكن للمصارع أن يراهن على شيء لا يخصه شخصيًا، ولكن تُطبق نفس القاعدة في حال خسارته.
تتمتع هذه المباريات بتاريخ عريق في المصارعة المكسيكية، وعند خسارة القناع، قد يتم الإعلان عن الاسم الحقيقي للمصارع ونشر معلوماته الشخصية. كإهانة إضافية، يمكن إجبار الخاسر على تسليم قناعه بيديه إلى الفائز. أكثر الرهانات شيوعًا هي أقنعة المصارعين المقنعين أو شعر المصارعين غير المقنعين، وتُقام هذه المواجهات في صيغ مختلفة، مثل قناع ضد قناع (بالإسبانية: Máscara contra Máscara)، قناع ضد شعر (Máscara contra Cabellera) و شعر ضد شعر (Cabellera contra Cabellera).
في جميع أنحاء المكسيك، إذا خسر أحد المصارعين قناعه، لا يُسمح له بالظهور بنفس الشخصية المقنعة مجددًا. بالإضافة إلى الأقنعة والشعر، يمكن أيضًا المراهنة على الألقاب أو المسيرة المهنية (كمباراة اعتزال) ضمن أي صيغة من هذه المباريات.

#### مباراة المكافأة (Bounty Match)
يمكن استخدام القناع أيضًا كهدف في مباراة مكافأة، حيث تكون المباراة فردية أو سلسلة من النزالات التي يتم فيها تقديم مكافأة لمن يتمكن من إزالة قناع مصارع معين. يمكن أيضًا استخدام هذه المباراة للتغلب على خصم مستهدف أو إبعاده عن المنافسة بمقابل مكافأة معينة، سواء تم الإعلان عن قيمة الجائزة أو لم يتم الكشف عنها. من الأمثلة على مباراة المكافأة على القناع كان عندما وضع باري ويندهام مكافأة على براين بيلمان الطائر بعد أن استمر في الظهور تحت شخصية "الكلب الأصفر"، مما سمح له بمواصلة المصارعة رغم خسارته في مباراة "الخاسر يغادر".

### مباراة الحركة الخاصة (Move Match)
تهدف مباراة الحركة الخاصة إلى تنفيذ حركة محددة أولًا. عادةً ما يتم اختيار الحركة القاضية أو المميزة لأحد المصارعين، ولكن في بعض الحالات، يتم اختيار حركة عامة يصعب تنفيذها على كلا المصارعين. تحمل المباراة عادةً اسم الحركة المستهدفة إذا كان كلا المصارعين يحاولان تنفيذ حركتهما القاضية للفوز. واحدة من أشهر هذه المباريات كانت تحدي السوبلكس الذي نظمه "يوكوزونا"، والذي فاز به ليكس لوغر. مثال آخر هو تحدي السوبلكس بقيمة 15,000 دولار بين أندريه العملاق وبيغ جون ستد في أول نسخة من ريسلمانيا. كما أنشأ كريس ماسترز تحديًا مشابهًا عُرف بـ "تحدي ماسترلوك". كما أقيمت مباراة تحدي الشوكسلام بين بيغ شو وتريبل إتش في عرض سماكداون عام 1999. ومن الأمثلة الأخرى على هذا النوع من المباريات مباراة "تحدي ستينك فيس"، حيث يفوز أول من ينفذ حركة "ستينك فيس" على خصمه.

#### مباراة الحركة المحظورة (Banned Move Match)
هي مباراة فردية يتم فيها منع أحد المصارعين أو كلاهما من استخدام حركته القاضية، وإلا سيتم استبعاده. في بعض الحالات، لا يتعرض أحد المصارعين للاستبعاد إذا استخدم الحركة لتحقيق أفضلية غير عادلة. تُستخدم هذه القاعدة عادةً في النزالات بين مصارعين يستخدمان نفس الحركة القاضية أو حركات متشابهة، وفي هذه الحالات، قد يتم إضافة شرط يمنع الخاسر من استخدام هذه الحركة مرة أخرى. غالبًا ما تجبر هذه المباريات المصارع الممنوع من حركته على ابتكار أساليب جديدة للفوز بالمباراة. أحد الأمثلة على هذه المباريات كان في عرض إكستريم رولز 2015، حيث تواجه سيث رولينز وراندي أورتن داخل قفص حديدي، وتم حظر حركة RKO الخاصة بأورتن. مثال آخر كان في عرض AEW آل آوت 2020، حيث دافع جون موكسلي عن لقبه أمام إم جي إف، وكان محظورًا عليه استخدام حركته القاضية "بارادايم شيفت"، إلا أنه نفذها عندما كان الحكم مشتتًا.

### مباراة الاعتزال (Retirement Match)
يمكن أن تُطبق قاعدة الاعتزال على مصارع واحد أو على كلا المتنافسين، بحيث يكون النزال رهانًا على مسيرتهما المهنية. (إلا أنه من الناحية العملية، قد يعود بعض المصارعين إلى الحلبة لاحقًا، سواء داخل الاتحاد نفسه أو خارجه، رغم أنهم اعتزلوا رسميًا بعد المباراة). من أبرز الأمثلة على هذه المباريات هي مباراة شون مايكلز ضد ريك فلير في راسلمينيا 24، حيث كانت مسيرة فلير على المحك، شون مايكلز ضد الأندرتيكر في راسلمينيا 26، حيث أجبر الأندرتيكر شون مايكلز على الاعتزال بعد هزيمته. بشكل عام، يمكن أيضًا استخدام مصطلح "مباراة الاعتزال" للإشارة إلى آخر نزال في مسيرة مصارع أسطوري، حيث تكون المباراة بمثابة لحظة وداع مميزة لمسيرته المهنية. مثال على ذلك كان مباراة اعتزال ستينغ في عرض ريفولوشن 2024.

### أدر العجلة، اصنع القرار (Spin the Wheel, Make the Deal)
تم تقديم مفهوم "أدر العجلة، اصنع القرار" لأول مرة في اتحاد WCW خلال حدث هالووين هافوك 1992، حيث تم استخدامه لتحديد شروط المباراة بين ستينغ وجيك روبرتس. ورغم أن هذا المفهوم ليس نوعًا محددًا من المباريات، إلا أنه يقوم على تدوير عجلة حظ تحتوي على مجموعة من أنواع المباريات المختلفة، وعند توقف العجلة، يتم تطبيق نوع المباراة الذي تم اختياره عشوائيًا. تم إعادة استخدام الفكرة في اتحاد TNA تحت اسم "عجلة ديكسي"، كما أعيد تقديمها في WWE باسم "رو روليت". ومنذ عام 2020، أعادت WWE إحياء "أدر العجلة، اصنع القرار" ضمن عروض هالووين هافوك، والتي أصبحت جزءًا من علامة NXT.

## مباريات نزع الملابس
في هذا النوع من المباريات، لا يكون الفوز عبر التثبيت أو الإخضاع، بل يجب على المصارع تجريد خصمه من ملابسه حتى يكون الفائز. تاريخيًا، كانت هذه المباريات تُقام بين المدراء أو المساعدين، وذلك لكونهم لا يمتلكون مهارات قتالية عالية. ومع ذلك، خلال عصر الأتيتيود في WWE، بدأت المصارعات الكاملات (المعروفات سابقًا باسم ديفاز) بالمشاركة في هذه المباريات لإثارة الجماهير.

### مباراة حمالات الصدر والسراويل الداخلية (Bra and Panties Match)
تُقام مباراة حمالات الصدر والسراويل الداخلية بين أي عدد من المصارعات، حيث تفوز أول مصارعة تقوم بتجريد خصمتها حتى تبقى مرتدية حمالة الصدر والسروال الداخلي فقط. في WCW، أقيمت مباراة مشابهة أطلق عليها "مباراة ROTC"، حيث كانت المصارعات يرتدين ملابس عسكرية مموهة، وكان الهدف هو تمزيق الزي العسكري عن الخصم. اسم المباراة كان لعبة على الأحرف الأولى من مصطلح (Reserve Officers' Training Corps - ROTC)، ولكن في هذه الحالة، كان يعني "مزّق الملابس المموهة" (Rip Off The Camouflage). تشتهر المصارعة توري ويلسون بكونها واحدة من أكثر المصارعات مشاركة في هذا النوع من المباريات، حيث تنافست في معظم هذه النزالات.
أما في اتحاد إكستريم برو ريسلنغ، فقد تم التوسع في الفكرة من خلال إقامة مباراة "عارية تمامًا" (Buck Naked Match)، حيث كان الهدف تجريد الخصم بالكامل من ملابسها. لكن لم تُقام سوى مباراة واحدة من هذا النوع، حيث تم إطفاء الأضواء قبل ظهور أي عري حقيقي على الحلبة.

### مباراة فستان السهرة (Evening Gown Match)
تشبه هذه المباراة مباراة حمالات الصدر والسراويل الداخلية، لكن الهدف هنا هو تمزيق المصارعة فستان السهرة عن خصمتها بدلًا من نزع الملابس العادية أو زي المصارعة.

### مباراة البدلة السوداء (Tuxedo Match)
تُقام مباراة البدلة السوداء بين مصارعين ذكور يرتديان بدلات رسمية، ويكون الهدف للفوز هو تجريد الخصم من بدلته السوداء بالكامل.

## مباراة الاستسلام (Submission Match)
هي مباراة فردية يُحظر فيها الفوز عبر التثبيت أو العد الخارجي أو الاستبعاد، حيث يكون الفوز فقط من خلال إجبار الخصم على الاستسلام عبر حركة إخضاع تجعله يربت على الحلبة معلنًا استسلامه.

### مباراة إلقاء المنشفة (Throw in the Towel Match)
تُعرف هذه المباراة أيضًا باسم "مباراة قواعد عدم الاستسلام" في اتحاد TNA. في هذا النوع من المباريات، يكون لكل مصارع واحد أو أكثر من المساعدين في زاويته، ويكون الفوز عندما يقوم أحد المساعدين بإلقاء المنشفة داخل الحلبة، مما يشير إلى استسلام المصارع الذي يدعمه. من أشهر أمثلة هذه المباراة: المواجهة بين بوب باكلاند (مع أوين هارت كمدربه) ضد بريت هارت (مع ذا بريتيش بولدوغ كمدربه) في عرض سرفايفر سيريس 1994.

### مباراة "إستخدم أي طريقة متاحة" (Catch-as-Catch Can Match)
هذه المباراة مستوحاة من المصارعة التقليدية، حيث يُسمح بأي حركة إخضاع طالما أنها لا تهدف إلى إلحاق إصابة خطيرة بالخصم، وتعتمد بشكل كبير على أسلوب المصارعة الأولمبية والمصارعة التقنية. هناك نسخة معدّلة من هذه المباراة، حيث يُسمح بالفوز إذا خرج أحد المصارعين من الحلبة أو أُجبر على ذلك، مما يجعلها مشابهة جزئيًا لمباريات الباتل رويال. من أشهر المباريات من هذا النوع، المواجهة بين دين مالينكو وبيلي كيدمان في عرض WCW سولد آوت 2000، حيث خسر مالينكو في أقل من دقيقتين بعد أن نسي القواعد وخرج من الحلبة أثناء محاولته تفادي هجوم كيدمان.

### مباراة "أنا أستسلم" (I Quit Match)
هي مباراة فردية حيث يجب على أحد المصارعين إجبار خصمه على الاستسلام من خلال نطق عبارة "أنا أستسلم" في الميكروفون للفوز بالمباراة. تُقام هذه المباراة وفقًا لقواعد الهاردكور، مما يعني عدم وجود استبعادات أو عد خارجي، ويمكن أن يحدث الاستسلام في أي مكان. أثناء النزال، يحمل الحكم ميكروفونًا ويتبع المصارعين لسماع استسلام أحدهما.

#### مباراة "أنا أحترمك" (I Respect You Match)
تشبه هذه المباراة مباراة "أنا أستسلم" من حيث عدم وجود قواعد أو قيود، إلا أن الهدف هنا هو إجبار الخصم على الاعتراف بالاحترام. لكي يفوز أحد المصارعين، يجب أن يُلحق بخصمه ضررًا جسديًا شديدًا لدرجة تدفعه إلى قول "أنا أحترمك" في الميكروفون. أقيمت هذه المباراة مرة واحدة فقط في عرض WCW سوبربرول 6 عام 1996، وكانت آخر مباراة لـ براين بيلمان في WCW، حيث واجه ذا تاسك ماستر في مباراة "أنا أحترمك". لكن بيلمان فاجأ الجميع بكسر مبدأ "الكاي فايب" (kayfabe) عندما قال في الميكروفون: "أنا أحترمك، أيها الكاتب!" (في إشارة إلى أن المصارع كيفن سوليفان كان كاتب السيناريوهات في WCW)، ثم غادر الحلبة بشكل مفاجئ.

### مباراة الاستسلام في أي مكان (Submission Count Anywhere Match)
هي نسخة معدلة من مباراة الاستسلام ومباراة التثبيت في أي مكان، حيث يكون الفوز عبر إجبار الخصم على الاستسلام، لكن يمكن أن يحدث الاستسلام في أي مكان داخل أو خارج الحلبة. لا يُسمح بالتثبيت، ولا توجد استبعادات أو عد خارجي. تم تقديم هذه المباراة لأول مرة في عرض بريكينغ بوينت 2009 بين فريق دي-جينرايشن إكس ضد فريق ذا ليغاسي، وكانت مباراة فرق حيث يمكن لأي مصارع إجبار خصمه على الاستسلام في أي موقع. هذه المباراة لم تُقام إلا مرة واحدة في تاريخ WWE.

## مباراة المادة (Substance Match)
تُقام هذه المباراة داخل حاوية كبيرة مملوءة بمادة معينة، وغالبًا ما يكون المتنافسان امرأتين قد تكونان أو لا تكونان ذوات خبرة في المصارعة. تختلف المواد المستخدمة، حيث قد تشمل الطين أو الحليب بالشوكولاتة، كما تُستخدم مواد خاصة بالمناسبات مثل المرق في عيد الشكر أو شراب البيض في عيد الميلاد.
أحد أبرز الأمثلة على هذا النوع من المباريات كانت مباراة "فوضى الميموزا" (Mimosa Mayhem) التي أقيمت بين كريس جيريكو وأورانج كاسيدي في عرض آل آوت 2020 التابع لـ AEW. في هذه المباراة، كان الفوز ممكنًا فقط عبر التثبيت، الاستسلام، أو إلقاء الخصم في وعاء ضخم من الميموزا. على عكس المباريات التقليدية، كان هذا النوع مناسبًا لشخصيات المصارعين، حيث كان جيريكو يروج لعلامته التجارية الخاصة من الشمبانيا، بينما كان كاسيدي يحمل لقب "عصير طازج" كجزء من شخصيته، وهو ما كان يستخدمه سابقًا في الحلبات المستقلة عبر بصق عصير البرتقال في أعين خصومه.
مثال آخر لهذا النوع من المباريات هو مباراة "بودينغ الشوكولاتة"، حيث هزمت كانديس ميشيل منافستها ميلينا في مباراة جرت داخل وعاء مليء ببودينغ الشوكولاتة.

### مباراة حمام الدم (Blood Bath Match)
هي مباراة بلا استبعادات، حيث يكون الفائز هو أول من يُغطي خصمه بالكامل بسائل دموي من وعاء يُسكب عليه. أقيمت مباراة من هذا النوع في عرض WWE رو في أغسطس 1999 بين إيدج وغانغريل، وهما عضوان سابقان في فريق "ذا برود".

### مباراة الطين (Mud Match)
تعد مباراة الطين من أشهر مباريات المواد، حيث يتصارع المصارعون داخل حلبة مملوءة بالطين، وعادة ما تُقام بعيدًا عن الحلبة الرسمية. غالبًا ما تُشارك النساء في هذه المباريات، مع بعض الاستثناءات لمشاركة الرجال.

### مباراة حظيرة الخنازير (Hog Pen Match)
هي نسخة من مباراة الطين، لكنها تُقام داخل حظيرة خنازير حقيقية في مزرعة، وغالبًا ما تكون مملوءة بالطين ومخلفات الخنازير. أقيمت واحدة من أبرز هذه المباريات في عرض "في منزلك 5" عام 1995 بين تريبل إتش وهنري أو. غودوين. الهدف الوحيد للفوز هو رمي الخصم داخل حظيرة الخنازير أولًا.

## مباريات الفرق
تُقام المباريات في كثير من الأحيان بين فريقين أو أكثر، وعادةً ما يتكون كل فريق من عضوين اثنين. يمكن أن تتنوع مباريات الفرق بين مواجهة بين فريقين فقط، أو بين عدة فرق تتحدى بعضها البعض.

### مباراة فرق التاغ (Tag Team Match)
في معظم الحالات، يشارك عضو واحد فقط من الفريق داخل الحلبة، بينما يقف زميله خلف الحبال منتظرًا دوره. يتم التبديل بين الأعضاء عبر "التاغ"، والذي يكون عادةً بمصافحة اليد بطريقة الهاي فايف أو لمسة سريعة. ولهذا السبب، يُطلق على هذه الفرق اسم "فرق التاغ تيم". يؤدي هذا النوع من المباريات إلى تصاعد التوتر، حيث يحاول المصارع المصاب في الحلبة الوصول إلى زميله لإجراء التبديل، في حين يعمل الفريق المنافس (خاصةً إذا كانوا من "الهيل" - الشخصيات الشريرة) على منعه من الوصول. تُحسم مباريات التاغ تيم عادةً بنفس القوانين الأساسية للمصارعة، حيث تنتهي بالفوز عبر التثبيت، الاستسلام، العدّ الخارجي، أو الاستبعاد. لمباريات التاغ تيم وجود في الملاكمة وفنون القتال المختلطة أيضًا.
تمتلك معظم الاتحادات بطولة فرق التاغ تيم مخصصة لفريق مكون من مصارعين اثنين. وفي بعض الحالات النادرة، يُسمح لحلفاء الفريق البطل بالدفاع عن اللقب بدلًا من الأعضاء الأصليين، وذلك بموجب "قاعدة الطائر الحر". ورغم أن هذا شائع في المصارعة المكسيكية (لوتشا ليبره)، إلا أن اتحاد WCW كان يمتلك في فترة من الفترات بطولة خاصة بالفرق الثلاثية. أما في WWE، فقد شهدت المنافسات إقامة مباريات فرق ثلاثية (Triple Threat Tag Team Match) ورباعية (Fatal Four-Way Tag Team Match) بين فرق التاغ تيم. تتضمن مباراة فرق التاغ الثلاثية (المعروفة باسم مباراة الفرق الثنائية المثلثية في WCW) ثلاثة فرق حيث يكون أحد أعضاء الفريقين في الحلبة ويمكنه أن يلمس شريكه أو أحد أعضاء الفريق الثالث. يفوز بالمباراة أول فريق لديه منافس نشط يفوز بالتثبيت أو الإستسلام
مباراة التاغ تيم الرباعية (Tag Team Four Corners Match) تُعرف أيضًا باسم "مباراة التاغ تيم الرباعية المميتة (Tag Team Fatal Four-Way Match)"، وهي إحدى التعديلات الشائعة حيث تبدأ المباراة بأربعة فرق، كل منها متمركز في زاوية الحلبة، بينما يكون مصارعان فقط نشطين داخل الحلبة. يمكن للمصارعين في الحلبة التبديل مع زملائهم أو حتى مع أي مصارع من فريق آخر لم يدخل بعد. يُعتبر وجود عضو من الفريق داخل الحلبة ميزة كبيرة، حيث لا يمكن الفوز إلا إذا كان أحد أعضاء الفريق نشطًا داخل المباراة. الفريق الفائز هو الفريق الذي يتمكن أحد أعضائه من تحقيق التثبيت أو الاستسلام. من الأمثلة على مباريات التاغ تيم الرباعية هي مباراة أربعة فرق على بطولة WWE لفرق السيدات في عرض ستاركيد 2019.
تعديل آخر لمباراة التاغ تيم الرباعية يتميز بوجود أربعة مصارعين في الحلبة في آنٍ واحد، بحيث يكون كل مصارع من فريق مختلف، بينما يقف زملاؤهم على الحافة في انتظار التبديل. الفريق الفائز هو الذي يتمكن أحد أعضائه من تحقيق التثبيت أو الاستسلام. من الأمثلة على هذا النوع من المباريات أقيمت وفق هذا النظام على بطولة سماكداون للفرق الزوجية في عرض كلاش أوف شامبيونز 2017.
في بعض الأحيان، تتكون الفرق من ثلاثة أو أربعة أو حتى خمسة أعضاء في مباريات غير إقصائية. وغالبًا ما يتم تسمية هذه المباريات بناءً على عدد المشاركين والجنس. مباراة التاغ تيم الثلاثية تعرف أيضًا باسم "مباراة التريوس (Trios Match)" في اتحاد AEW، وهي مباراة يتكون فيها كل فريق من ثلاثة أعضاء. أمثلة على هذا النوع من المباريات في إيليمينيشن شمبر 2014، تمكن فريق عائلة وايت من هزيمة فريق الدرع في مباراة تاغ تيم ثلاثية.

#### مباراة التاغ تيم الإعصارية (Tornado Tag Team Match)
مباراة التورنادو تاغ تيم تُعرف أيضًا باسم "إعصار تكساس"، وهي مباراة تُقام وفق قواعد الهاردكور، حيث يُسمح لجميع المصارعين بالتواجد داخل الحلبة وخارجها والمنافسة في نفس الوقت. ونتيجة لذلك، يكون جميع المصارعين معرضين لخطر التثبيت أو الإخضاع في أي لحظة. هناك جدل حول ما إذا كانت هذه المباراة تصنَّف كمباراة تاغ تيم حقيقية، حيث لا يوجد فيها نظام التبديل التقليدي (Tagging)، ومع ذلك، يتم التنافس فيها بين فرق التاغ تيم. أول مباراة من هذا النوع أقيمت في 2 أكتوبر 1937 في هيوستن، حيث واجه ميلو ستاينبورن وويسكرز سافاج فريق تايجر داولا وفاضل عبد الله محمد. تم ابتكار هذا النوع من المباريات على يد المروج موريس سيغل. من الأمثلة الشهيرة في عرض Extreme Rules 2013، تحدى فريق ذا شيلد (رومان رينز & سيث رولينز) فريق هيل نو (دانيال براين & كين) على بطولة التاغ تيم في WWE.
مباراة الفوضى في الحلبة يُعتبر نسخة حديثة من مباراة التاغ تيم الإعصارية، وقد تم تقديمه بواسطة اتحاد AEW تحت اسم "فوضى في الحلبة". أقيمت هذه المباراة ثلاث مرات في عرض "دبل أور نوثينغ" السنوي في كل من 2022 حيث تواجه فريق جمعية تقدير جيريكو (كريس جيريكو دانييل غارسيا, جاك هاغر, أنجيلو باركر, مات مينارد) وهزم فريق بلاكبول كومبات كلوب (برايان دانييلسون، جون موكسلي)، إيدي كينغستون، سانتانا وأورتيز عن طريق الإخضاع الفني (Technical Submission). وفي عام 2023, حيث فاز فريق بلاكبول كومبات كلوب (برايان دانييلسون, جون موكسلي, كلاوديو كاستانولي, ويلير يوتا) على فريق النخبة (كيني أوميغا, مات جاكسون, نيك جاكسون, "هانغ مان" آدم بيج) عن طريق التثبيت. وفي عام 2024, فاز فريق النخبة (ماتيو جاكسون, نيكولاس جاكسون, كازوجيكا اوكادا, جاك بيري) على فريق داربي آلين، فريق FTR (داكس هاروود & كاش ويلير)، وبراين دانيلسون عن طريق التثبيت.

### مباراة التاغ تيم بنظام الإقصاء (Elimination Tag Team Match)
تُقام مباريات التاغ تيم أحيانًا وفق قواعد الإقصاء، مما يعني أنه عند خسارة أحد المصارعين، يتم إقصاؤه من المباراة، لكن فريقه يمكنه الاستمرار بالمنافسة حتى يتم إقصاء جميع أعضائه. يمكن أن تتنافس في المباراة ثلاثة أو أربعة فرق تاغ تيم في نفس الوقت كما يمكن لأي مصارع أن يطلب التبديل (Tag) من أي مصارع آخر في فريقه.
في WWE، تُستخدم هذه القواعد بشكل رئيسي في عرض سرفايفر سيريس، حيث تُعرف هذه المباريات باسم "مباراة سلسلة الناجين" (سرفايفر سيرييس). عادةً ما تضم الفرق أربعة أو خمسة مصارعين، لكن في بعض الحالات، قد يصل العدد إلى سبعة. في عروض المصارعة المكسيكية (لوتشا ليبره)، يوجد نوع مشابه يُعرف باسم "Torneo Cibernetico"، حيث يشارك ما يصل إلى ثمانية مصارعين من كل فريق ويدخلون المباراة بترتيب محدد مسبقًا.

#### مباراة سقوط القائد (Captain’s Fall Match)
هي مباراة إقصاء تاغ تيم مكونة من أربعة مصارعين في كل فريق، ويُحدد لكل فريق قائد. الهدف الرئيسي هو تحقيق التثبيت أو الإخضاع ضد قائد الفريق الخصم للفوز بالمباراة. يمكن أن تحدث الإقصاءات خلال المباراة، ولكن الفريق لا يخسر إلا إذا تم إقصاء قائده. لم تُلعب هذه المباراة سوى مرة واحدة في تاريخ WWE، وذلك في عرض 205 Live بتاريخ 20 أغسطس 2019، حيث تنافس فريق درو غولاك ضد فريق لوركان.

#### مباراة فوضى التاغ تيم (Tag Team Turmoil)
تُعد نسخة أخرى من مباراة التاغ تيم بنظام الإقصاء، ولكنها تعمل بنفس طريقة مباراة الغونتليت. تبدأ المباراة بوجود فريق في كل زاوية من زوايا الحلبة الأربعة. عند إقصاء أحد الفرق، يدخل فريق جديد إلى المباراة ليحل محله. تستمر المباراة حتى يتم إقصاء جميع الفرق، ويبقى فريق واحد فقط فائزًا. هناك خمس مباريات فقط في العروض المدفوعة اللتي لعبت بها هذا النوع من المباريات وهم سمر سلام (1999)، أرماغيدون (2003)، نايت أوف شامبيونز (2010)، العرض التمهيدي لـ نايت أوف شامبيونز (2013) و إيليمينيشن شامبير (2017). أستخدمت أيضا في حلقة NXT بتاريخ 31 مايو 2011، ولكن بفرق تتكون من مصارع محترف ومتدرب من NXT، وكان الفريق الفائز يحصل على 3 نقاط استرداد. في حلقة رو بتاريخ 8 مايو 2017، حصل الفريق الفائز على فرصة لمنافسة مات وجيف هاردي على بطولة التاغ تيم في عرض رو.

#### مباراة التحمل النهائي (Ultimate Endurance Match)
هذه المباراة مرتبطة بشكل رئيسي باتحاد رينغ أوف هونر، وهي مباراة تاغ تيم بنظام الإقصاء، لكنها تختلف بكونها تتضمن تغييرات في القواعد خلال المباراة. تتكون من 3 إلى 4 فرق تاغ تيم، حيث يضم كل فريق عضوين. تبدأ المباراة بمجموعة معينة من القواعد الخاصة. عند إقصاء أحد الفرق، يتم تغيير القواعد إلى نوع آخر من المباريات، مثل مباراة بلا قوانين أو مباراة طاولات. هذه التعديلات محددة مسبقًا ولا تقتصر على نوع معين من القواعد.

### مباراة التاغ تيم المختلطة (Mixed Tag Team Match)
هي مباراة تاغ تيم مختلطة بين الجنسين، حيث يتكون كل فريق من رجل وامرأة، ولكن المصارعون لا يتصارعون ضد الجنس الآخر. يُسمح فقط للمصارعين من نفس الجنس بالتنافس ضد بعضهم البعض. إذا قامت مصارعة بالتبديل مع شريكها الذكر، يجب عليها مغادرة الحلبة، ويدخل المصارع الذكر بدلًا منها، وينطبق العكس أيضًا. تُقام المباراة وفق القواعد القياسية للمصارعة دون استثناءات خاصة. تم تقديم بطولة "تحدي المباريات المختلطة" (Mixed Match Challenge) لأول مرة في 16 يناير 2018، حيث فاز فريق ذا ميز وأسوكا بالموسم الأول، بينما فاز آر تروث وكارميلا بالموسم الثاني. حصل الفائزان في الموسم الثاني على المركز رقم 30 في مباراة الرويال رامبل 2019، بالإضافة إلى إجازة فاخرة مدفوعة التكاليف بالكامل.

#### مباراة التاغ تيم بين الجنسين (Intergender Tag Team Match)
تشبه هذه المباراة مباراة التاغ تيم المختلطة ولكن مع اختلاف جوهري، حيث يُسمح للمصارعين الرجال والنساء بالتنافس ضد بعضهم البعض داخل الحلبة، وليس فقط ضد نفس جنسهم. يتكون كل فريق من رجل وامرأة، ولكن يُسمح للرجال بمصارعة النساء داخل الحلبة. تُقام المباراة غالبا وفق قواعد التورنادو تاغ تيم، أي أن جميع المصارعين يكونون نشطين في المباراة في نفس الوقت دون الحاجة للتبديل. ازداد استخدام هذا النوع من المباريات في أوائل الألفينات، واشتهر بشكل كبير بفضل فريق تيم إكستريم خلال عصر الأتيتيود.

### مباراة تدافع الملعب/فوضى في الساحة (Stadium Stampede / Anarchy in the Arena match)
مباراة تدافع الملعب هي نوع من مباريات التاغ تيم الهجينة التي تجمع بين عناصر القتال في مواقع متعددة والمباريات السينمائية، وقد نشأت في AEW. أُقيمت هذه المباراة مرتين خلال عرض دبل أور نوثينغ تحت هذا الاسم، وثلاث مرات تحت اسم فوضى في الساحة، بالإضافة إلى مرة واحدة في عرض أول إن لندن، ليصل إجمالي عدد هذه المباريات إلى ست. عند إقامتها في أماكن مغلقة، يتم تسميتها فوضى في الساحة. تتميز هذه المباراة بمشاركة 10 مصارعين في مواجهة 5 ضد 5، حيث يكون كل فريق مكوّنًا من خمسة مصارعين ينتمون إلى فريق أو تحالف محدد داخل AEW. تعتبر هذه المباراة عنيفة ودموية وتُقام وفق قواعد الهاردكور، حيث تبدأ المواجهة داخل حلبة في منتصف الاستاد أو الصالة، ثم تمتد إلى بيئات مختلفة مثل الحانات، مناطق التحميل، والمكاتب. في نسخة 2020، أُقيمت المباراة بالكامل داخل استاد TIAA Bank Field الفارغ، حيث تنقّل المصارعون في جميع أنحاء الاستاد. أما في 2021، فقد بدأ القتال في الاستاد الفارغ، ثم انتقل إلى المسرح الخارجي "Daily’s Place" حيث كان هناك حضور جماهيري، وانتهت المباراة في الحلبة هناك. أول نسخة داخلية من المباراة جرت تحت اسم فوضى في الساحة في عرض دبل أور نوثينغ 2022. في عام 2023، أُقيمت المباراة الثالثة تحت اسم تدافع الملعب داخل استاد ويمبلي في لندن، ولكن على عكس النسخ السابقة، أُقيمت المباراة بالكامل أمام الجماهير مباشرة، ولم تكن مباراة سينمائية

### مباراة رفاق غريبون (Strange Bedfellows)
مباراة رفاق غريبون هي مباراة تاغ تيم تقليدية ولكن مع لمسة غير معتادة، حيث يُجبر أحد أعضاء فريق تاغ تيم على التعاون مع أحد خصومه من الفريق المنافس. أحد أبرز الأمثلة على هذا النوع من المباريات كان عندما اضطر مات هاردي للتعاون مع كريستيان ضد شقيقه جيف هاردي وشريك كريستيان في التاغ تيم إيدج.

## مباريات قائمة على الأسلحة
تعتمد بعض المباريات على استخدام الأسلحة أو الأدوات الخارجية، حيث تأخذ المباراة اسم السلاح المستخدم فيها، مثل "مباراة عصا سنغافورة" أو "مباراة الكراسي". في بعض الحالات، يتم استبدال القواعد القياسية أو تعديلها لتناسب طبيعة هذه المباريات الخاصة.

### مباراة فوضى الصالة (Arcade Anarchy Match)
مباراة فوضى الصالة هي مباراة تاغ تيم بنظام الهاردكور نشأت في اتحاد AEW، حيث يتم وضع مجموعة من العناصر المستوحاة من صالات الألعاب حول الحلبة لاستخدامها كأسلحة. تشمل هذه العناصر طاولات هوكي الهواء، مطارق ضخمة خاصة بلعبة "Whac-a-Mole"، ماكينات ألعاب الفيديو، آلة المخلب، وحتى دباديب محشوة بقطع ليغو حادة. بالإضافة إلى ذلك، يوجد "جدار الجوائز" الذي يحتوي على أسلحة كلاسيكية لمصارعة الهاردكور. أُقيمت أول مباراة من هذا النوع في عرض AEW ديناميت بتاريخ 31 مارس 2021.

### مباراة عراك الشاطئ (Beach Brawl)
مباراة عراك الشاطئ هي مباراة هاردكور يتم فيها توفير عناصر وأدوات مستوحاة من الشاطئ لاستخدامها كأسلحة، مثل ألواح التزلج، المقاعد والطاولات الخشبية، الكرات الشاطئية، كرات الرياضة، وأحواض الأطفال المملوءة بكرات بلاستيكية. نظرًا لطبيعتها، فإن المباراة تُلعب بدون إقصاء أو استبعاد، مما يعني أن جميع أنواع الأسلحة الأخرى قانونية أيضًا. أُقيمت أول مباراة من هذا النوع في WWE NXT Spring Breakin’ في أبريل 2024 بين سول روكا وبلير دافنبورت.

### مباراة الطوب (Bricks Match)
مباراة الطوب هي مباراة هاردكور يتم فيها استخدام الطوب الإسمنتي كأسلحة قانونية. غالبًا ما تم دمج الطوب في مباريات الموت بدون حبال شائكة، وظهرت هذه الفكرة لأول مرة في مباريات الموت اليابانية عام 1993.

### مباراة الكراسي (Chairs Match)
مباراة الكراسي هي مباراة هاردكور يُسمح فيها باستخدام الكراسي الفولاذية فقط كأسلحة قانونية. يتم تحديد الفائز من خلال التثبيت أو الإخضاع. تم تقديم أول مباراة من هذا النوع في عرض تي إل سي 2009، حيث واجه أندرتيكر خصمه باتيستا، وانتهت المباراة بفوز أندرتيكر بالتثبيت.

### مباراة الجلد الريفي (Country Whipping Match)
مباراة الجلد الريفي هي مباراة هاردكور حيث يُزوَّد جميع المشاركين بـ أحزمة جلدية، وهي السلاح الوحيد المسموح باستخدامه في المباراة. كانت هذه المباراة إحدى التخصصات الشهيرة لفريق ذا غودوينز.

### مباراة 8 المجنونة (Crazy 8)
مباراة Crazy 8 كانت تُستخدم في اتحاد Pro Wrestling Unplugged، وتتضمن وضع حزام البطولة على قمة منصة مرتفعة، والفائز هو المصارع الذي يتمكن من استرجاع الحزام أولًا. يتم وضع مجموعة من الأدوات الغريبة حول الحلبة لاستخدامها، بما في ذلك جانب واحد من قفص فولاذي، ترامبولينان، وأربعة أراجيح بالحبال.

### مباراة "الجماهير تجلب الأسلحة" (Fans Bring the Weapons Match)
في مباراة الجماهير تجلب الأسلحة، يُسمح للجماهير بإحضار أسلحة عشوائية، والتي يمكن للمصارعين أخذها واستخدامها في القتال. تُعتبر هذه المباراة من أشد أنواع مباريات الهاردكور خطورة، وتم تقديمها لأول مرة في اتحاد ECW خلال منتصف التسعينيات.

### مباراة التدبير المنزلي الجيد (Good Housekeeping Match)
في مباراة التدبير المنزلي الجيد، يتم استخدام عناصر منزلية كأسلحة قانونية، مثل سلال القمامة، أحواض المطبخ، طاولات الكي، المقالي، المكانس، الأواني، ومكونات الطعام الخام. تُلعب المباراة بدون إقصاء أو عد خارجي. واحدة من أشهر المباريات من هذا النوع كانت بين جيف جاريت وتشاينا في عرض نو ميرسي 1999.

### مباراة الأصفاد (Handcuff Match)
مباراة الأصفاد هي مباراة هاردكور يكون الهدف الأساسي فيها إجبار الخصم على ارتداء الأصفاد وربطه بأحد أجزاء الحلبة، مما يحرمه من استخدام يديه.

### مباراة رعب المشنوق (Hangman’s Horror Match)
مباراة رعب المشنوق ابتكرها المصارع رايفن لإنهاء عدائه مع فامبيرو ومديره جيمس ميتشل في اتحاد TNA بتاريخ 29 أكتوبر 2003. الهدف في هذه المباراة هو لف سلسلة فولاذية حول رقبة الخصم وتعليقه على حبال الحلبة حتى يُعلن الحكم فقدانه للوعي، والفائز هو المصارع الذي يُنفذ عملية الشنق بنجاح.

### مباراة عصا الكيندو (Kendo Stick Match)

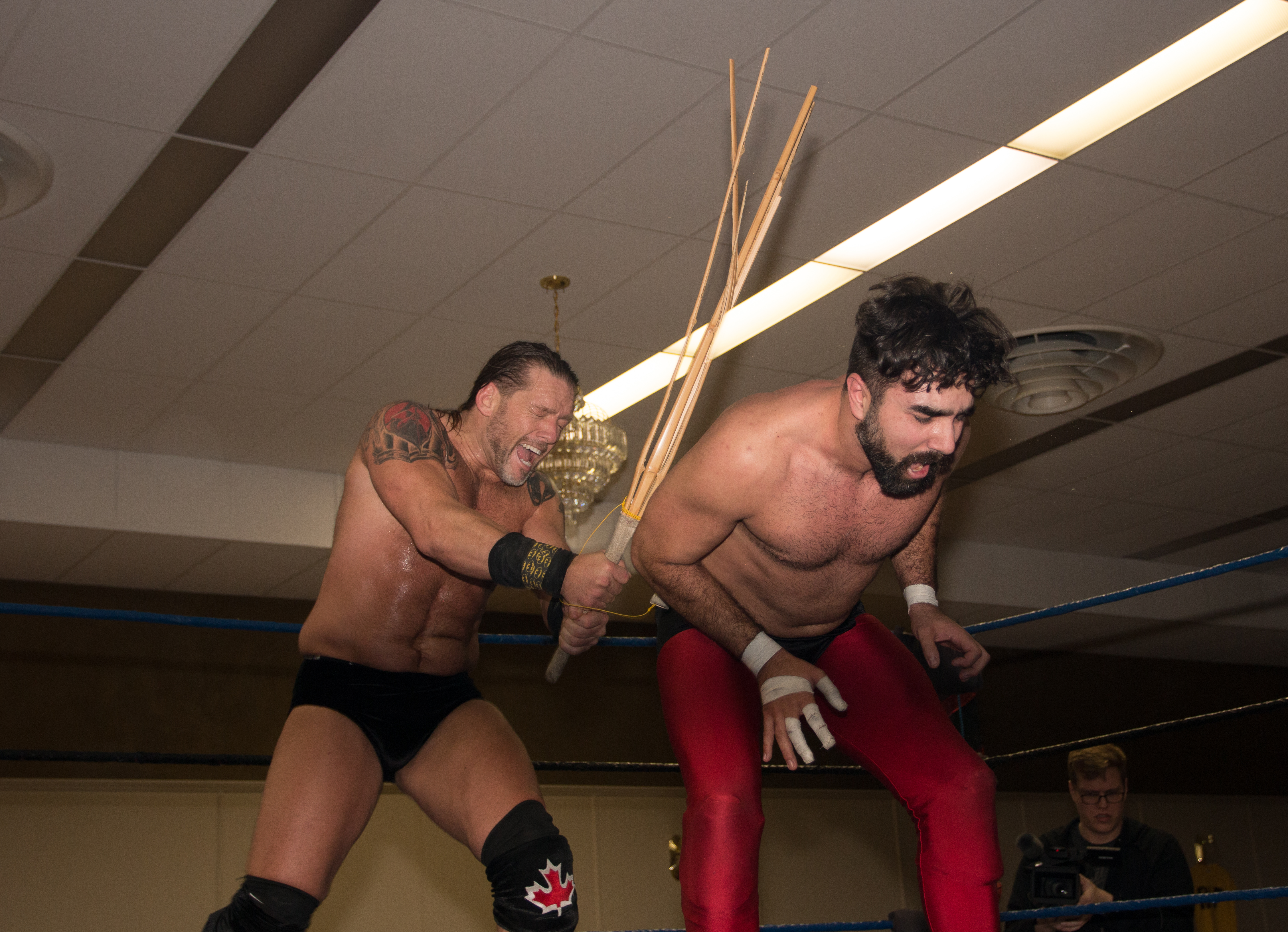
جوني ديفين (على يسار) يستخدم عصا الكندو على باك جونديرسون أثناء المباراة

مباراة عصا الكيندو (تُعرف أيضًا بمباراة عصا سنغافورة أو مباراة العصي المبارزة) هي مباراة أسلحة قياسية حيث تُستخدم عصا الكيندو كسلاح شرعي وحيد. غالبًا ما يتم تزيين الحلبة بالعديد من عصي الكيندو لاستخدامها من قبل المصارعين. وقد استخدمت كومبات زون ريسلينغ هذه المباراة باستخدام أنابيب إضاءة فلورية بدلًا من عصي الكيندو.

### مباراة السلم (Ladder Match)
مباراة السلم هي مباراة بدون استبعاد، حيث يتم تعليق شيء معين (عادةً ما يكون حزام بطولة أو عقد أو حقيبة) فوق الحلبة بعيدًا عن متناول المنافسين، والفائز هو أول شخص يتسلق السلم ويسترد هذا الشيء. غالبًا ما تُستخدم هذه المباراة في WWE في مباريات "موني إن ذا بانك". يمكن استخدام السلم كسلاح خلال المباراة.

#### مباراة السلم "كازينو" (Casino Ladder Match)
تم ابتكار مباراة السلم "كازينو" بواسطة AEW كتعديل على مباراة "كازينو باتل رويال". يتم تعليق رقاقة بوكر فوق الحلبة أسفل سلم، والذي يمكن استخدامه كسلاح. تبدأ المباراة بمصارعين اثنين، ثم يدخل مشارك جديد كل دقيقتين. الفائز هو أول مصارع يصل إلى رقاقة البوكر، مما يمنحه فرصة لخوض مباراة على بطولة العالم لـ AEW في وقت ومكان يختاره. من الجدير بالذكر أنه يمكن الفوز بالمباراة قبل دخول جميع المشاركين المقررين.

#### مباراة الفوضى المعدنية الكاملة (Full Metal Mayhem Match)
مباراة الفوضى المعدنية الكاملة هي نسخة معدلة من مباراة TLC، حيث يتم توفير سلاسل فولاذية بالإضافة إلى الطاولات والكراسي، كما تظهر أسلحة معدنية أخرى مثل صناديق القمامة والدبابيس. نشأت هذه المباراة في TNA إمباكت، وقد أقامت هذه المؤسسة مباراة واحدة على الأقل من هذا النوع كل عام منذ 2005.

#### مباراة ملك الجبل (King of the Mountain Match)
تُوصف مباراة ملك الجبل بأنها "مباراة سلم معكوسة". بدلًا من استرداد شيء معلق فوق الحلبة، الفائز هو أول شخص يستخدم السلم لتعليق حزام البطولة فوق الحلبة — بعد أن يحقق إسقاطًا أو إخضاعًا (تُحسب الإسقاطات في أي مكان) ليحق له المحاولة. المصارع الذي يتم إسقاطه أو إخضاعه يجب أن يقضي دقيقتين في صندوق الجزاء. في حدث "سلاميفيرسيري 2022"، أقيمت أول مباراة "ملكة الجبل" على الإطلاق، حيث هزمت جوردين جريس البطلة تاشا ستيلز، بالإضافة إلى تشيلسي جرين وديونا بورازو وميا يم، لتفوز ببطولة نوكآوتس الخاصة بالسيدات. وكانت ميكي جيمس، بطلة العالم أربع مرات، مراقبة للمباراة.

#### مباراة سلّم إلى الجحيم (Stairway to Hell Match)
استُخدمت هذه المباراة في ECW، وهي مباراة سلم يتم فيها تعليق سلاح فوق الحلبة. بدلًا من الفوز باسترداد السلاح، يُسمح لأول مصارع يتسلق السلم ويسترد السلاح باستخدامه في المباراة. يتم الفوز بالمباراة عن طريق الإسقاط أو الإخضاع القياسي.

#### مباراة طاولات، سلالم، وكراسي (TLC match)
مباراة طاولات، سلالم، وكراسي (التي تُختصر بـ TLC) هي امتداد لمباراة السلم، حيث تُستخدم الكراسي والطاولات أيضا كأسلحة شرعية. تم تقديم هذه المباراة لأن كل فريق من الفرق الثلاثة المتخصصة كان معروفًا باستخدام أحد هذه الأسلحة: إيدج وكريستيان كانا مشهورين باستخدام الكراسي الفولاذية وحركة "con-chair-to"، وفريق دادلي بويز كانوا روادًا في استخدام الطاولات الخشبية لإسقاط خصومهم عليهم، بينما اشتهر فريق هاردي بويز بحركاتهم البهلوانية العالية باستخدام السلالم المزدوجة. سبق أن أقيمت مباراة مشابهة في "راسلمينيا 2000" تُسمى "مباراة السلم المثلثية"، والتي تضمنت أيضًا الطاولات والكراسي. لكن أول مباراة TLC رسمية حدثت بين إيدج وكريستيان، دادلي بويز، وهاردي بويز في حدث "سمرسلام 2000" التابع لـ WWF، وأخرى في "راسلمينيا 17".
نظرًا لطبيعة هذه المباريات المدمرة والخطيرة والعنيفة والمجهدة جسديًا، تم تخفيف حدتها في كل مباراة TLC بعد المباراة الثالثة التي أقيمت بعد "راسلمينيا X-Seven" لتقليل المخاطر والمتطلبات الجسدية. من عام 2009 إلى 2020، أقامت WWE عرضًا مدفوعًا في ديسمبر تحت اسم "TLC:طاولات، سلالم، وكراسي"، حيث كانت المباراة الرئيسية تعتمد على هذه القاعدة. للمباراة نسختان: الأولى تُجرى كـ"مباراة سلم" حيث يجب استرداد شيء معلق فوق الحلبة، والثانية تُجرى كـ"مباراة تقليدية" يتم الفوز فيها بالإسقاط أو الإخضاع. في WWE، يُعتبر إيدج أكثر المصارعين مشاركة في مباريات TLC (7 مرات)، بما في ذلك المباريات الثلاث الأولى، وغالبًا ما استخدم هذه المباراة لتحقيق ميزة في الحبكة الدرامية، مما جعل البعض يصفها بأنها مباراته المميزة.
تم أيضًا إقامة هذه المباراة تحت قواعد المباريات الفردية، حيث يمكن الفوز بالإسقاط أو العد الخارجي أو الإخضاع، مع استخدام مكثف للطاولات والسلالم والكراسي كأسلحة. من الأمثلة على ذلك مباراة "وي إل سي" (WeeLC) في عام 2014، ومباراة "طاولات، سلالم، وخوف" (Tables, Ladders and Scares) (وهي نسخة معدلة من TLC) بين توني دانجيلو وأوبا فيمي في عام 2024.

#### مباراة Ultimate X
مباراة Ultimate X هي "مباراة سلم بدون سلالم"، حيث يتم تعليق كابلين بين هياكل معدنية مرتفعة من زوايا الحلبة الأربعة، يتقاطعان فوق منتصف الحلبة مشكلين نمطًا على شكل حرف "X". الهدف من المباراة هو تسلق زوايا الحلبة ثم التحرك يدويًا عبر الكابلات للوصول إلى الجائزة المعلقة، والتي عادةً ما تكون حزام بطولة. تُعتبر هذه المباراة من المباريات المميزة للـ "القسم X" في إمباكت ريسلينغ، وتُجرى بين ثلاثة مصارعين أو أكثر.

### قتال الطبول النيجيرية (Nigerian Drum Fight)
قتال الطبول النيجيرية هي مباراة أسلحة بدون استبعاد، حيث تُوفر أدوات إيقاعية موسيقية تُستخدم في الموسيقى النيجيرية التقليدية، مثل الطبول والجونج، بالإضافة إلى الطاولات وعصي الكيندو، بجانب الحلبة. واجه بيغ إي أبولو كروز في مباراة من هذا النوع خلال عرض راسلمينيا 37.

### مباراة شيء على العمود (Object on a Pole Match)
مباراة "الشيء على العمود"، والتي يُشتق اسمها عادةً من الشيء المعلق، مثل "برجمية على العمود"، "كرسي فولاذي على العمود"، "عصا سنغافورة على العمود"، "مضرب على العمود"، "فياجرا على العمود"، "عقد على العمود"، "هدية عيد الميلاد على العمود"، أو حتى "جودي باغويل على رافعة"، تُعتبر السلف الروحي لمباراة السلم. في هذه المباراة، يتم وضع شيء ما على عمود يمتد من أحد زوايا الحلبة الأربعة، ويتنافس المصارعون للوصول إليه أولاً. على عكس مباراة السلم، الوصول إلى الشيء لا ينهي المباراة عادةً، بل يسمح للمصارع باستخدامه كسلاح. هذه المباراة ليست بالضرورة بدون استبعاد؛ السلاح المعلق على العمود هو استثناء من قاعدة الاستبعاد. ومع ذلك، في بعض الأحيان تكون المباراة بدون استبعاد، حيث يمكن استخدام أي سلاح بالإضافة إلى السلاح المعلق. يُطلق نقاد المصارعة على هذه المباراة اسم "مباراة روسو الخاصة"، نسبةً إلى كثرة استخدام مدير الحبكة الدرامية في WCW، فينس روسو، لمباريات العمود خلال فترة عمله في الشركة. من الاختلافات الأخرى في WCW مباراة "سان فرانسيسكو الـ49"، حيث يتم وضع أربعة صناديق في زوايا الحلبة الأربعة، أحدها يحتوي على حزام البطولة والثلاثة الأخرى تحتوي على أسلحة. يجب العثور على الصندوق الذي يحتوي على الحزام للفوز بالمباراة والبطولة. حتى الآن، يُعرف أن هذه المباراة حدثت مرة واحدة فقط في اتحاد مصارعة كبير، عندما هزم بوكر تي جيف جاريت في 2 أكتوبر 2000 ليصبح بطل WCW للوزن الثقيل.
توجد العديد من الاختلافات لمباراة "شيء على العمود". في بعض الحالات، تكون المباراة أقرب إلى مباراة السلم، حيث إن الوصول إلى الشيء ينهي المباراة. في حالات أخرى، يتم تعليق أشياء فوق جميع زوايا الحلبة. وفي حالات أخرى، يتم وضع أشياء عند (وليس فوق) كل زاوية، أحدها لإنهاء المباراة والبقية لاستخدامها كأسلحة. استخدمت TNA مباراة "شيء على العمود" كتمهيد لمباراة أخرى، حيث تم وضع أشياء عند أربعة من زوايا الحلبة الستة، مع وعد بأن أول مصارع يصل إلى كل شيء سيُسمح له باستخدامه في مباراة قفص مجدولة مسبقًا. في مباراة "وليمة أو طرد" (Feast or Fired)، يحتوي كل صندوق على عقد للتنافس على بطولة TNA للوزن الثقيل، بطولة TNA للفرق، أو بطولة قسم X، بينما يحتوي الصندوق الأخير على ورقة طرد، مما يعني أن حامله سيُطرد على الفور. لكن إذا فاز حامل عقد القسم X بالبطولة، فلا يمكنه استخدام العقد للتنافس على بطولة الوزن الثقيل مباشرة (الخيار C). مباراة "قفاز عامل المناجم" هي نسخة معدلة من مباراة "شيء على العمود"، حيث يكون الشيء المعلق هو قفاز عامل مناجم، يمكن استخدامه ضد الخصم بعد استرداده.

#### مباراة السلسلة الدراجة (Biker Chain Match)
مباراة السلسلة الدراجة هي مباراة هاردكور حيث يتم تعليق سلسلة على عمود وتكون السلاح الشرعي الوحيد، ولكن الهدف من المباراة هو تثبيت الخصم. خاض بروك ليسنر وذا أندرتيكر مباراة من هذا النوع في حدث "نو ميرسي 2003" التابع لـ WWE.

### قتال الوسادات (Pillow Fight)
قتال الوسادات هي مباراة أسلحة حيث يتم وضع وسادات وفراش فقط داخل الحلبة. يمكن استخدام الوسادات كأسلحة، ولكن بخلاف ذلك، تنطبق قواعد المصارعة العادية. من الجدير بالذكر أن توري ويلسون رفعت الفراش ذات مرة وكانت كانديس ميشيل مستلقية عليه وألقته خارج الحلبة. هناك نسخة أخرى تُسمى "قتال الوسادات بالملابس الداخلية"، حيث يتطلب من المشاركات ارتداء ملابس داخلية. ونسخة أخرى تُسمى "قتال الوسادات بالبيجاما"، حيث يتطلب ارتداء البيجاما.

### مباراة السترة المقيدة (Straitjacket Match)
في مباراة السترة المقيدة، يجب على المصارع أن يضع خصمه في سترة تقييد، عادةً بعد إصابته بالإغماء أو إخضاعه حتى يفقد الوعي. ظهرت هذه المباراة لأول مرة على التلفزيون في TNA عندما هزم صموئيل شو مستر أندرسون بعد أن أفقده الوعي بحركة خنق ثم وضعه في السترة المقيدة. في حلقة من WWF راو في يونيو 1999، فاز كين شامروك، الذي كان الوحيد المقيد بالسترة، على جيف جاريت بعد أن أجبره على الإستسلام بحركة رأس مقصية.

### مباراة الشريطة (Strap match)
مباراة الشريطة، المعروفة بأسماء عديدة وتُجرى بتعديلات طفيفة، هي أي مباراة يتم فيها ربط المنافسين بطرفي شريطة أو قيد لإبقائهم على مسافة قريبة من بعضهم. بحكم التعريف، تعتبر الشريطة وأي شيء مربوط به أسلحة شرعية ومسموح باستخدامها. القاعدة الأكثر شيوعًا للفوز هي تحقيق تثبيت، ولكن هناك نسخة شائعة حيث يجب على أحد المصارعين لمس زوايا الحلبة الأربعة بشكل متتالي دون انقطاع. نظرًا لاستخدام الشريطة كأداة خنق، لا يُسمح عادةً بالإخضاع في هذه المباراة.
في المباراة التقليدية للشريطة، يتم ربط المصارعين بحزام جلدي، وتُعتبر مباراة الحزام واحدة من أكثر أنواع المباريات تنوعًا في المصارعة المحترفة، سواء من حيث الأسماء أو الأدوات المستخدمة. يأتي اسم المباراة عادةً من الأداة المستخدمة وأحد المصارعين أو كليهما. تشمل القيود الشائعة حزامًا، حبلًا به جلجل بقرة (يُسمى "حبل الثور")، سلاسل فولاذية، أو حبل مقود يتم ربطه من معصم المصارعين. غالبًا ما تُسمى هذه المباراة "مباراة الحزام الكاريبية" عندما يشارك مصارع من بورتوريكو (مثل سافيو فيغا) أو عندما تُقام في اتحاد بورتوريكي مثل "الاتحاد الدولي للمصارعة" (IWA).

#### مباراة الموت "سلسلة الأسلاك الشائكة" (Barbed Wire Chain Deathmatch)
مباراة الموت "سلسلة الأسلاك الشائكة" هي نسخة من مباراة الشريطة، حيث يتم ربط المصارعين بسلك شائك بدلًا من حزام جلدي. تم إجراء هذه المباراة عدة مرات في عام 1995 في اتحاد IWA الياباني بمشاركة شوجي ناكاماكي، هيروشي أونو، وكاكتوس جاك.

#### مباراة طوق الكلب (Dog Collar Match)
مباراة طوق الكلب هي نوع من مباريات الشريطة، حيث يتم ربط المصارعين من الرقبة باستخدام أطواق كلاب وسلاسل بدلًا من حزام جلدي. اشتهرت هذه المباراة بفضل المباراة بين رودي بايبر وجريج فالنتاين في حدث "ستاركيد '83". أعادت AEW إحياء هذه المباراة مؤخرًا، حيث خاض برودي لي ضد كودي رودز مباراة من هذا النوع في عام 2020 (وكانت آخر مباراة لبرودي لي قبل وفاته لاحقًا في ذلك العام). كما خاض سي إم بانك ضد MJF مباراة طوق كلاب عنيفة للغاية في حدث "ريفولوشن". سبق لبانك أن خاض مباراة طوق كلاب مشهورة أخرى ضد رافين في حدث "ROH الموت قبل العار 2003".

#### مباراة الشريطة بأربعة زوايا (Four Corners Strap Match)
في مباراة الشريطة بأربعة زوايا، يفوز المصارع الذي يلمس زوايا الحلبة الأربعة بشكل متتالي دون انقطاع من خصمه أو أي شخص آخر. إذا تم إسقاط المصارع أثناء محاولته لمس الزوايا، يجب عليه البدء من جديد. لا تُحسب التثبيتات أو الإخضاعات أو العد الخارجي أو الاستبعاد في هذه المباراة. في حدث "أنسينسورد 1995" التابع لـ WCW، قام هولك هوجان بسحب ريك فلير (غير المشارك في المباراة) إلى الزوايا الأربعة للفوز على بيغ فان فيدر. تمت إعادة تسمية هذه المباراة إلى "مباراة الشريطة الساموانية" في حدث "إكستريم رولز 2009" التابع لـ WWE، حيث واجه أوماغا سي إم بانك. لدى WCW نسخة أخرى من مباراة الحزام تُسمى "مباراة الشريط الهندي الياپابي" بين هولك هوجان وريك فلير في حدث "آنسينسورد 2000". هناك أيضًا نسخة تُسمى "مباراة الشريطة طوق الكلب بدون استسلام"، حيث لا يُسمح لأي من المصارعين بالاستسلام. أقيمت هذه المباراة كحدث رئيسي في "TNA نو سرندر 2005" على بطولة NWA للوزن الثقيل بين رافين وأبيس، وفاز بها رافين. كما قدمت AEW نسختها الخاصة من مباراة الشريطة بأربعة زوايا، وأطلقت عليها اسم "مباراة الشريطة: ساوث بيتش"، والتي استُخدمت مرة واحدة في مباراة بين كودي رودز وكيو تي مارشال في حدث "رود راغر" في يوليو 2021. سُميت بهذا الاسم لأن الحدث أقيم في وسط مدينة ميامي، بالقرب من حي ساوث بيتش.

#### مباراة السلسلة الروسية (Russian Chain Match)
مباراة السلسلة الروسية هي نوع من مباريات الشريطة، حيث يتم ربط المصارعين بسلسلة فولاذية سميكة طولها 15 قدمًا بدلًا من حزام مرن، وغالبًا ما تُستخدم السلسلة كسلاح. تُعرف هذه المباراة بأسماء عديدة، بما في ذلك "مباراة سلسلة تكساس". كانت هذه المباراة من اختصاص إيفان كولوف وبوريس مالينكو.

#### مباراة حبل ثور تكساس (Texas Bullrope Match)
مباراة حبل ثور تكساس هي نوع من مباريات الشريطة، حيث يتم ربط المصارعين بحبل سميك به جرس ماشية؛ الهدف من المباراة هو تحقيق تثبيت، أو في نسخة أخرى، الفوز بلمس الزوايا الأربعة بشكل متتالي كما في مباراة الشريطة العادية (كما حدث في مباراة JBL ضد إدي جيريرو في "ذا جريت أمريكان باش 2004"). كان لـ ذا روك مباراته الخاصة، "مباراة حبل براهما الثور"، وهي نسخة معدلة من مباراة حبل ثور تكساس.

### مباراة النقالة (Stretcher Match)

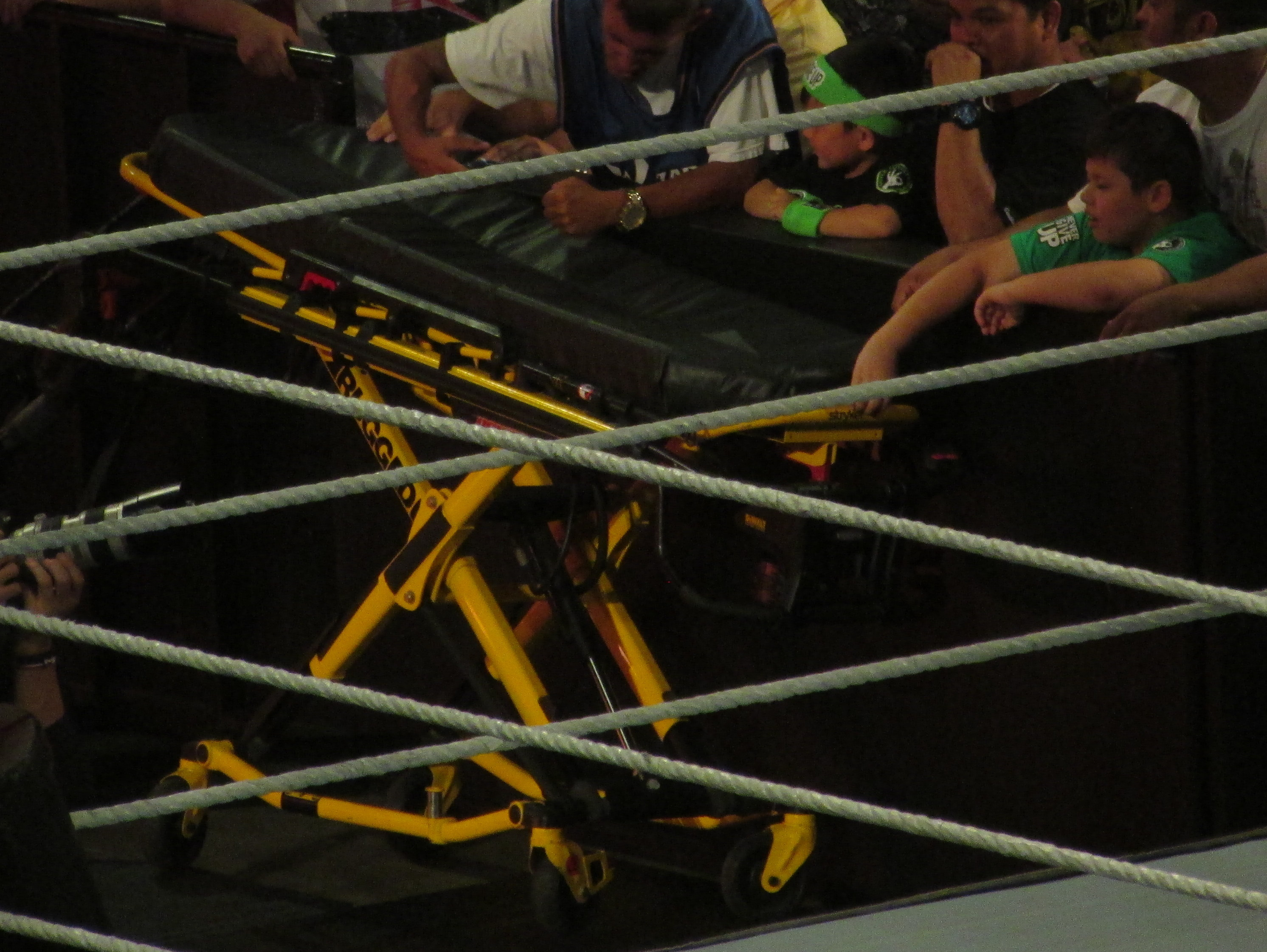
نقالة على جانب الحلبة قبل مباراة النقالة

مباراة النقالة هي مباراة هاردكور حيث يجب على المصارع إصابة خصمه بإعياء شديد حتى يتمكن من وضعه على نقالة ودحرجتها إلى خط النهاية للفوز؛ عادةً ما يكون الخط عند بداية الممر المؤدي إلى الحلبة. يمكن أيضًا استخدام النقالة كسلاح.

### مباراة السلالم الفولاذية (Steel Stairs Match)
مباراة السلالم الفولاذية هي مباراة هاردكور حيث تكون السلالم الفولاذية الموجودة عادةً على جانبي الحلبة هي الأسلحة الشرعية الوحيدة. واجه ذا بيغ شو إيريك روان في مباراة من هذا النوع في حدث "تي إل سي 2014" التابع لـ WWE.

### مباراة سيمفونية الدمار (Symphony of Destruction Match)
مباراة سيمفونية الدمار هي مباراة هاردكور حيث تتوفر أدوات موسيقية مختلفة بجانب الحلبة كأسلحة. هذه المباراة هي من اختصاص إلياس، وظهرت لأول مرة في عام 2018 عندما واجه إلياس براون سترومان.

### مباراة الطاولة (Tables match)

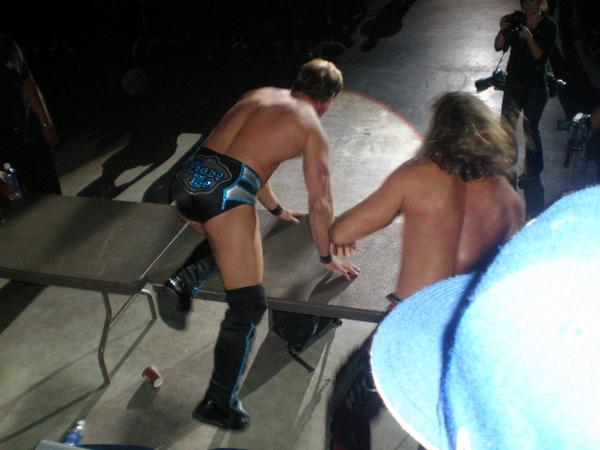
كريس جيريكو (على اليسار) وشون مايكلز على طاولة في عرض منزلي في بورتوريكو عام 2008

مباراة الطاولة هي مباراة هاردكور حيث يجب على المصارع أن يدفع خصمه لكسر طاولة عليه للفوز. لا يمكن الفوز إلا باستخدام حركة هجومية.
يمكن إجراء مباريات الطاولة بين الفرق، سواء بنظام الإقصاء أو بنظام الإسقاط الواحد. أول مباراة طاولات أقيمت في حدث "طاولات مزدوجة" التابع لـ ECW عام 1995 بين فريق "ذا ببلك إنيمي" وفريق "ذا تازمانياك وسابو" على بطولة ECW للفرق، بينما كانت أول مباراة طاولات في WWE بين فريق "ذا هاردي بويز" وفريق "دادلي بويز" في حدث "رويال رامبل 2000". كان الهدف في هذه المباريات هو دفع جميع أعضاء الفريق الخصم لكسر الطاولات عليهم باستخدام حركات هجومية، ولكن في مباريات الطاولات اللاحقة في WWE، كان يكفي دفع عضو واحد فقط لكسر طاولة. غالبًا ما تشمل مباريات الطاولات بند "بدون استبعاد"، مما يحولها إلى مباريات هاردكور (وقد تُعرف هذه النسخة أيضًا باسم "مباراة الطاولات : هاردكور"). في بعض مباريات الفرق، يمكن لمصارع إنقاذ زميله بكسر الطاولة بجسده بنفسه، ولا يُحتسب ذلك ضدهم.

#### مباراة الطاولات المشتعلة (Flaming Tables Match)
مباراة الطاولات المشتعلة هي مباراة خاصة بـ ECW، حيث يتم إشعال الطاولات بالنار، والطريقة الوحيدة للفوز هي دفع الخصوم ليكسرو الطاولات المشتعلة فوقهم.

#### مباراة بقايا عيد الشكر (Thanksgiving Leftovers Throwdown)
مباراة "بقايا عيد الشكر" هي مباراة خاصة مستوحاة من عيد الشكر. ظهرت لأول مرة في حلقة "سماكداون" بتاريخ 26 نوفمبر 2021 عرفت بإسم "الجمعة السوداء" بين ريك بوجز وأنجيل غارزا. هي مباراة مصارعة عادية مع طاولة بجانب الحلبة مغطاة ببقايا طعام. لم يتم دفع أي مصارع إلى الطاولة، ولكن هامبرتو كاريو، الذي حاول تشتيت انتباه بوجز، تم دفعه إلى الطاولة بواسطة شينسوكي ناكامورا.

#### مباراة طاولتين من أصل ثلاث (Two out of Three Tables Match)
مباراة طاولتين من أصل ثلاث هي مباراة هاردكور حيث يمكن الفوز فقط عندما يقوم مصارع أو فريق بدفع خصمه أو فريق الخصم لاختراق طاولتين، ولكن ليس بالضرورة في نفس الوقت. تنفيذ حركة على طاولتين مزدوجتين لا يُحتسب كفوز. تُعتبر أيضًا نسخة من مباراة مباراة سقوطان من أصل ثلاثة.

### مباراة القبضات الملفوفة (Taped Fist Match)
في مباراة القبضات الملفوفة، يُسمح للمصارعين بلف أيديهم بشريط لاصق لتمكينهم من اللكم بقوة أكبر دون إصابة أيديهم. يجب أن يتنافس المصارعون بأيديهم الملفوفة، والفكرة هي جعل الإمساك بالخصم أكثر صعوبة مع حماية الأيدي أثناء اللكم، مما يشجع المصارعين على "القتال" بدلًا من المصارعة. في نسخة تُسمى مباراة تايبيه المميتة، يتم غمس القبضات الملفوفة في غراء قوي ثم في زجاج مكسور.

### مباراة قواعد الفايكنغ (Viking Rules Match)
مباراة قواعد الفايكنغ هي مباراة هاردكور ذات طابع مستوحى من الفايكنغ، حيث يتم تزيين الحلبة على شكل سفينة فايكنغ. تم تقديم هذه المباراة بواسطة فريق "ذا فايكنغ رايدرز" في حلقة "سماكداون" بتاريخ 2 سبتمبر 2022 (تم تصويرها في 26 أغسطس 2022) ضد فريق "ذا نيوي داي".

### مباراة المعركة المائية (Water Fight)
مباراة المعركة المائية هي مباراة أسلحة حيث يتم وضع دلاء ماء، مسدسات مائية، وكرات مائية حول الحلبة لاستخدامها كأسلحة. بخلاف ذلك، تنطبق قواعد المصارعة العادية. من الجدير بالذكر أن جيليان هال قامت بضرب ميكي جيمس على رأسها بمسدس مائي خلال هذه المباراة.

### مباراة رامبل الأسلحة (Weapon Rumble Match)
مباراة رامبل الأسلحة هي مباراة هاردكور ابتكرها اتحاد "DDT Pro-Wrestling"، حيث يتم إدخال سلاح جديد في المباراة كل فترة زمنية، على غرار مباراة "رامبل". يتم اختيار الأسلحة مسبقًا من قبل المشاركين، ويمكن أن تتنوع بشكل كبير بسبب التفسير الكوميدي لتعريف "السلاح" الذي يستخدمه الاتحاد.

### مباراة الأسلحة الحرة (Weapons Wild Match)
مباراة الأسلحة الحرة هي مباراة هاردكور حيث تتوفر أسلحة غير حادة بجانب الحواجز المبطنة حول الحلبة، وجميعها أسلحة شرعية. يبدأ المصارعون المباراة وكل منهم يحمل سلاحًا على الأقل. نشأت هذه المباراة في اتحاد "NXT" التابع لـ WWE.

## مباراة الفائز يأخذ كل شيء (Winner Takes All Match)
هناك سيناريوهان لمباراة الفائز يأخذ كل شيء: الأول هو مباراة لقب ضد لقب، حيث يكون كلا المصارعين (أو الفرق في حالة مباراة فرق) أبطالًا قبل المباراة، ويحصل الفائز على لقب الخصم، وبالتالي "يأخذ كل شيء". يختلف هذا عن مباراة توحيد الألقاب، حيث يتم دمج لقب في آخر وإلغاء أحدهما. في سيناريو "الفائز يأخذ كل شيء"، يظل كلا اللقبين نشطين ويتم الدفاع عنهما بشكل منفصل. يمكن أن تكون هذه المباراة أيضًا بين الفرق، حيث يتم التنافس على لقبين منفصلين في نفس المباراة، كما حدث عندما دافع سيث رولينز وبيكي لينش عن اللقب العالمي ولقب السيدات على التوالي ضد بارون كوربين وليزي إيفانز في حدث "إكستريم رولز 2019".